# Gorizia
Gorizia (IPA: ɡoˈriʦʦja ; Guriza in friulano goriziano, Gurize in friulano; Gorica in sloveno, [ɡɔˈɾiːʦa],; Görz in tedesco; Gurissa in dialetto bisiaco) è un comune italiano di 33 647 abitanti della regione a statuto speciale del Friuli-Venezia Giulia. Già capoluogo dell'omonima provincia, oggi amministrativamente soppressa, è sede dell'Ente di decentramento regionale di Gorizia. 
La città forma un'area urbana integrata anche amministrativamente con i comuni sloveni di Nova Gorica e di San Pietro-Vertoiba. Il territorio della città slovena di Nova Gorica, anch'essa situata lungo il fiume Isonzo, fu parte integrante del comune di Gorizia fino al 1947, quando l'Istria e gran parte della Venezia Giulia vennero cedute alla Jugoslavia in seguito al trattato di Parigi. Per la sua posizione e per la sua storia, Gorizia è uno dei punti di congiunzione fra le culture romanze, slave e germaniche. Come il resto del Goriziano, la città rientra sia nei confini del Friuli sia in quelli della Venezia Giulia.

## Geografia fisica

### Territorio

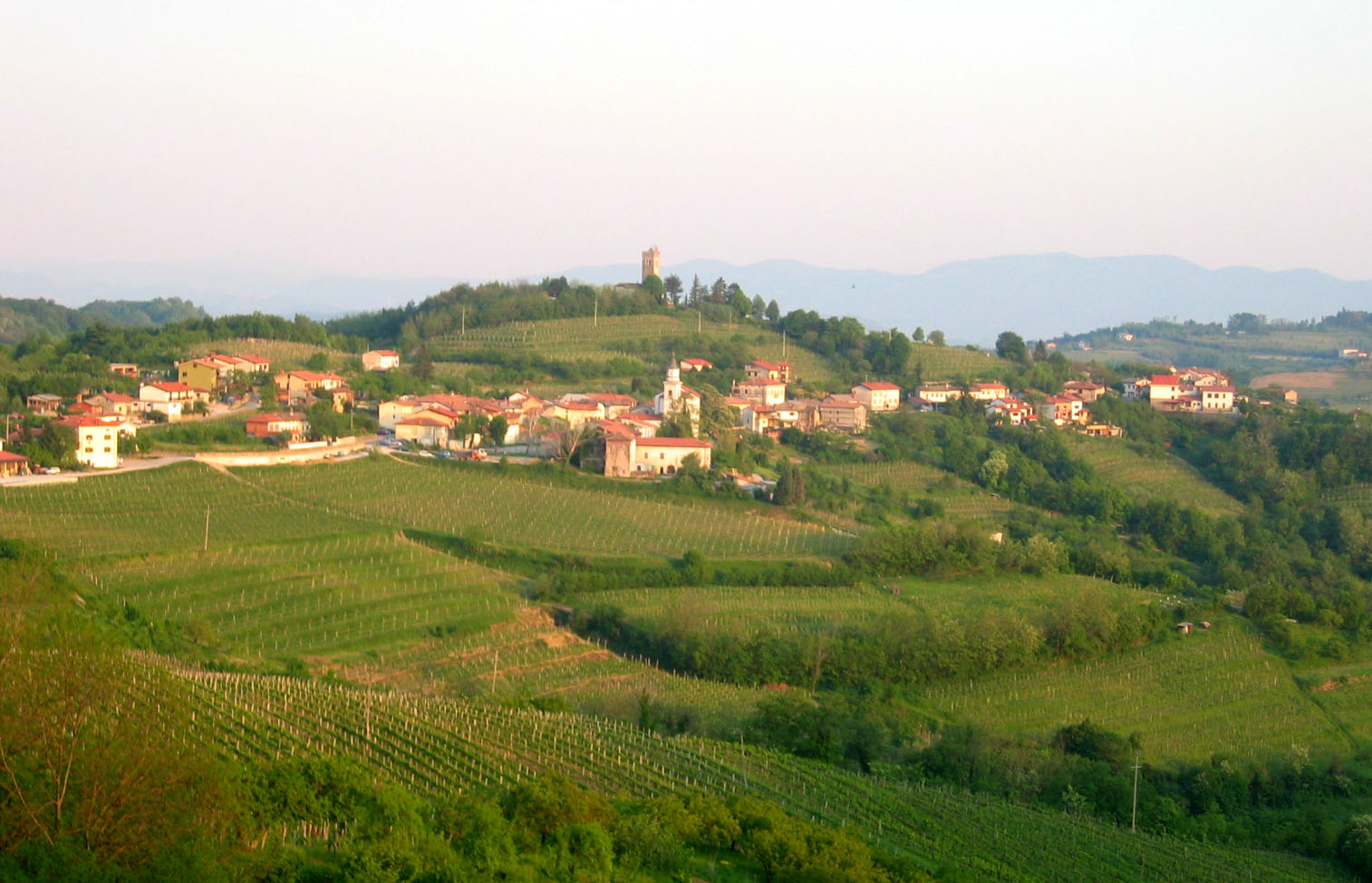
Collio

Gorizia si trova all'estrema periferia orientale della Pianura friulana al confine tra l'Italia e la Slovenia. Situata alle pendici del Carso, altopiano roccioso calcareo, appartenente alle Alpi Giulie, alla confluenza delle valli dei fiumi Isonzo e Vipacco, naturali vie di comunicazione tra oriente e occidente già in tempi remoti.
Gorizia è bagnata dal fiume Isonzo, corso d'acqua che scorre per 2⁄3 nel Goriziano sloveno e per 1⁄3 in provincia di Gorizia. L'Isonzo entra in territorio italiano proprio presso Gorizia. La sua portata massima è stata registrata nel 1924 a Salcano (frazione di Nova Gorica), quando raggiunse i 2 500 m³/s. In particolare il fiume Vipacco confluisce nell'Isonzo a Savogna d'Isonzo, comune italiano situato a sud della città.
Lungo il fiume Isonzo, dirimpetto a Gorizia oltre il confine tra l'Italia e la Slovenia, è situata la città slovena di Nova Gorica, il cui territorio fece parte integrante del comune di Gorizia fino al 1947, quando l'Istria e gran parte della Venezia Giulia vennero cedute alla Jugoslavia in seguito al trattato di Parigi, che fu la conseguenza della sconfitta dell'Italia nella seconda guerra mondiale.

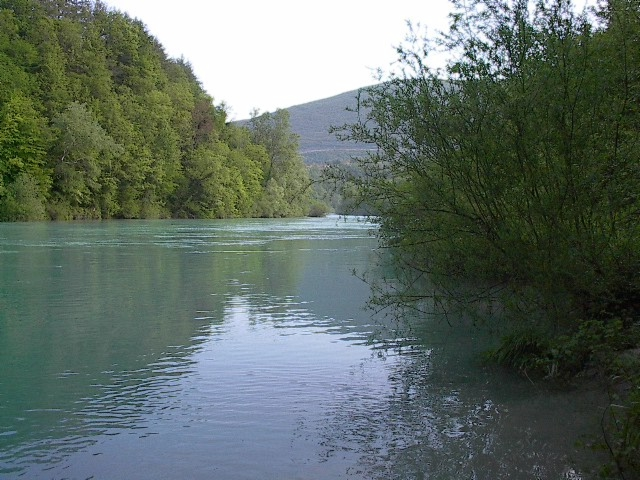
Il fiume Isonzo a Gorizia

La città si affaccia sulla pianura friulana orientale, nome della porzione di Pianura Padana prossima al fiume Isonzo, ed è circondata dalle colline del Collio, che sono note per la coltivazione della vite e per la produzione di vini di qualità. Nel Collio vengono prodotti dei vini, ai quali è assegnata la DOC "Collio Goriziano", che sono conosciuti anche a livello internazionale. Nel Collio vengono prodotte ciliegie ed è stata riscoperta, dopo decenni di abbandono, la coltura dell'olivo.

### Clima
Gorizia è riparata a nord dai monti e quindi non risente dei freddi venti settentrionali: nonostante ciò, trovandosi quasi allo sbocco dei valichi prealpini e carsici, è soggetta alla bora, vento catabatico di provenienza est/nord-est che soffia con particolare intensità. Tale vento, che generalmente è secco, talvolta può portare abbondanti nevicate. La bora che soffia su Gorizia, dato che proviene dalla valle del fiume Vipacco, incontra prima della città l'ostacolo delle colline a est del suo centro abitato, che ne mitigano sensibilmente la furia.
Il clima di Gorizia, relativamente temperato, è tuttavia influenzato dai venti freschi e umidi provenienti da sud-ovest, che penetrano nel bassopiano verso cui si apre la città. In estate sono abbastanza frequenti i fenomeni temporaleschi e le grandinate: non è raro lo scirocco cui fanno seguito, di norma, abbondanti precipitazioni. In base alla media trentennale di riferimento 1971–2000, la temperatura media del mese più freddo, gennaio, si attesta a +3,3 °C, mentre quella del mese più caldo, luglio, è di +23,0 °C:
| Gorizia                      | Mesi  | Mesi  | Mesi  | Mesi  | Mesi  | Mesi  | Mesi  | Mesi  | Mesi  | Mesi  | Mesi | Mesi  | Stagioni | Stagioni | Stagioni | Stagioni | Anno    |
| Gorizia                      | Gen   | Feb   | Mar   | Apr   | Mag   | Giu   | Lug   | Ago   | Set   | Ott   | Nov  | Dic   | Inv      | Pri      | Est      | Aut      | Anno    |
| ---------------------------- | ----- | ----- | ----- | ----- | ----- | ----- | ----- | ----- | ----- | ----- | ---- | ----- | -------- | -------- | -------- | -------- | ------- |
| T. max. media (°C)           | 7,2   | 8,6   | 12,8  | 16,7  | 21,8  | 25,4  | 28,0  | 27,9  | 23,7  | 18,2  | 12,5 | 8,9   | 8,2      | 17,1     | 27,1     | 18,1     | 17,6    |
| T. media (°C)                | 3,3   | 4,7   | 8,3   | 12,0  | 17,1  | 20,5  | 23,0  | 22,6  | 18,9  | 13,8  | 7,8  | 4,0   | 4,0      | 12,5     | 22,0     | 13,5     | 13,0    |
| T. min. media (°C)           | −0,1  | 0,8   | 4,1   | 7,8   | 12,7  | 16,1  | 18,3  | 17,7  | 14,3  | 9,6   | 4,0  | 0,6   | 0,4      | 8,2      | 17,4     | 9,3      | 8,8     |
| T. max. assoluta (°C)        | 18,4  | 23,1  | 26,0  | 28,9  | 33,7  | 37,4  | 38,5  | 38,7  | 36,8  | 30,1  | 25,5 | 19,6  | 23,1     | 33,7     | 38,7     | 36,8     | 38,7    |
| T. min. assoluta (°C)        | −14,2 | −12,9 | −8,1  | −4,0  | 0,9   | 5,7   | 8,9   | 9,2   | 5,2   | −2,9  | −7,8 | −15,5 | −15,5    | −8,1     | 5,7      | −7,8     | −15,5   |
| Precipitazioni (mm)          | 49,6  | 46,8  | 60,1  | 76,3  | 77,6  | 70,5  | 69,6  | 68,5  | 89,2  | 101,2 | 83,4 | 60,2  | 156,6    | 214,0    | 208,6    | 273,8    | 853,0   |
| Giorni di pioggia            | 6,0   | 5,2   | 5,7   | 8,3   | 8,2   | 8,6   | 5,9   | 6,1   | 5,9   | 6,7   | 5,8  | 5,9   | 17,1     | 22,2     | 20,6     | 18,4     | 78,3    |
| Umidità relativa media (%)   | 82    | 78    | 75    | 74    | 71    | 72    | 70    | 69    | 74    | 77    | 80   | 81    | 80,3     | 73,3     | 70,3     | 77       | 75,3    |
| Ore di soleggiamento mensili | 77,8  | 100,4 | 144,5 | 179,7 | 228,1 | 249,9 | 285,7 | 261,3 | 210,4 | 144,0 | 99,8 | 62,4  | 240,6    | 552,3    | 796,9    | 454,2    | 2 044,0 |

## Origini del nome

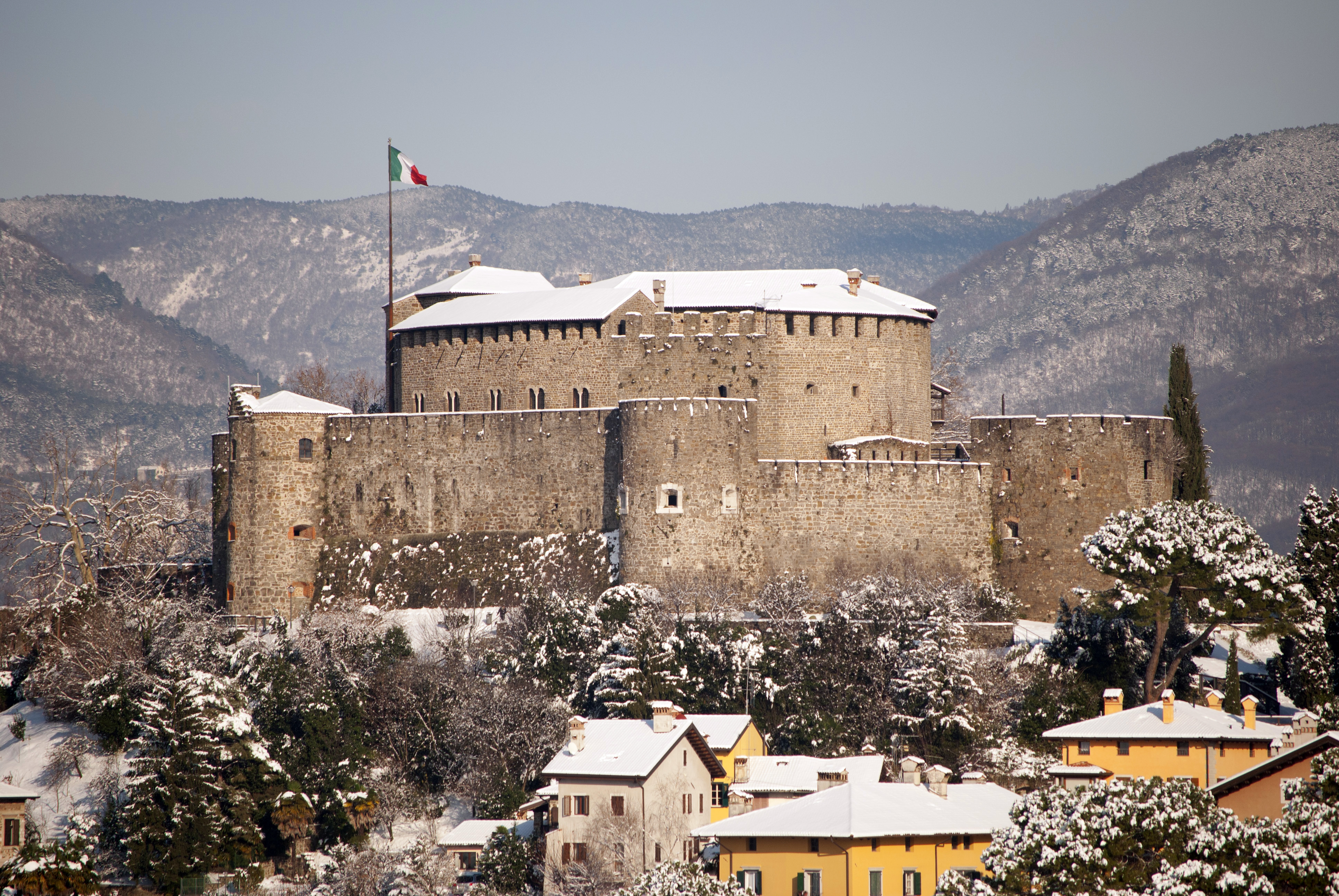
Il castello di Gorizia innevato. La più antica citazione documentale della città è invece legata al castello della vicina Salcano, poi andato distrutto.

Il nome italiano Gorizia deriva dal termine slavo gorica, che significa "collina" o "piccola montagna", diminutivo di gora, che indica "monte" o "montagna". La radice gora è di origine proto-slava, ed è alla base di numerosi toponimi nelle lingue slave, dove si riferisce a formazioni geografiche come montagne o colline. Il suffisso -ica conferisce il significato di "piccolo" o "diminutivo", indicando quindi una collina o un rilievo di modeste dimensioni.
La città di Gorizia, situata nell'omonima provincia, è conosciuta anche con il nome Goriza, che in lingua slava significa "villaggio" o "piccola città". La forma latina del nome, "Villa quae Sclavorum lingua vocatur Goriza", significa infatti "il villaggio che nella lingua degli slavi è chiamato Goriza", facendo riferimento alla tradizione linguistica slava che ha influenzato la denominazione del luogo.
Il nome di Gorizia, quindi, si inserisce in un contesto linguistico e geografico più ampio, riflettendo la tradizione toponomastica delle lingue slave, in particolare per quanto riguarda i riferimenti a rilievi montuosi e collinari.. Il nome di Gorizia compare per la prima volta nell'anno 1001, riportato su un atto di donazione imperiale di Ottone III di Sassonia: su di esso il sovrano sassone cedeva il castello di Salcano e la villa denominata Goriza a Giovanni IV di Ravenna, patriarca di Aquileia, e a Guariento, conte del Friuli, con queste parole:
(Documento di donazione del castello di Salcano e della villa denominata Goriza da parte di Ottone III di Sassonia)
Toponimi di origine slava sono comuni anche ad altre località sud-orientali della Bassa friulana, come Goricizza (frazione di Codroipo) e Gorizzo (frazione di Camino al Tagliamento). La loro origine sta a indicare il ripopolamento della zona a opera di genti slave dopo le devastanti incursioni degli Ungari (IX secolo).
Mentre il nome friulano Gurìze continua l'originale Goriza, il toponimo italiano è dovuto a una tradizione notarile che l'ha adattato all'uscita -itia, -icia per attrazione del tipo Venetia.

## Storia

Vista panoramica della zona ovest di Gorizia

### Età antica

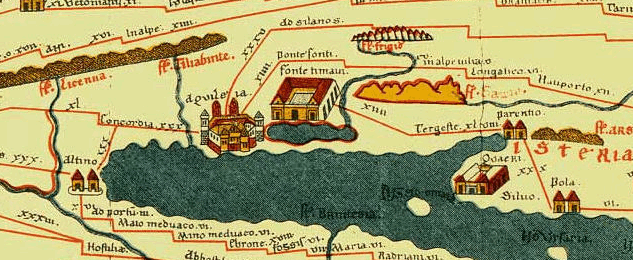
Parte del Friuli e dell'Istria sulla Tabula Peutingeriana riferita a una mappa romana del I sec. d.C. È possibile chiaramente riconoscere alcune località e toponimi ancora esistenti fra cui la città di Aquileia, e la dicitura Ponte Sonti.

Più o meno nell'area dove attualmente si trova la città di Gorizia, in epoca romana sorgevano, fin dal I secolo a.C., due vici, Castrum Silicanum, da cui trasse la moderna Salcano, e Pons Aesontii o (Pons Sontii), corrispondente alla moderna località di Mainizza, come indicato sulla Tabula Peutingeriana.
Qui sorgeva una mansio della via Gemina nel punto in cui questa strada romana, che collegava Aquileia ad Aemona (la moderna Lubiana)., attraversava il fiume Isonzo. È possibile che nella zona fosse situata, nel XV secolo a.C., Noreia, capitale dell'antica regione del Norico.

### Età medievale
Il nome di Gorizia compare per la prima volta nell'anno 1001 nella già citata donazione imperiale che Ottone III di Sassonia fece redigere a Ravenna, mediante la quale il sovrano sassone cedeva il castello di Salcano e la villa denominata Goriza a Giovanni IV di Ravenna, patriarca di Aquileia, e a Guariento, conte del Friuli.

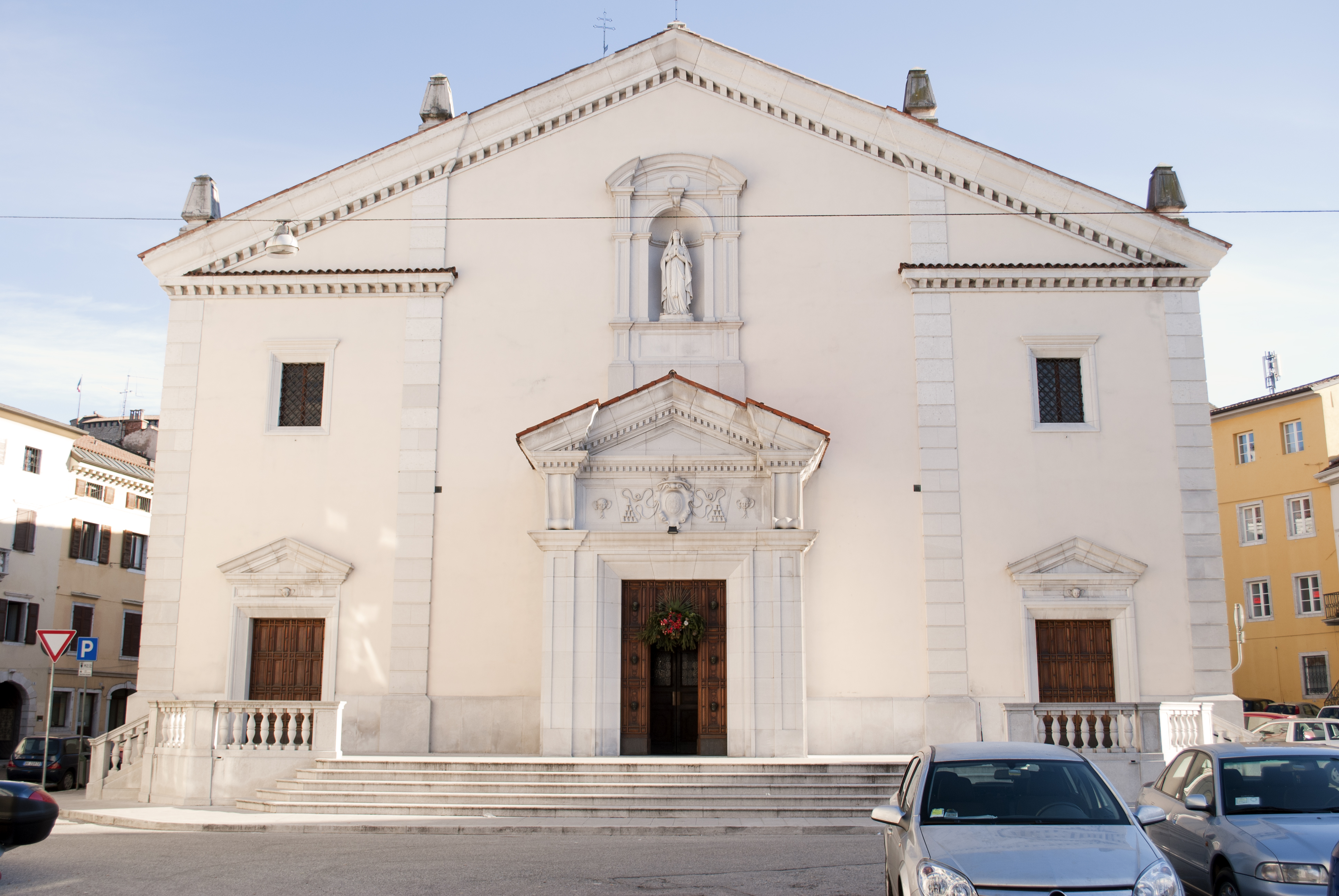
Il ricostruito Duomo di Gorizia, edificato originariamente nel Trecento

La località di Goriza è ricordata successivamente, nel 1015, su un altro documento, con queste parole: Medietatem unius villae que sclavonica lingua vocatur Goriza (it. "la metà del villaggio che in lingua slava è detto Goriza"). La famiglia degli Eppenstein ressero Gorizia fino al 1090. A partire da tale data la città fu governata prima dai Mosburg, poi dai Lurngau, una famiglia originaria della Val Pusteria imparentata con i conti palatini di Baviera.
Con costoro si accrebbe la popolazione della città, costituita in massima parte da friulani (artigiani e mercanti), tedeschi (impiegati nell'amministrazione pubblica) e sloveni (agricoltori), con questi ultimi insediati principalmente nelle zone periferiche e nei centri rurali limitrofi. 

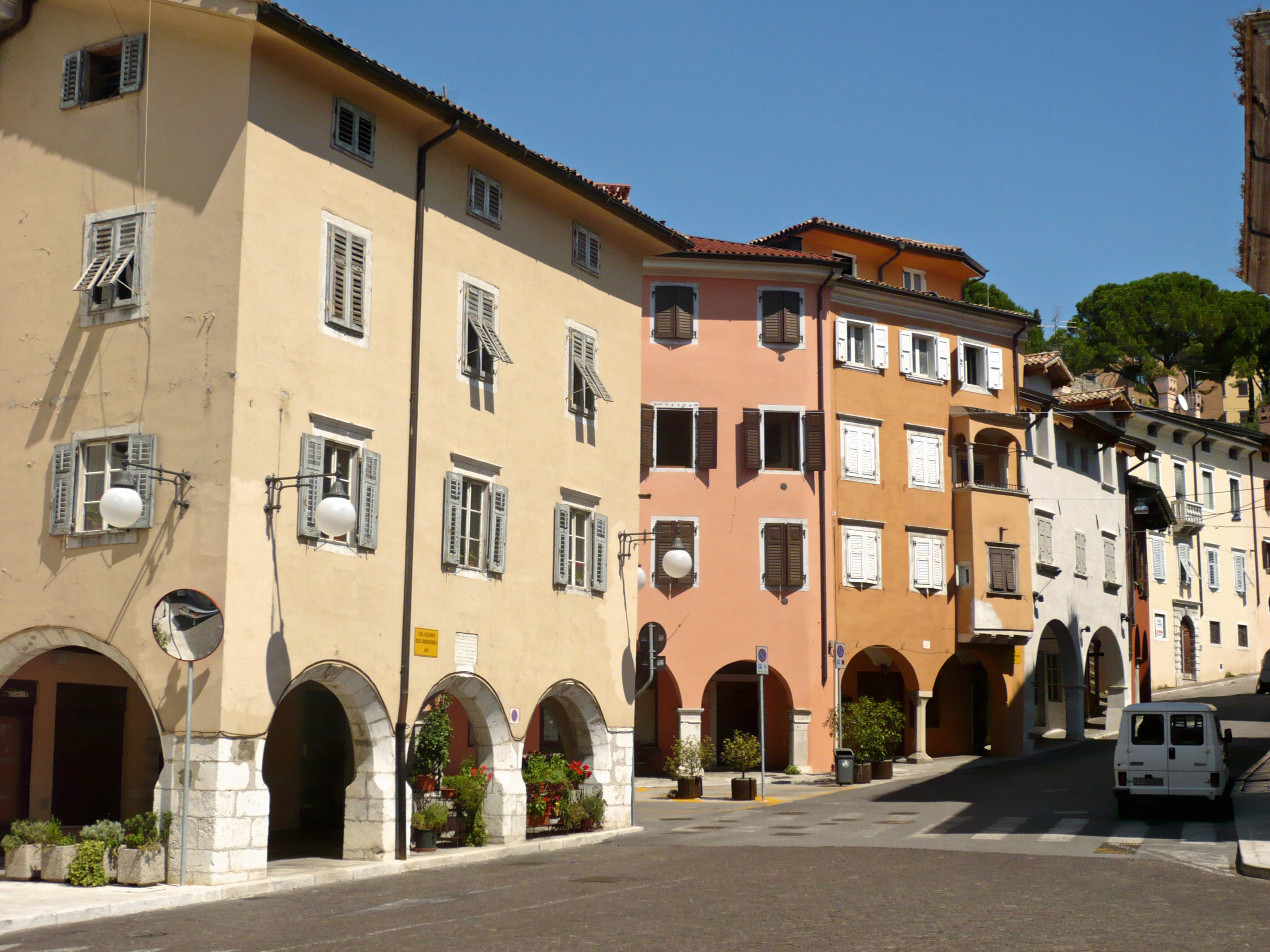
Il centro medievale di Gorizia

Ciò permise alla contea, nel suo periodo di massimo splendore (corrispondente alla seconda metà del XIII e ai primi decenni del XIV secolo) di estendersi su gran parte del nord est italiano (tant'è che comprese per un breve periodo anche le città di Treviso e Padova in Veneto), sulla parte occidentale dell'odierna Slovenia, sull'Istria cosiddetta "interna" (la contea di Pisino) e su alcune zone del moderno territorio austriaco (Tirolo e Carinzia). I conti avevano fissato la propria residenza abituale nella città austriaca di Lienz, mentre a Merano si trovava la principale zecca dello Stato.
Durante il regno di Enrico II (1304-1323) l'abitato di Gorizia, che ormai aveva acquisito delle connotazioni tipicamente urbane, ottenne il titolo di città. Nei primi decenni del secolo successivo l'assorbimento del principato patriarcale di Aquileia da parte della Repubblica di Venezia indusse i conti di Gorizia ad adottare una politica in equilibrio tra la Casa d'Asburgo e la repubblica veneta. Il passo politico verso la Repubblica di Venezia fu obbligato per la caduta del patriarcato di Aquileia. Gorizia chiese infatti al doge veneziano l'investitura feudale (1424) per i territori comitali concessi in precedenza al Conte dal Patriarca.
Con tale atto Gorizia si ritrovò nell'ambigua posizione di vassalli della Repubblica di Venezia, Stato successore del Patriarcato, per quanto riguardava alcuni feudi friulani oltre l'Isonzo, e vassalli dell'Imperatore asburgico per quanto concerneva i territori storicamente costituenti l'antica contea. Nel 1455 vennero incorporati a Gorizia, mediante l'estensione dei privilegi cittadini, anche i quartieri non compresi nelle mura difensive, della zona meridionale (la cosiddetta Città bassa), che erano abitati in parte da sloveni.

### L'appartenenza all'Austria

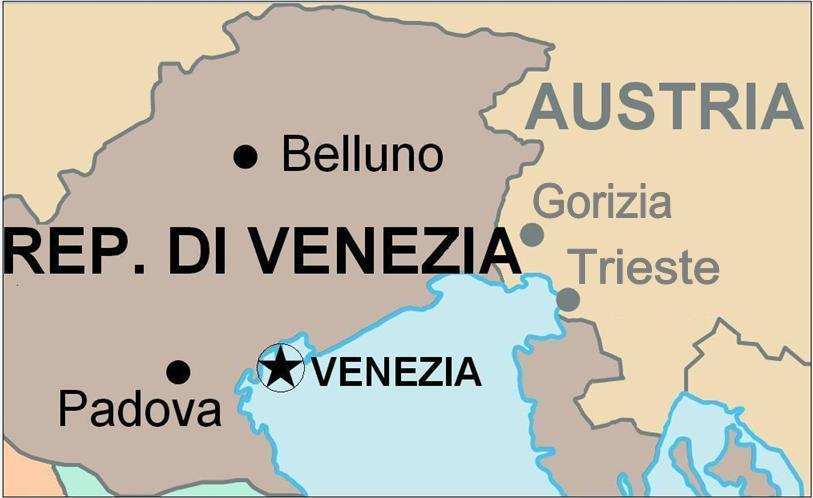
Contesa da Venezia e dall'Austria, alla fine del XV secolo Gorizia passò definitivamente alla casa degli Asburgo d'Austria

Il 12 aprile 1500, domenica delle Palme, l'ultimo conte di Gorizia, Leonardo di Gorizia, morì nella città di Lienz senza discendenti, lasciando in eredità la contea a Massimiliano I d'Asburgo. Questo passaggio avvenne grazie alla mediazione dell'amministratore di Leonardo Virgilio di Graben con l'aiuto di suo figlio Luca di Graben a Gorizia. L'atto, ritenuto invalido dai veneziani che reclamavano l'annessione della contea di Gorizia alla Repubblica di Venezia per antichi diritti di vassallaggio, fu il casus belli che spinse i veneti a denunciare la violazione di questi antichi trattati.

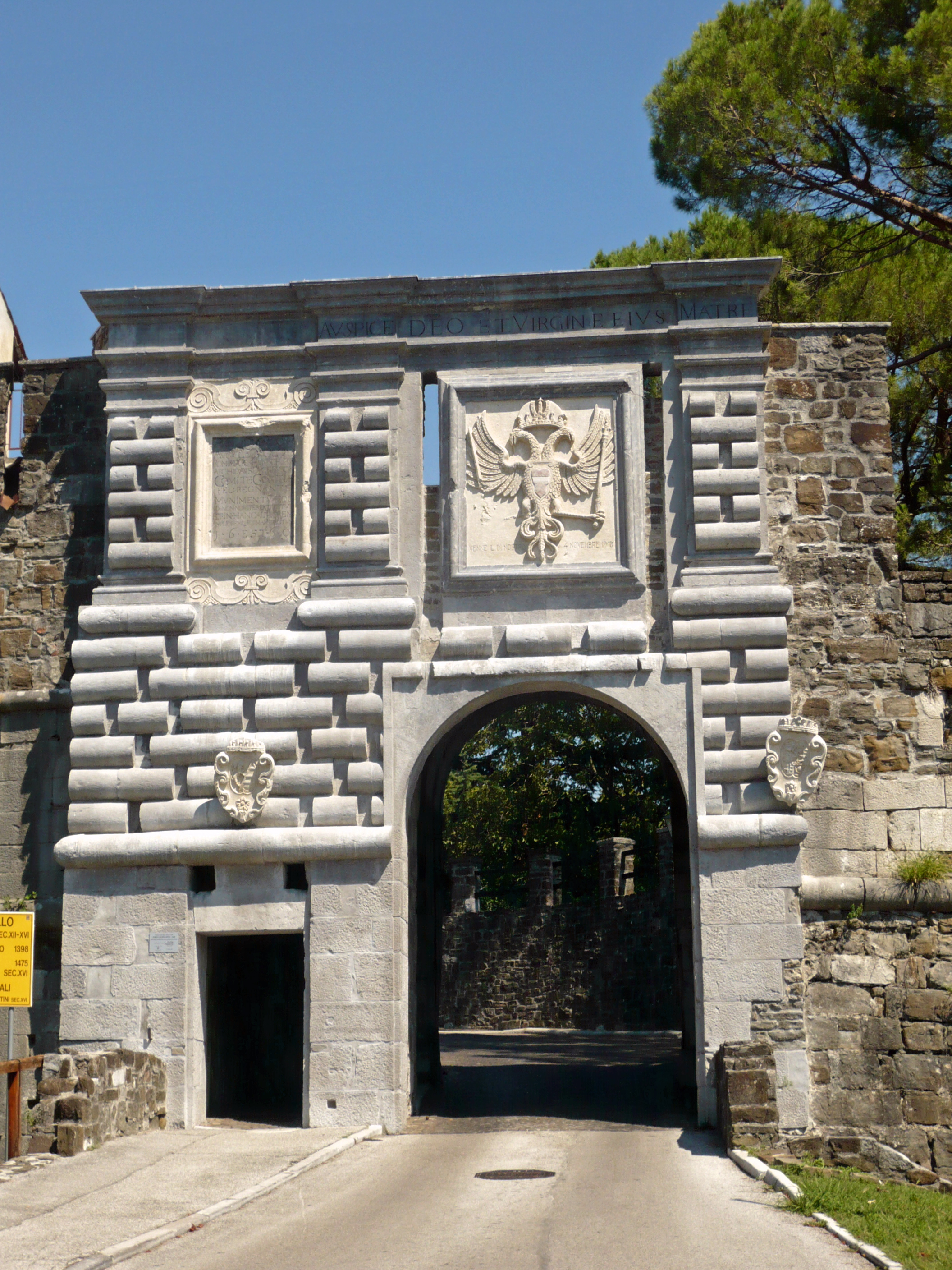
Porta Leopoldina, costruita nel XVII secolo in onore della visita di Leopoldo I d'Asburgo

Ogni tentativo veneziano di impadronirsi della città, anche mediante la forza, risultò vano. Solo fra l'aprile del 1508 e l'agosto del 1509 l'esercito della Repubblica di Venezia, allora in guerra anche contro Luigi XII di Francia, riuscì a occupare la parte bassa della città, ma non il castello di Gorizia. Pochi mesi dopo, in seguito alla sconfitta veneziana nella battaglia di Agnadello (14 maggio 1509) a opera delle armi francesi, la forza d'occupazione della Repubblica di Venezia fu costretta ad abbandonare Gorizia.

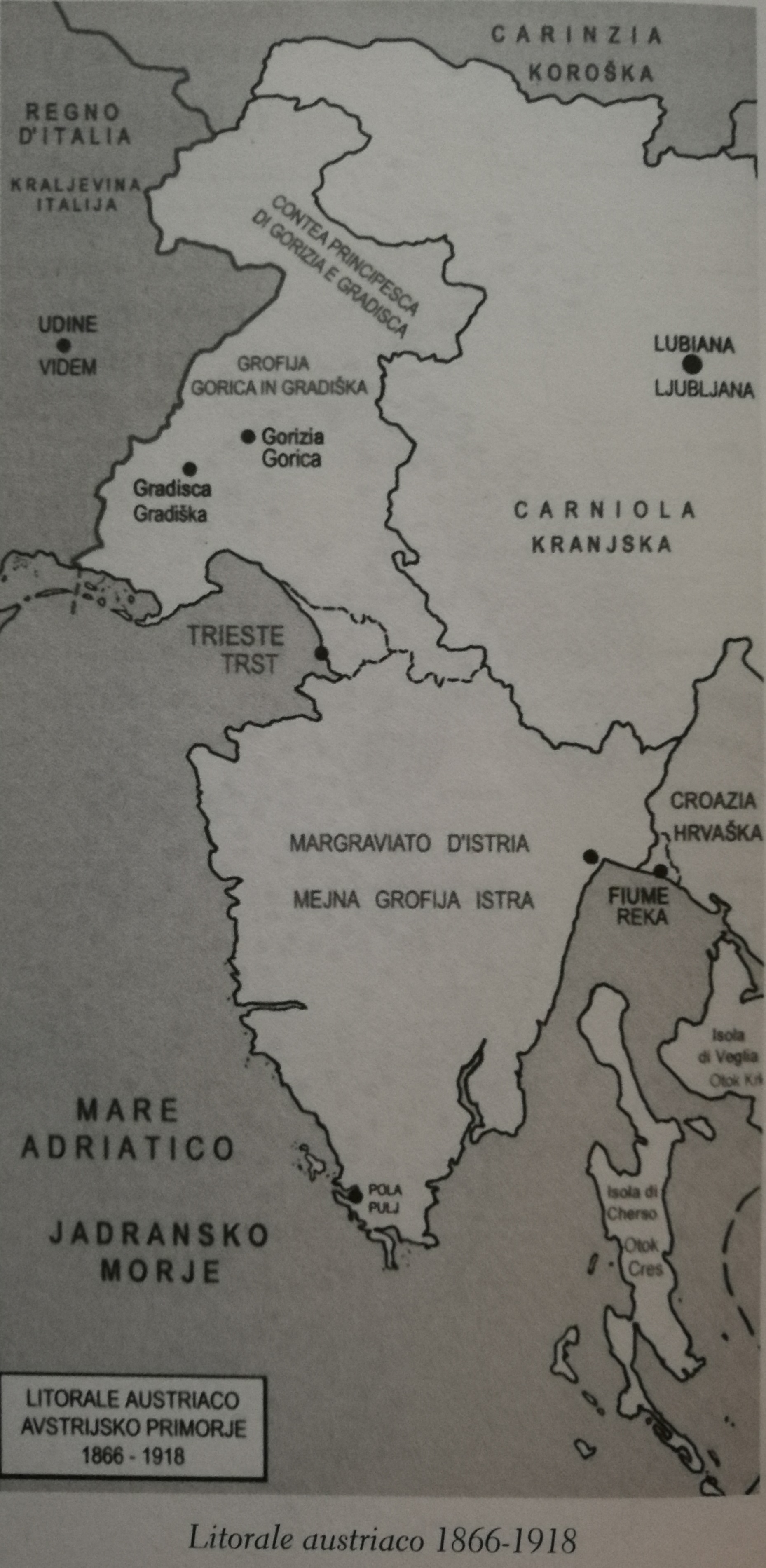
Estensione della Contea Principesca di Gorizia e Gradisca

Gorizia fece da allora parte delle terre ereditarie della Casa d'Asburgo, prima come capitale dell'omonima contea e successivamente come capoluogo della Contea Principesca di Gorizia e Gradisca. Quest'ultima, dalla metà del XIX secolo, entrò a fare parte del Litorale austriaco, regione amministrativa dell'Impero austriaco nata nel 1849 dalla soppressione del previgente Regno d'Illiria. Il titolo di conte di Gorizia passò ai sovrani d'Austria fino al 1918, salvo una breve interruzione: l'occupazione francese, che ebbe luogo dal 1809 al 1813 con l'inclusione della città nelle Province illiriche, governatorato creato da Napoleone nell'ambito del Primo Impero francese.

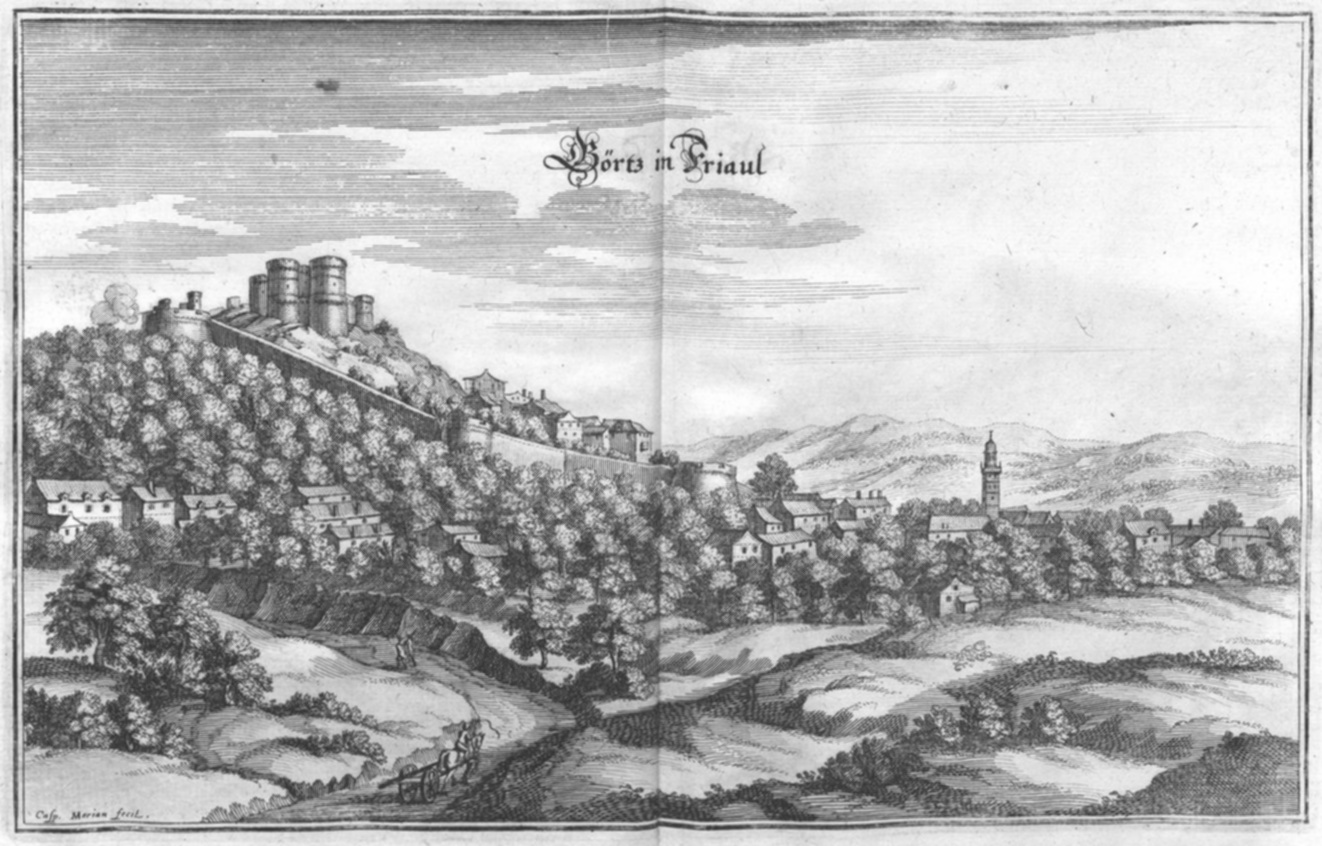
Görtz in Friaul, incisione di Matthäus Merian (1679). Vista del castello di Gorizia dai campi.

Come conseguenza della terza guerra d'indipendenza italiana, che portò all'annessione del Veneto al Regno d'Italia, l'amministrazione imperiale austriaca, per tutta la seconda metà del XIX secolo, aumentò le ingerenze sulla gestione politica del territorio per attenuare l'influenza del gruppo etnico italiano, temendone le correnti irredentiste. Durante la riunione del consiglio dei ministri del 12 novembre 1866, l'imperatore Francesco Giuseppe I d'Austria tracciò un progetto di ampio respiro mirante alla germanizzazione o slavizzazione delle aree dell'impero con presenza italiana:
(Francesco Giuseppe I d'Austria, consiglio della Corona del 12 novembre 1866.)
La politica di collaborazione con gli slavi locali, inaugurata dallo zaratino Ghiglianovich e dal raguseo Giovanni Avoscani, permise poi agli italiani la conquista dell'amministrazione comunale di Ragusa nel 1899. Nel 1909 la lingua italiana venne vietata però in tutti gli edifici pubblici e gli italiani furono estromessi dalle amministrazioni comunali. Queste ingerenze, insieme ad altre azioni di favoreggiamento al gruppo etnico slavo ritenuto dall'impero più fedele alla corona, esasperarono la situazione, andando ad alimentare le correnti più estremiste e rivoluzionarie.

### La prima guerra mondiale

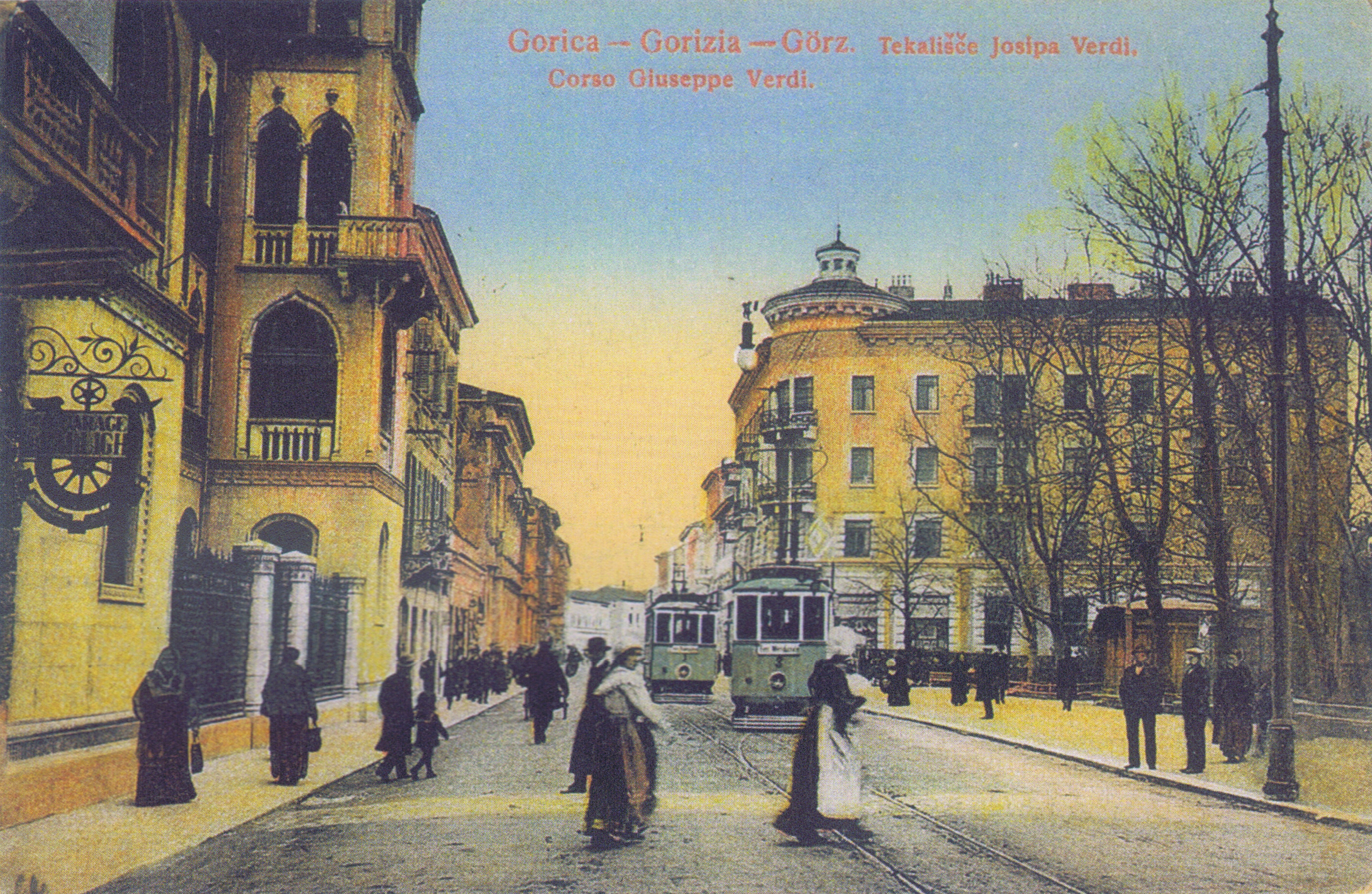
Corso Giuseppe Verdi a Gorizia all'inizio del XX secolo

La prima guerra mondiale per Gorizia iniziò nell'estate 1914, data la sua appartenenza all'Impero austro-ungarico, mentre il Regno d'Italia entrò in guerra nel maggio 1915. La prima vittima goriziana del conflitto viene considerata la contessa Lucy Christalnigg, uccisa per errore a un posto di blocco della kaiserlich-königliche Landwehr a Serpenitza mentre si recava da Klagenfurt a Gorizia per conto della Croce rossa nell'agosto 1914.
Nel corso della prima guerra mondiale, pagando un cospicuo tributo in termini di vite umane, tra cui i cosiddetti Gialli del Calvario (così chiamati per il colore delle mostrine), le truppe italiane entrarono per la prima volta a Gorizia nell'agosto 1916.
Durante la Sesta battaglia dell'Isonzo (4-17 agosto 1916) le forze italiane attaccarono il campo trincerato di Gorizia, riuscendo a occupare la città il 10 agosto. La battaglia nel suo complesso costò all'esercito italiano la perdita di 51 222 uomini tra cui 338 ufficiali morti, 1 260 feriti e 161 dispersi; 5 972 militari morti, 31 524 feriti e 11 967 dispersi, assieme a circa 12 000 ammalati. In questo clima venne composta la nota canzone popolare O Gorizia tu sei maledetta, scritta da un anonimo militare ed entrata poi a fare parte della tradizione anarchica e antimilitarista. Chi fosse stato sorpreso a cantare questa canzone veniva accusato di disfattismo e fucilato. La versione originale venne trascritta da Cesare Bermani:
per ogni cuore che sente coscienza;

dolorosa ci fu la partenza

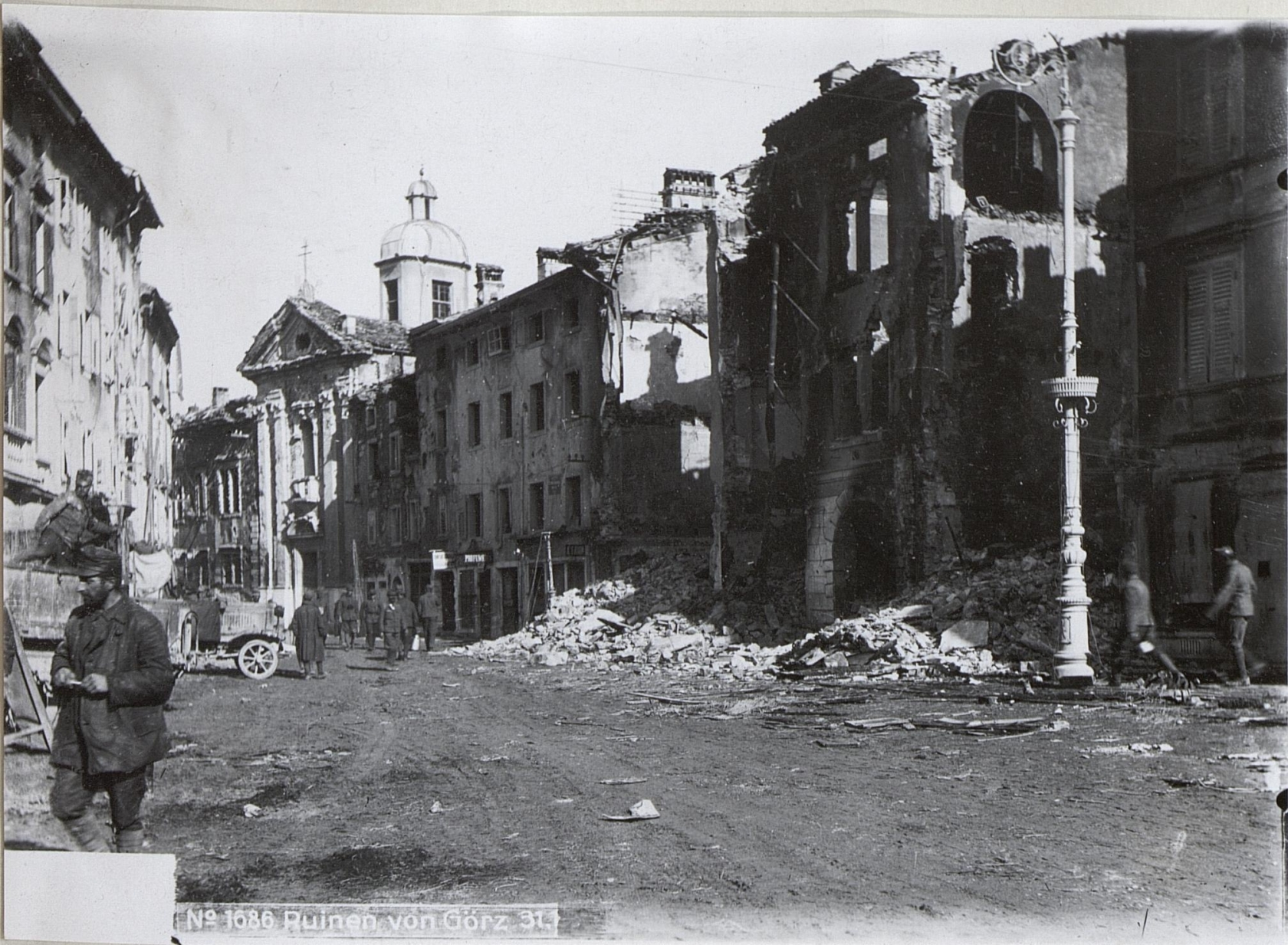
Piazza della Vittoria (già piazza Grande) devastata dai bombardamenti della prima guerra mondiale

e il ritorno per molti non fu. [...]»
(Ritornello della popolare cantata durante la Grande guerra dai militi italiani)
La presa di Gorizia fu anche decantata dai contemporanei, come testimonia il poema La Sagra di Santa Gorizia di Vittorio Locchi, pubblicato per la prima volta nel 1918, che ebbe numerose ristampe.
Ripresa dagli austriaci in seguito alla vittoria di Caporetto (ottobre 1917), la città venne definitivamente occupata dal Regio Esercito italiano solo a guerra conclusa, il 7 novembre 1918. All'interno del Commissariato generale della Venezia Giulia, gli italiani preferirono inizialmente non stravolgere un tessuto amministrativo pluricentenario ed efficiente. La Contea cambiò semplicemente nome, subito dopo l'unione ufficiale al Regno d'Italia (10 settembre 1919), in provincia di Gorizia.

### Il passaggio all'Italia

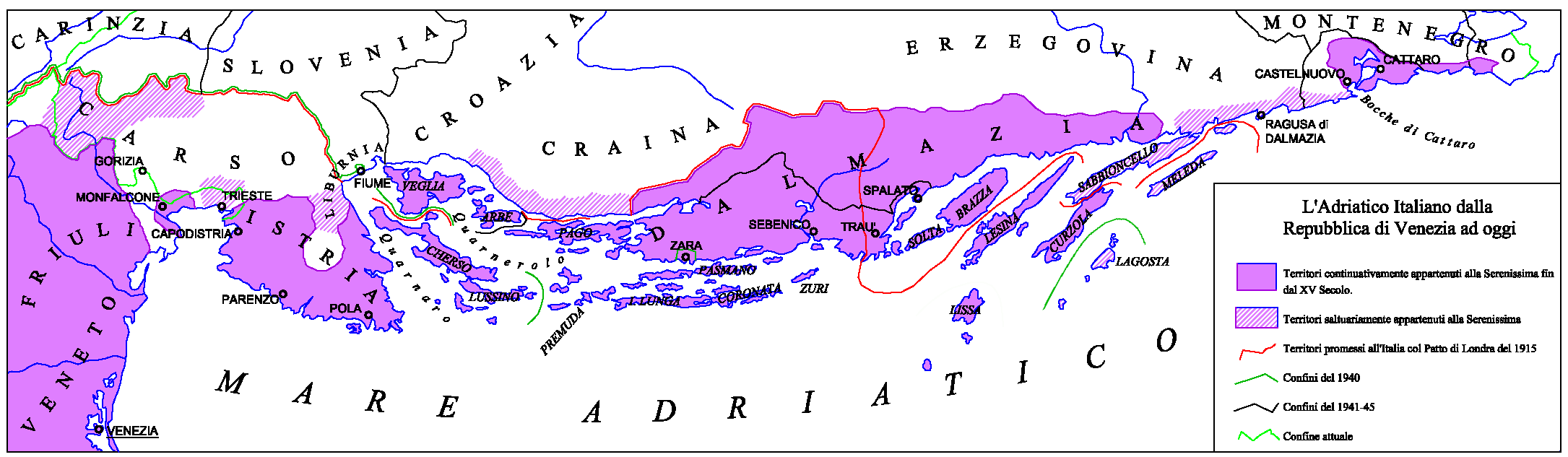
Cartina della Dalmazia e della Venezia Giulia con i confini previsti dal Patto di Londra (linea rossa) e quelli invece effettivamente ottenuti dall'Italia (linea verde). In fucsia sono invece indicati gli antichi domini della Repubblica di Venezia

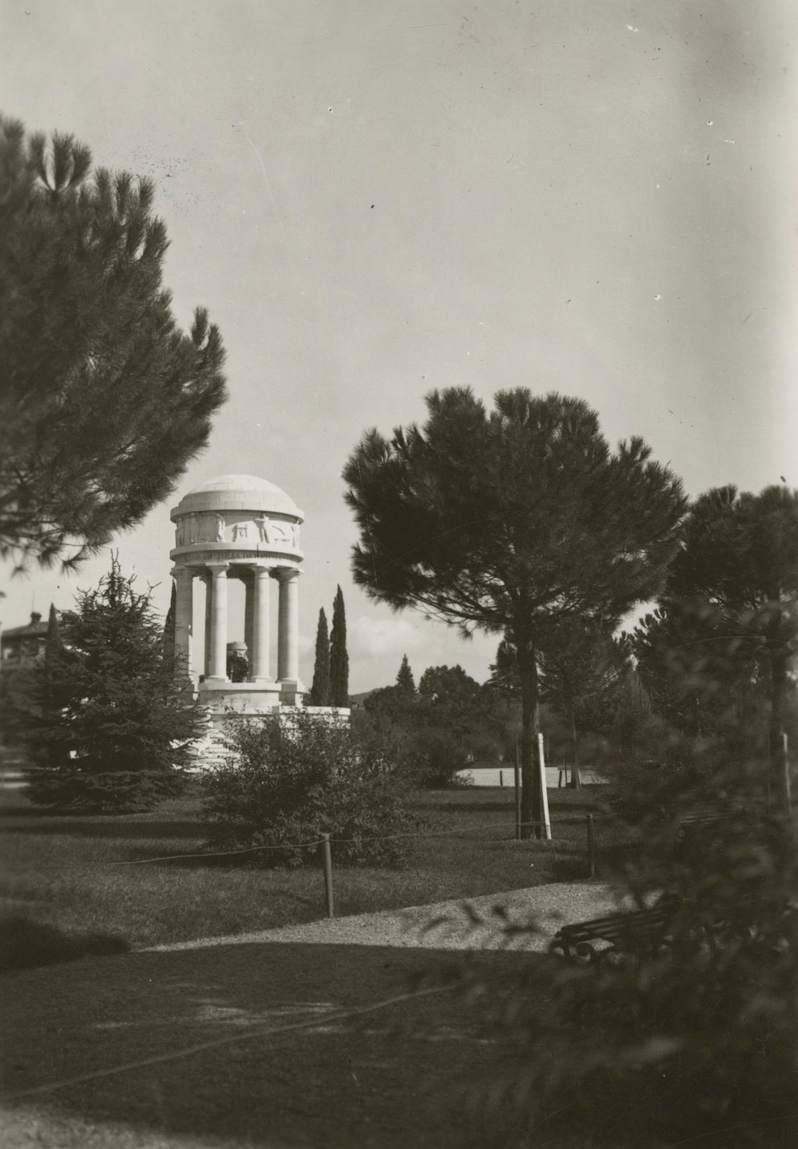
Monumento ai caduti della prima guerra mondiale presso il Parco della Rimembranza

Il destino della provincia di Gorizia, creata nel 1919, fu segnato dagli esiti delle elezioni politiche del 1921, dove vennero eletti quattro deputati sloveni e un deputato italiano comunista, che misero in agitazione le forze nazionaliste, le quali cominciarono a fare pressione per una normalizzazione dell'amministrazione locale giuliana, in modo che fosse ricondotta al modello generale dello Stato. La neonata provincia di Gorizia fu poi soppressa nel 1923. Tale soppressione fu quindi causata da motivi amministrativi e politici.
Con l'avvento del regime fascista, quando le libertà democratiche erano state eliminate e il pugno governativo fu sufficientemente saldo, Gorizia fu assegnata inizialmente alla provincia del Friuli (1923), ma già nel 1927, con il riordinamento delle circoscrizioni provinciali, divenne capoluogo della nuova provincia di Gorizia, con confini leggermente differenti rispetto a quelli del 1923: in particolare, rispetto a quest'ultima, le furono aggregati i comuni limitrofi di Lucinico, Piedimonte del Calvario, Salcano, San Pietro di Gorizia e Sant'Andrea di Gorizia e, nel 1928, il comune limitrofo di Vertoiba.
Tra il 1927 e il 1947 la provincia di Gorizia era quindi estesa su un territorio sensibilmente più ampio di quello attuale, visto che comprendeva anche l'alta e media valle del fiume Isonzo, con i suoi affluenti, fino a Gradisca, corrispondendo solo in parte alla vecchia provincia di Gorizia soppressa nel 1923.
La giurisdizione della nuova provincia del 1927 comprendeva ancora l'intero Friuli orientale, ma questa volta venne privata della Bisiacaria e di Grado, unite alla provincia di Trieste, e del distretto di Cervignano, rimasto alla Provincia del Friuli.
     Il Litorale austriaco, poi ribattezzato Venezia Giulia, che fu assegnato all'Italia nel 1920 con il trattato di Rapallo (con ritocchi del suo confine nel 1924 dopo il trattato di Roma) e che fu poi ceduto alla Jugoslavia nel 1947 con i trattati di Parigi
     Aree annesse all'Italia nel 1920 e rimaste italiane anche dopo il 1947
     Aree annesse all'Italia nel 1920, passate al Territorio Libero di Trieste nel 1947 con i trattati di Parigi e assegnate definitivamente all'Italia nel 1975 con il trattato di Osimo
     Aree annesse all'Italia nel 1920, passate al Territorio Libero di Trieste nel 1947 con i trattati di Parigi e assegnate definitivamente alla Jugoslavia nel 1975 con il trattato di Osimo

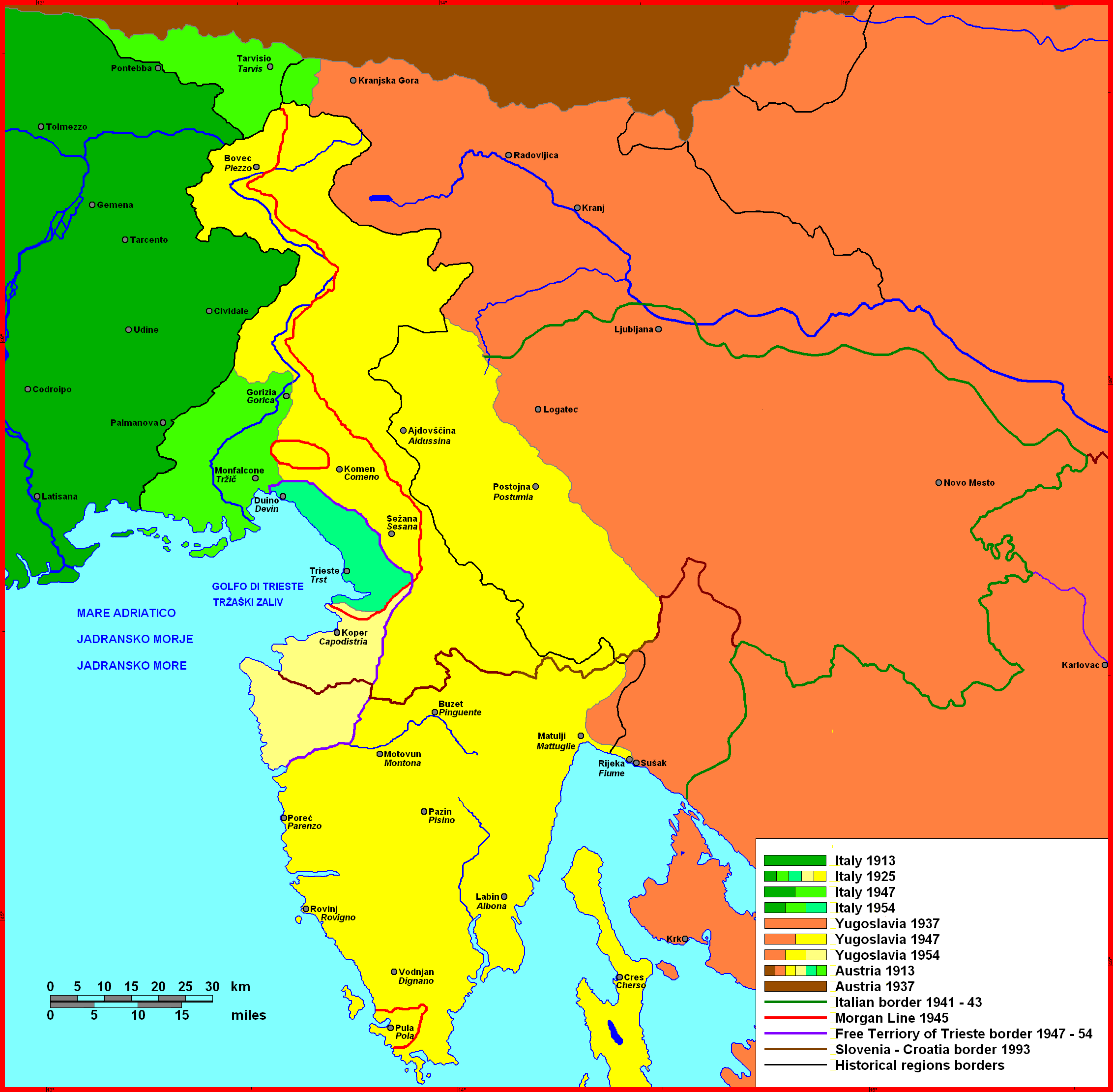
Modifiche al confine orientale italiano dal 1920 al 1975.
Il Litorale austriaco, poi ribattezzato Venezia Giulia, che fu assegnato all'Italia nel 1920 con il trattato di Rapallo (con ritocchi del suo confine nel 1924 dopo il trattato di Roma) e che fu poi ceduto alla Jugoslavia nel 1947 con i trattati di Parigi
Aree annesse all'Italia nel 1920 e rimaste italiane anche dopo il 1947
Aree annesse all'Italia nel 1920, passate al Territorio Libero di Trieste nel 1947 con i trattati di Parigi e assegnate definitivamente all'Italia nel 1975 con il trattato di Osimo
Aree annesse all'Italia nel 1920, passate al Territorio Libero di Trieste nel 1947 con i trattati di Parigi e assegnate definitivamente alla Jugoslavia nel 1975 con il trattato di Osimo

L'opera di ricostruzione fu effettuata soprattutto durante il ventennio fascista. Vennero aperte nuove strade e fu sviluppata una modesta area industriale. Vennero edificati un nuovo cimitero, tra Sant'Andrea e Merna, e le prime strutture funzionanti dell'aeroporto di Gorizia, ancora oggi dedicato a Amedeo Duca d'Aosta, l'Eroe dell'Amba Alagi.
A sud-est del centro cittadino venne realizzata una cittadella sanitaria, comprendente anche l'ospedale in cui, negli anni sessanta, lavorò il medico Franco Basaglia, fondatore della concezione moderna della salute mentale, riformatore della disciplina psichiatrica in Italia
e ispiratore della cosiddetta Legge Basaglia (n. 180/1978) che introdusse un'importante revisione ordinamentale degli ospedali psichiatrici in Italia e promosse notevoli trasformazioni nei trattamenti sul territorio.
Per quanto riguarda i rapporti interetnici fin dalla metà degli anni venti il regime fascista aveva iniziato ad applicare anche a Gorizia, come nel resto della Venezia Giulia, la politica di italianizzazione degli sloveni presenti sul territorio. Si diede prima l'avvio all'italianizzazione dei toponimi; poi, dal 1927, si procedette anche a quella dei cognomi e, nel 1929, al bando dell'insegnamento in sloveno da tutte le scuole pubbliche cittadine di ogni ordine e grado.
In città la lingua slovena fu ancora utilizzata per alcuni anni negli istituti religiosi diocesani, grazie alla protezione e al prestigio personale dell'arcivescovo di Gorizia Francesco Borgia Sedej, fautore del dialogo interetnico e massimo punto di riferimento dei cattolici goriziani. Nel 1931, subito dopo le dimissioni e la morte di Sedej, lo sloveno fu estromesso, come idioma veicolare, anche dalle scuole diocesane.

### La seconda guerra mondiale
Tale politica vessatoria, accompagnata da violenze e sopraffazioni (fra cui l'assassinio del compositore sloveno Lojze Bratuž in una frazione di Gorizia), ebbe pesanti ripercussioni nei già deteriorati rapporti fra le nazionalità e suscitò l'ira delle organizzazioni antifasciste slovene come il TIGR. A partire dal 1941, con l'invasione della Jugoslavia durante la seconda guerra mondiale, le autorità fasciste procedettero all'internamento in campi di concentramento (campo di concentramento di Arbe, campo di concentramento di Gonars, Visco, Poggio Terza Armata), di un certo numero di "allogeni" (o "alloglotti") residenti sia in città sia nella sua provincia, molti dei quali non fecero più ritorno, decimati dalle malattie e dall'inedia.
Nel corso della seconda guerra mondiale, subito dopo il proclama Badoglio dell'8 settembre 1943 e la conseguente resa italiana, il Goriziano fu teatro di scontri tra i due ex alleati italiani e tedeschi, che dalla città capoluogo presero il nome, la battaglia di Gorizia (11-26 settembre 1943). Per un breve periodo (1943-1945) fu posta sotto l'amministrazione militare tedesca e inclusa nel Litorale austriaco, un Governatorato che a sua volta venne posto sotto il diretto controllo di Friedrich Rainer, Gauleiter della Carinzia.

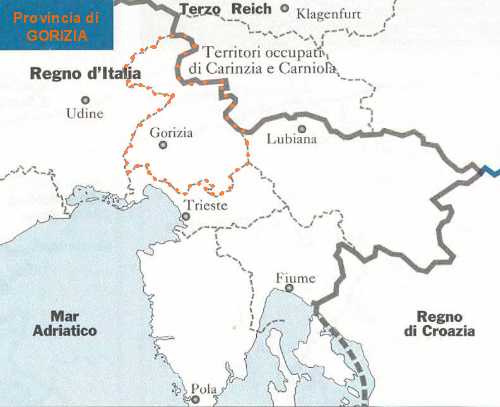
Segnati in arancione, i confini della provincia di Gorizia nel 1941-1943 (quando aveva le stesse dimensioni del periodo 1927-1947). Gli ampliamenti territoriali del Regno d'Italia che si vedono sulla mappa furono causati dall'invasione della Jugoslavia durante la seconda guerra mondiale

Con l'occupazione militare della città da parte dei partigiani del 9º corpo sloveno, a Gorizia nel maggio del 1945 a seconda guerra mondiale conclusa iniziarono le epurazioni, che toccarono l'apice fra il 2 e il 20 maggio, nei confronti degli oppositori, o possibili oppositori, al regime (italiani soprattutto, ma anche sloveni). Si contarono nel goriziano 332 scomparsi, dei quali 182 civili e 150 militari,, dato arrivato a 665 persone a disamina storica conclusa. La maggior parte dei deportati fu trucidata in varie parti della Jugoslavia, in particolare a Lubiana, oppure trasportata verso l'interno della Jugoslavia.
Al termine del conflitto, con il trattato di Parigi, il comune dovette cedere i tre quinti circa del proprio territorio alla Jugoslavia, con il 15% della popolazione residente. Il centro storico e la massima parte dell'area urbana della città restarono però in territorio italiano.

### Il secondo dopoguerra e la ripresa
In territorio jugoslavo restò tuttavia parte della periferia situata a settentrione e a oriente (le frazioni di Salcano, San Pietro di Gorizia e Vertoiba), come anche gran parte della sua provincia. Il confine attraversava una zona semicentrale della città, lasciando nella parte slovena, oltre alle frazioni sopramenzionate, molti edifici e strutture di pubblica utilità.

Manifestazioni pro-Italia a Gorizia nel 1946 in occasione della visita della commissione alleata

Tra queste ultime la stazione ferroviaria di Gorizia Montesanto che si trovava sulla linea ferroviaria Transalpina collegante la "Nizza austriaca", come veniva chiamata Gorizia, all'Europa Centrale. La piazza antistante la stazione, divisa tra le due nazioni, fin dal 2004 è stata resa visitabile liberamente su entrambi i lati dopo l'abbattimento del Muro di Gorizia avvenuto con l'ingresso della Slovenia nell'Unione europea. Al centro di essa sorgono ora un mosaico e una piastra metallica commemorativa che segna il tracciato del confine tra i due Stati.
Nella parte della città in territorio sloveno fu edificata negli anni cinquanta Nova Gorica, per volontà della dirigenza politica jugoslava, in quanto i territori della provincia di Gorizia annessi alla Jugoslavia, chiusa la frontiera con l'Occidente considerato nemico, erano rimasti senza un centro amministrativo ed economico attorno al quale poter gravitare.

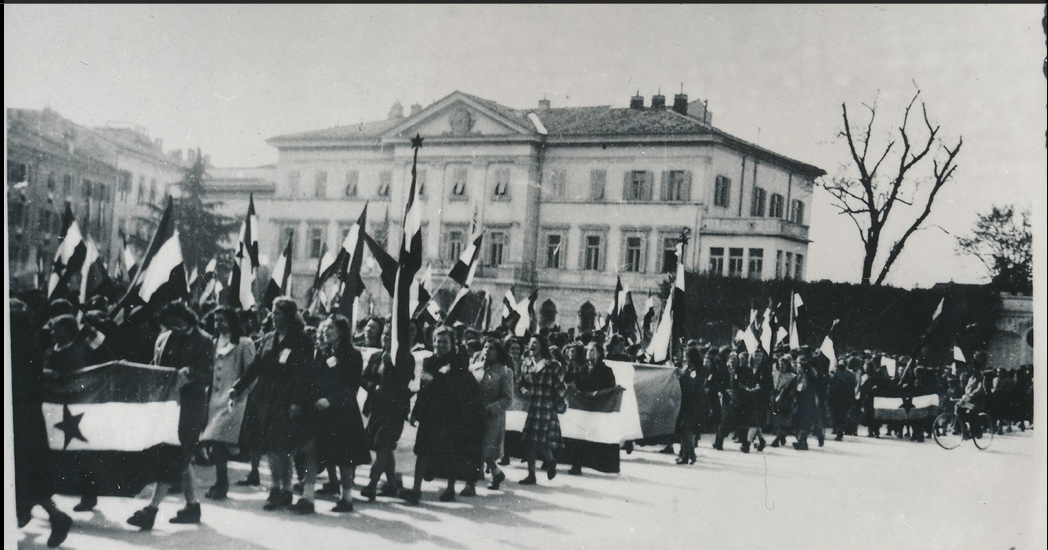
Manifestazione pro-Jugoslavia a Gorizia nel 1946 in occasione della visita della commissione alleata

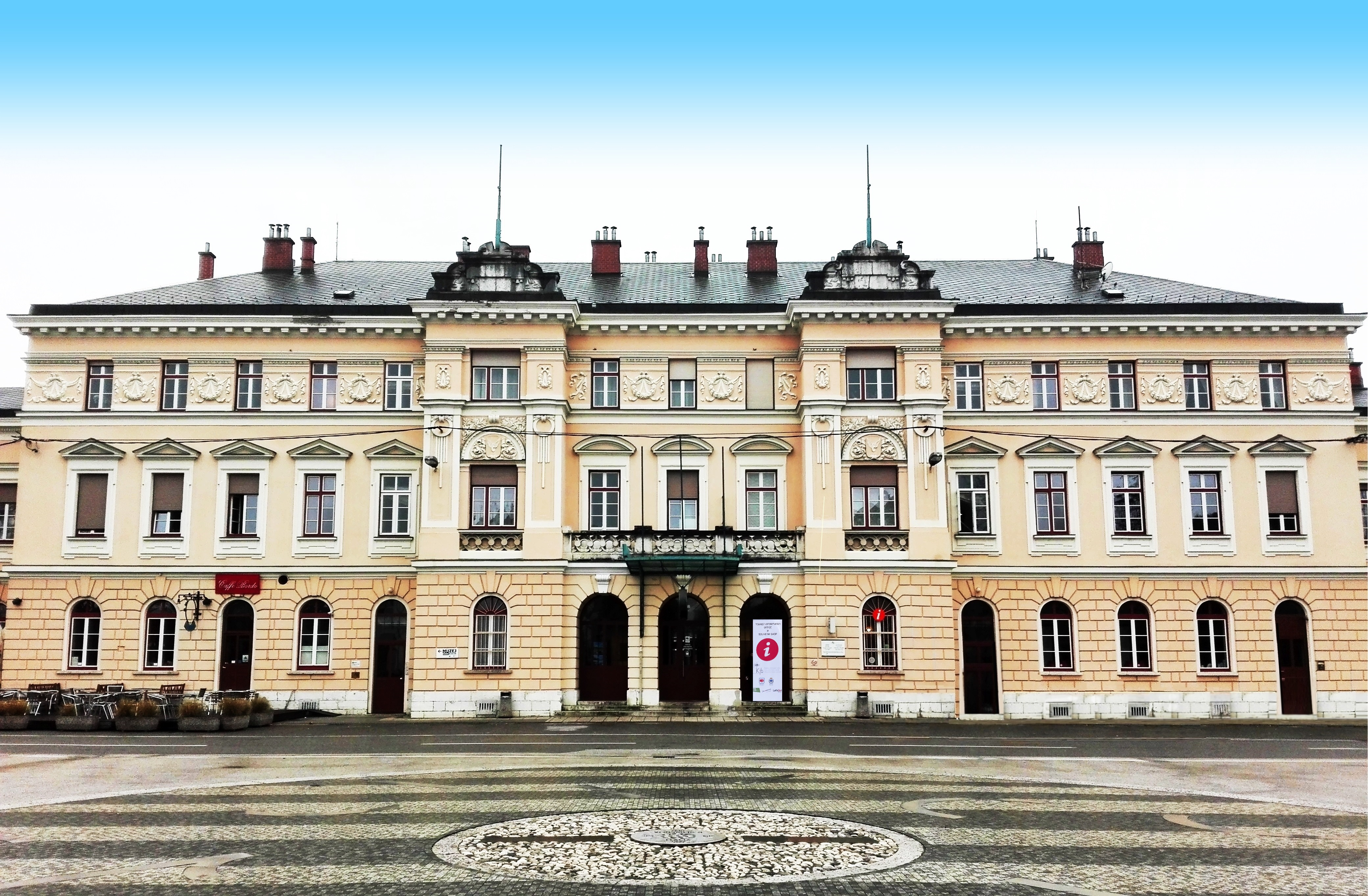
La stazione ferroviaria della Transalpina, oggi in territorio sloveno. Si trova in piazza della Transalpina, che è divisa dal confine tra l'Italia e la Slovenia. Nell'immagine si scorge anche l'infopoint turistico transfrontaliero.

Paragonata a Berlino, tagliata in due dal confine protetto da torri armate di mitragliatrici, Gorizia ha rappresentato, nella seconda metà degli anni '40 e negli anni '50, un valico clandestino per molti cittadini jugoslavi e delle nazioni appartenenti al patto di Varsavia, integratisi poi perfettamente nel tessuto economico e sociale della città.
Dopo la rottura di Tito con gli Stati del blocco sovietico nel 1948, Gorizia, pur vivendo diversi momenti di tensione (nel 1953 Tito minacciò di volere prendere Gorizia e Trieste con le armi, radunando centinaia di migliaia di reduci a Okroglica, a meno di 10 km dalla città), vide i rapporti normalizzarsi progressivamente, soprattutto grazie agli accordi di Udine, con cui venne introdotto il "lasciapassare" che semplificava le procedure per varcare la frontiera.
Nel corso degli anni '60 Gorizia avviò un rapporto di buon vicinato con Nova Gorica, sorta nel decennio immediatamente successivo alla definizione del confine del 1947: infatti, incontri culturali e sportivi hanno spesso messo in contatto e unito le due città. La presenza di una comunità slovena a Gorizia ha catalizzato la collaborazione. Gli accordi di Osimo, sancendo definitivamente lo status quo confinario, contribuirono molto alla rappacificazione definitiva con la Jugoslavia e poi con la successiva Repubblica di Slovenia.

### Il nuovo millennio
Il 21 dicembre del 2007 la Slovenia entrò a tutti gli effetti nel trattato di Schengen e le città di Gorizia e Nova Gorica sono oggi senza interposti confini. Il legame sempre più forte che le unisce ha permesso alle due città di avviare un processo di formazione di un polo di sviluppo unico.
A tale proposito sono stati messi a punto recentemente progetti di mutuo interesse e una serie di incontri bilaterali o multilaterali che interessano non solo i due municipi, ma anche altri centri limitrofi. Vengono anche organizzati incontri periodici che si tengono fra le giunte municipali di Gorizia, Nova Gorica e San Pietro-Vertoiba per mettere a punto strategie comuni e creare nuove sinergie per lo sviluppo economico della regione.

### Simboli

Stemma della città di Gorizia

Gonfalone civico

Lo stemma e il  gonfalone civico della città di Gorizia sono stati riconosciuti con decreto del Capo del Governo Primo Ministro Segretario di Stato del 14 aprile 1929.
Stemma
La blasonatura dello stemma della città di Gorizia è la seguente:
Gonfalone
La blasonatura del gonfalone è:

### Onorificenze
La città di Gorizia è tra le città decorate con la Medaglia d'oro alle Città Benemerite del Risorgimento Nazionale per le azioni "altamente patriottiche" compiute dalla città nel Risorgimento, dai moti insurrezionali del 1848 alla fine della prima guerra mondiale nel 1918. È tra le città decorate al valor militare per la guerra di Liberazione perché è stata insignita della medaglia d'oro al valor militare per i sacrifici patiti dalle sue popolazioni e per la sua attività nella lotta partigiana durante la seconda guerra mondiale:

## Monumenti e luoghi d'interesse

### Architetture religiose

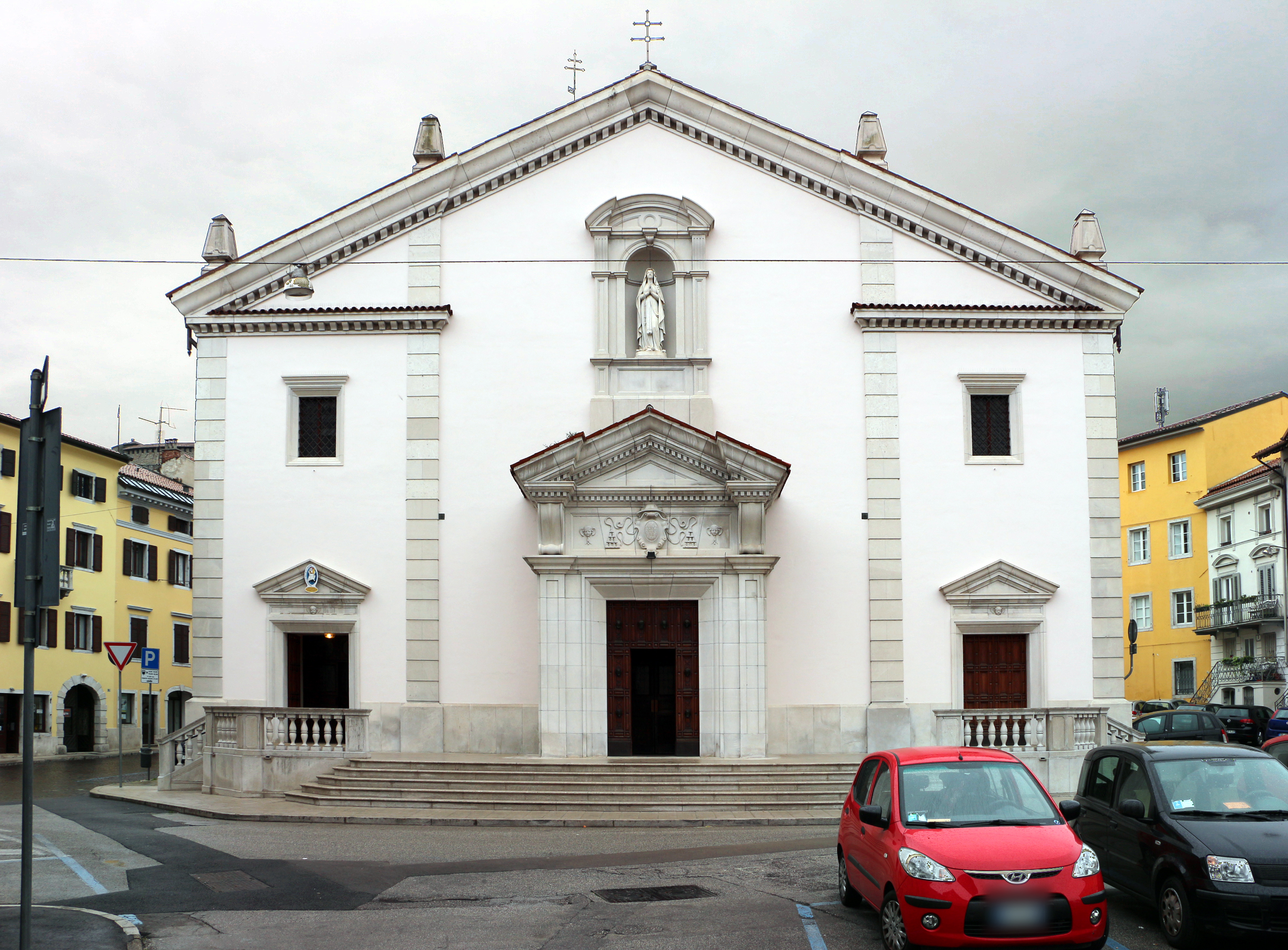
La facciata del duomo di Gorizia.

Cattedrale metropolitana di Gorizia (nota come duomo di Gorizia)Dedicata ai santi aquileiesi Ilario e Taziano ed elevata al rango di cattedrale nel 1752, è il principale edificio ecclesiastico di Gorizia. In origine era una semplice chiesetta, anch'essa intitolata ai due santi, eretta probabilmente a cavallo tra il XIII e il XIV secolo e successivamente incorporata alla vicina cappella di Sant'Acazio.
Chiesa di Sant'IgnazioÈ un edificio barocco eretto fra il 1654 e il 1723-1724, che fu consacrato solo nel 1767. Mentre la facciata è una sintesi di elementi austriaci e latini, l'interno è di derivazione schiettamente latina. Contiene tele e affreschi pregevoli.
Sinagoga di Gorizia

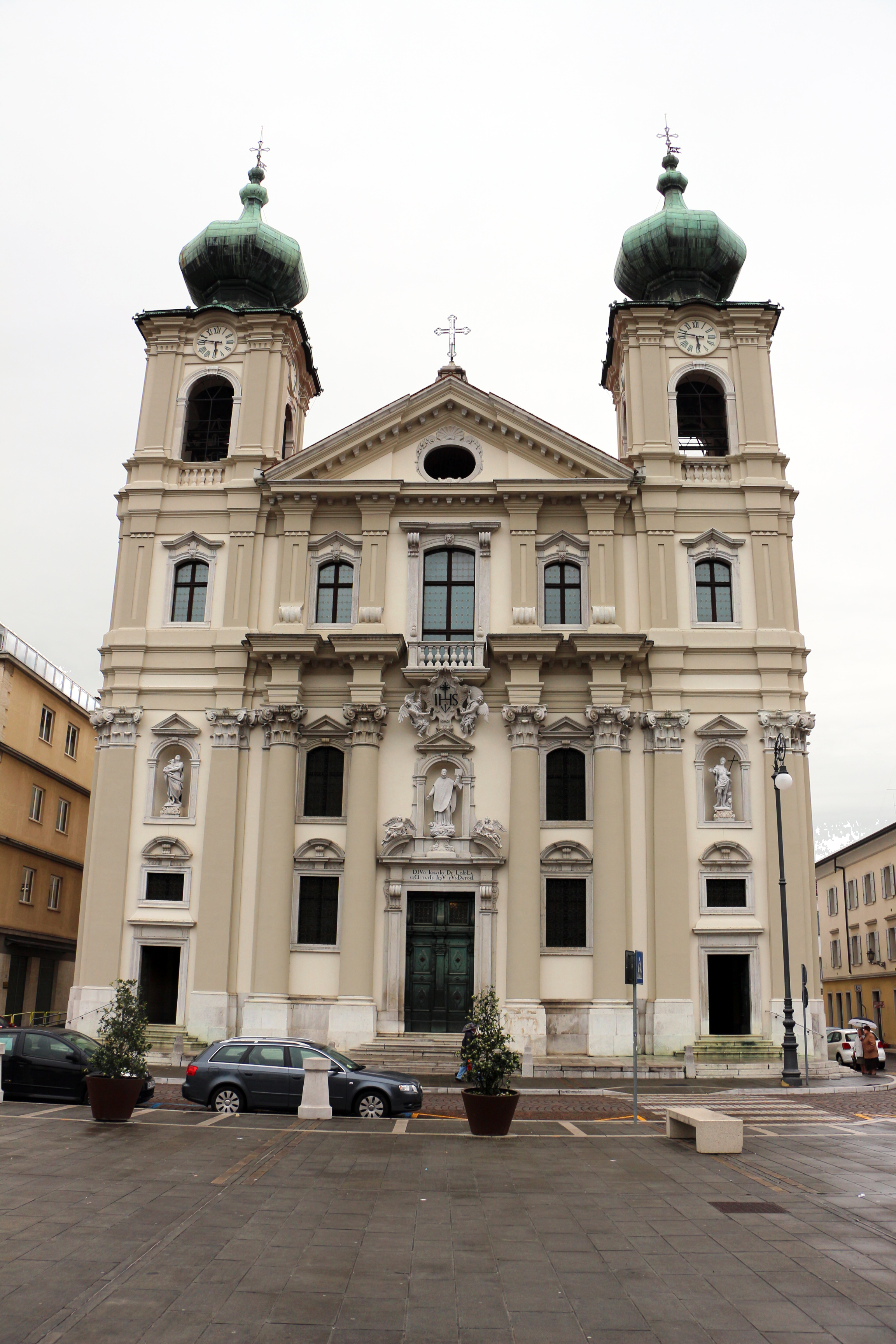
Chiesa di Sant'Ignazio, iniziata su impulso dei Gesuiti a metà del XVII secolo e conclusa appena nel 1723

Si trova nell'area del vecchio ghetto. Costruita nel 1756, sostituì un oratorio eretto provvisoriamente nel 1699 come luogo di preghiera comunitaria.

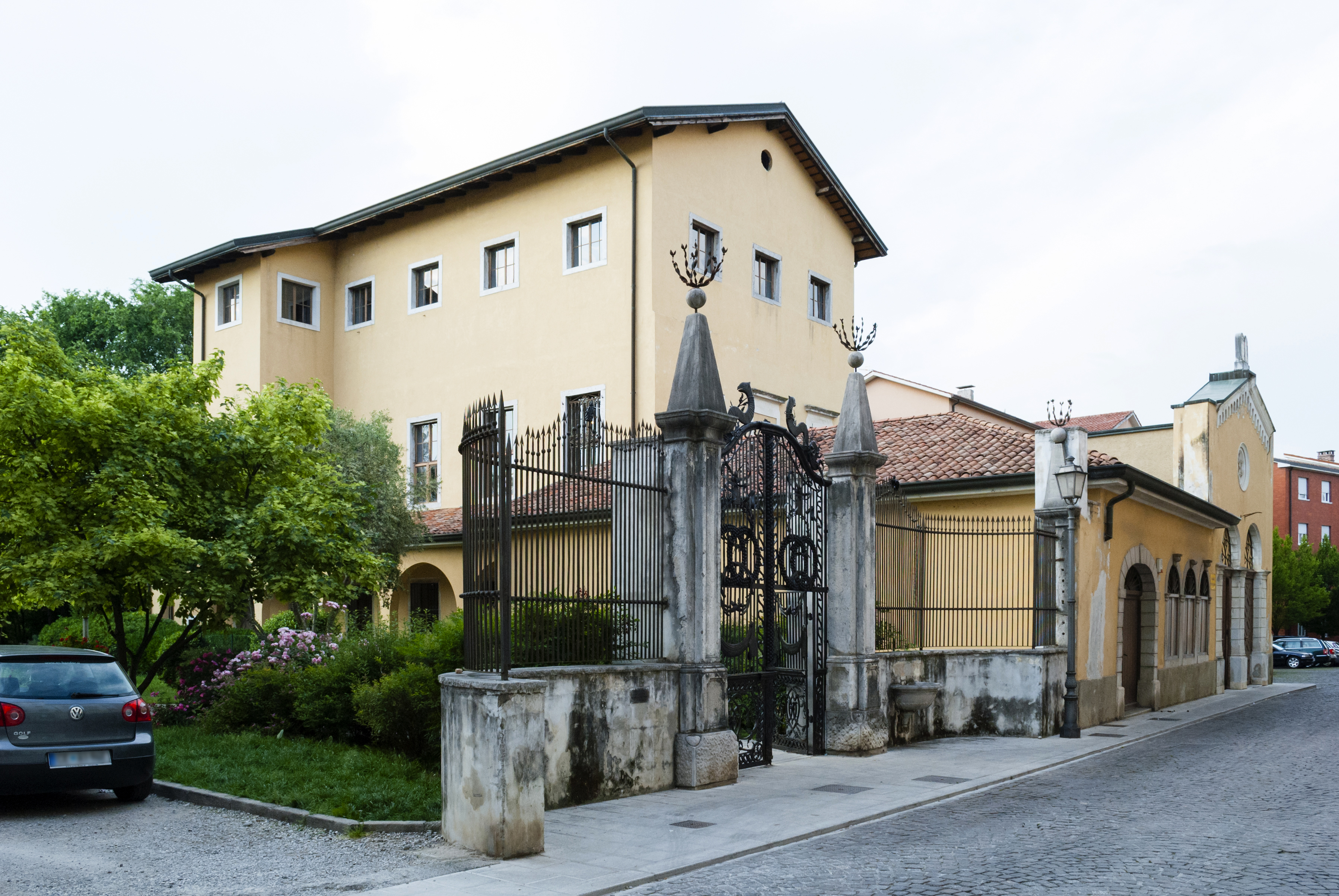
La sinagoga di Gorizia

Chiesa di San GiovanniUbicata nell'omonima via, la chiesa era stata fatta erigere nel 1580 per culto privato dalla famiglia Dornberg e fu dedicata a san Giovanni Battista e ai santi Vito e Modesto. Il 19 maggio 1593 fu consacrata dal vescovo Francesco Barbaro (come è testimoniato da una targa sulla parete interna). Nel 1615 la chiesa venne donata, assieme alla casa annessa, ai Gesuiti, che la utilizzarono come collegium (molto frequentato dagli abitanti che provenivano dalle zone limitrofe e anche dalla Repubblica di Venezia). Quando i Gesuiti, alla fine del Seicento, costruirono un nuovo tempio (la citata chiesa di sant'Ignazio) e un nuovo collegium (il Verdenbergico, che sorgeva dove oggi c'è la biblioteca statale), lasciarono la chiesa di san Giovanni, che all'epoca era circondata da un cimitero. Nel corso dell'Ottocento vennero eseguiti dei lavori di abbellimento. Durante la prima guerra mondiale venne notevolmente danneggiata. La chiesa ha una pianta a croce e presenta la navata centrale, che è sovrastata da un soffitto con volta a crociera (fino al 1979 era ornata da medaglioni con le effigi dei quattro evangelisti), l'abside con il presbiterio (che era delimitato da una balaustra in pietra a colonnine), due cappelle laterali e la cantoria, sopra il portale, in cui è collocato un vecchio organo.

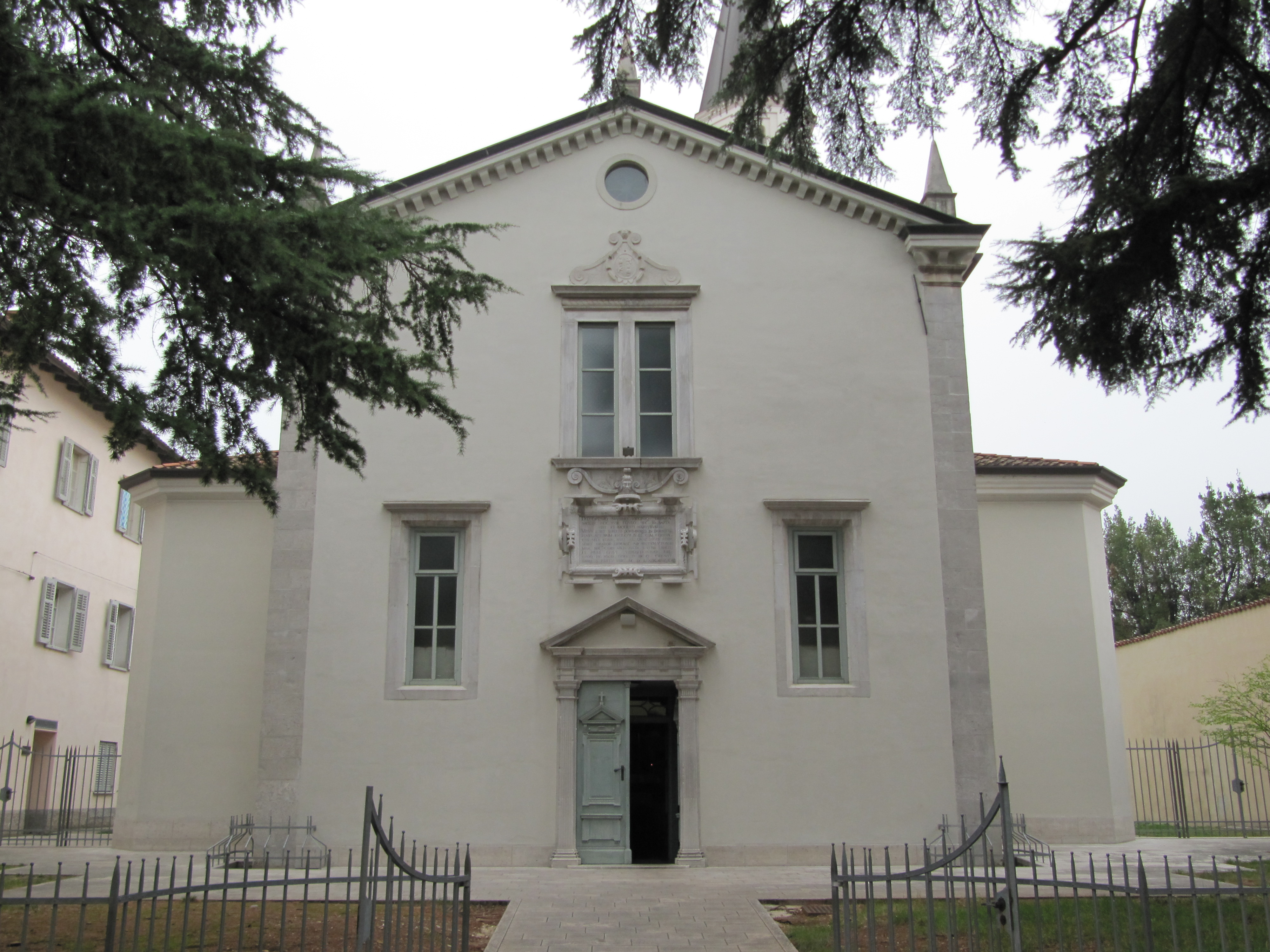
Chiesa di San Giovanni

Chiesa di San RoccoEretta alla fine del XV secolo per servire una piccola comunità agricola sorta poco lontano dalla città antica di Gorizia, se ne hanno notizie già nel 1497; con l'altare maggiore della piccola chiesa fu consacrata l'ultima domenica di agosto del 1500 da Pietro Carlo, vescovo di Caorle. L'edificio di culto mantenne le dimensioni di semplice cappella fino ai primi del XVII secolo quando, passata la pestilenza del 1623, i borghigiani decisero di ampliarla e abbellirla. Chiamarono per lo scopo Palma il Giovane, del quale è possibile ammirare la pala posta nell'abside della chiesa, dove si notano i santi Sebastiano e Agostino rispettivamente alla destra e alla sinistra di san Rocco, osservati benignamente dalla Madonna. La chiesa e l'altare maggiore vennero consacrati dal vescovo di Trieste Pompeo Coronini il 23 agosto del 1637 e da quella data si fa risalire la prima sagra di San Rocco che ancora oggi suscita grande interesse in città e nell'intero Friuli-Venezia Giulia (già nell'agosto dell'anno 1500, dopo la consacrazione della cappella, ci fu una festa da ballo). Altri interventi furono una via Crucis di Antonio Paroli del 1750 e la facciata neoclassica attuale, che si deve a Giovanni Brisco, del 1898. Il contesto è impreziosito da altri due monumenti: il seminario teologico centrale, progettato dal benedettino Padre Anselmo Werner e oggi sede del corso di laurea in scienze internazionali e diplomatiche dell'Università di Trieste, e la fontana con l'obelisco (inaugurata il 25 aprile del 1909) prospiciente la chiesa, dono di un famoso borghigiano, l'architetto Antonio Lasciac Bey, che fu per molta parte della sua vita architetto ai palazzi khediviali in Egitto,.
Chiesa di Santo SpiritoEretta nel centro storico della città, in prossimità del castello, su commissione dei Rabatta, famiglia nobile di origini toscane. L'edificio, costruito in stile gotico fra il 1398 e il 1414, custodisce una bella croce lignea del Seicento (che è una copia, dal momento che l'originale si può ammirare nei musei provinciali) e un'Assunta, attribuita a Fulvio Griffoni
Chiesa dell'ImmacolataPregevole edificio di gusto barocco, edificato nel XVII secolo nei pressi dell'odierno municipio. La chiesa venne edificata tra il 1647 e il 1685 come esempio del "barocco goriziano" tipicamente espresso da fasto e raffinato senso artistico. Seppure nelle modeste dimensioni, gli interni riecheggiano gli stili delle vicine Venezia e Vienna. L'Immacolata Concezione, costituita da un'unica navata con solo un'abside, nel XVII secolo presentava più altari lignei laterali e un soffitto riccamente decorato con stucchi floreali che incorniciavano dipinti di forma ovale rappresentanti La gloria di santa Maria Assunta.
Chiesa Esaltazione della CroceLa cappella, inclusa nel complesso del palazzo Cobenzl, sede dal 1751 dell'arcidiocesi di Gorizia, è stata edificata nel 1746. L'ingresso principale, sormontato dallo stemma della casa Codelli, è sovrastato da un balcone con balaustra. La pianta dell'edificio ovale è scandita da paraste che reggono un cornicione sovrastato da una copertura a volta. L'aula e l'altare, con un tabernacolo in marmo bianco e la mensa sostenuta da due statue con angeli, sono illuminati da una lanterna centrale, frutto di un rifacimenti risalenti al 1878.
Sacro Cuore di Gesù e di MariaNella chiesa è presente una grande pala dietro all'altare, realizzata dalla pittrice goriziana Emma Galli, che rappresenta il Sacro Cuore troneggiante sopra all'altare, sormontato dall'ostia e dal calice raggianti, con a fianco santa Margherita Maria Alacoque e san Claudio de La Colombière e sotto il papa Pio XI che offre la corona delle regalità e monsignor Margotti che presenta il modello della chiesa. Diversi validi artigiani impreziosirono con la loro maestria questa chiesa; tra questi gli argentieri Egidio Lipizer e Giuseppe Leban. Anche i dipinti ivi racchiusi e rappresentanti san Giuseppe, san Francesco Saverio, san Antonio e san Gaetano vennero dipinti dalla pittrice goriziana Galli.
Chiesa dei Frati CappucciniSede del convento dei frati Cappuccini. La fondazione del convento risale, per volere della Repubblica di Venezia, al 1591; diciotto anni più tardi, sotto le pressioni dell'arciduca Ferdinando, divenne la sede della curia del commissariato di Stiria, che soltanto un anno prima, nel 1608, si era staccato dalla provincia austro-boema. Del convento, per come appariva in quegli anni, resta però ben poco. In gran parte andò distrutto durante la prima guerra mondiale e soltanto nel 1926 venne nuovamente edificato, stavolta grazie ai frati cappuccini che vi si erano insediati tre anni prima.
Chiesa di San GiustoLe origini della chiesa di San Giusto, consacrata nel 1926, sono strettamente legati alle sorti di Villa Locatelli, acquistata dai Fatebenefratelli dalla baronessa Carlotta de Hagenauer nel 1923. Oggi come allora, le due strutture si trovano in una posizione ottimale rispetto al centro cittadino, che dista poche centinaia di metri, e anche dalla vicina stazione ferroviaria.
Chiesa dei Santi Vito e ModestoLa chiesa nacque per volere del barone Gian Vito Del Mestri. La prima pietra dell'edificio religioso fu posta dal vescovo Francesco Massimiliano Vaccano il 18 novembre 1656, dedicata a san Vito, in onore del suo fondatore. Nel 1768-69 la chiesa fu restaurata e ingrandita con la facciata e l'interno d'aspetto barocco. La chiesa fu distrutta nel 1916, durante la prima guerra mondiale, rimanendo per parecchi anni in pieno abbandono; venne ricostruita tra il 1926 e il 1928 e riconsacrata nel 1929. Negli anni Settanta, con la ristrutturazione postconciliare, sono stati tolti il pulpito in legno di noce, la balaustra di marmo, il quadro di santa Barbara (ora nella chiesa di santa Maria Regina in via Montesanto) e le antiche stazioni della via Crucis.
Chiesa di San MauroSituata nell'omonima frazione, venne edificata nel 1930 in sostituzione della precedente cappella demolita durante la Grande Guerra. Al suo interno sono visibili la tela ritraente la Gloria di Sant'Andrea con le Sante Elena e Barbara, collocata sulla parete sinistra, un dipinto settecentesco raffigurante la Madonna e una pala eseguita Clemente Del Neri.

### Architetture civili
Teatro comunale Giuseppe Verdi

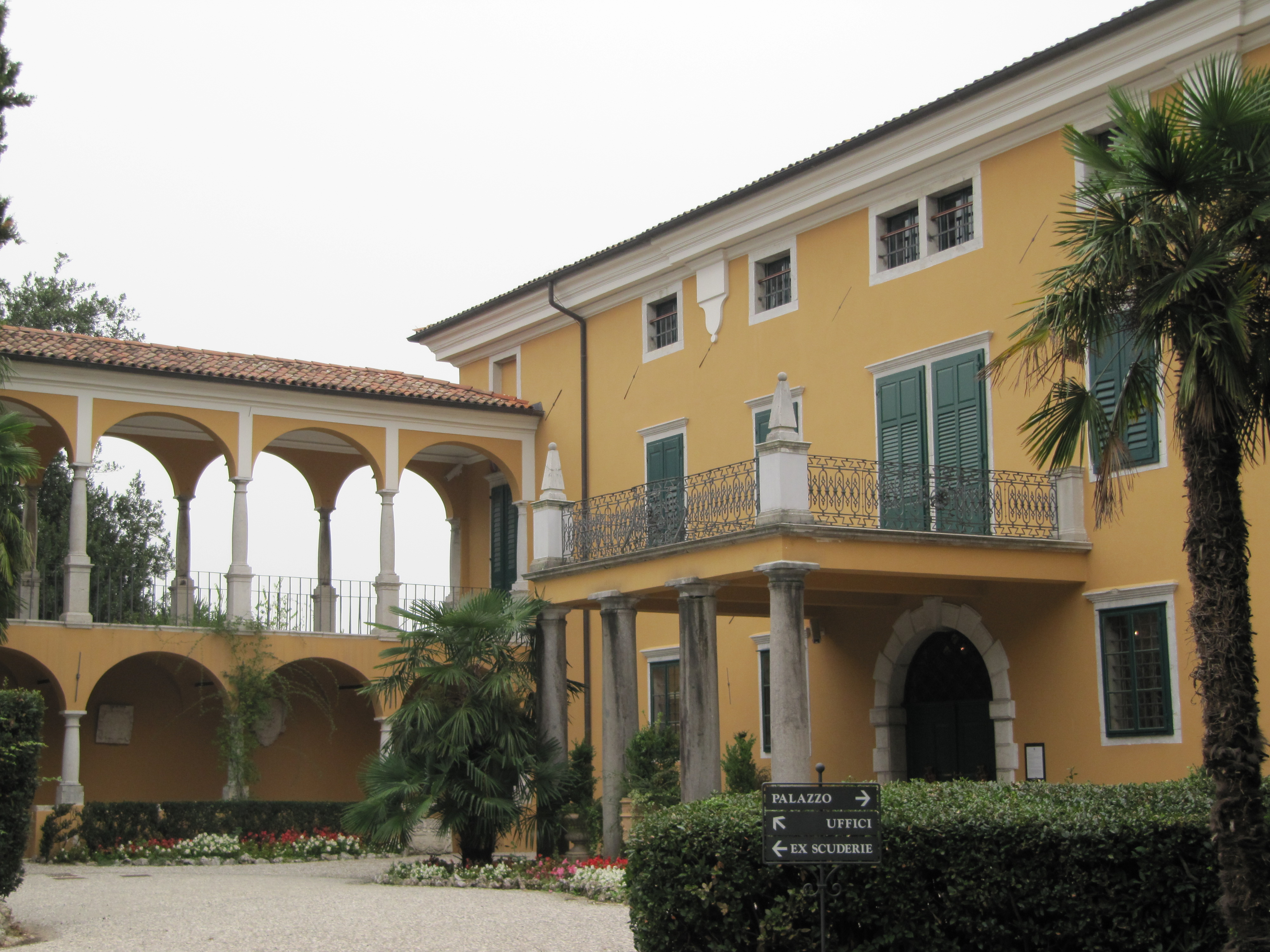
Palazzo Coronini Cronberg dove il 6 novembre 1836 morì Carlo X

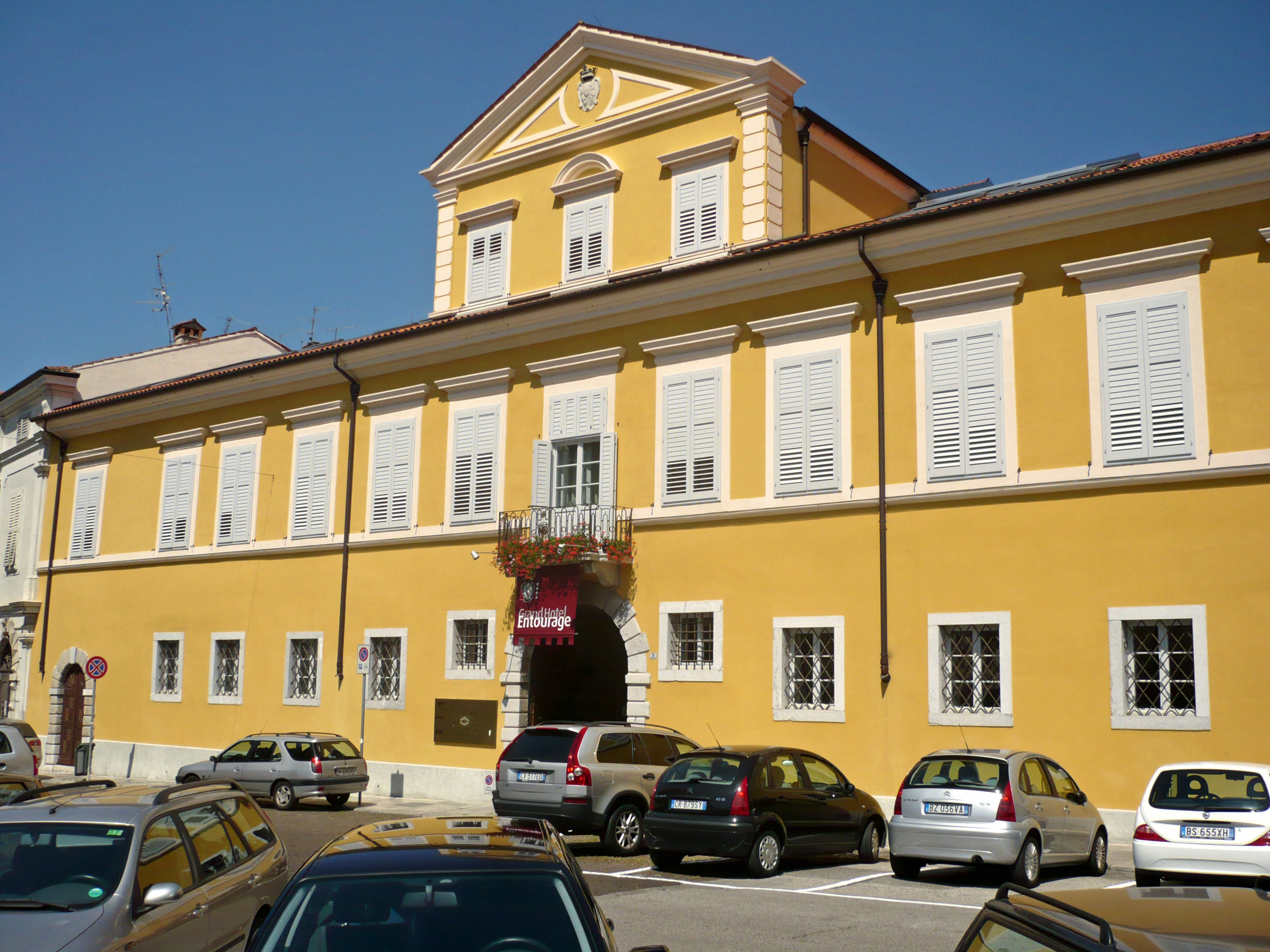
In palazzo Strassoldo, sito nella zona del Duomo, vi stabilì l'entourage di Carlo X. Vi soggiornò anche il famoso matematico Cauchy.

Il Teatro di Società fu costruito nel 1740 su iniziativa di Giacomo Bandeu, appaltatore dei dazi per la contea di Gorizia, i cui metodi avevano fatto esplodere la cruenta rivolta dei Tolminotti. L'edificio andò a fuoco per un incendio il 26 marzo 1779 (è ironia della sorte, o forse anche coincidenza non casuale, che sempre il 26 marzo ma del 1713, fosse scoppiata la detta rivolta). L'attuale teatro, riedificato a cura del figlio di Bandeu, Filippo, che affidò il progetto all'udinese Ulderico Moro e l'affrescatura al cividalese Francesco Chiarottini, risale al 1782. La struttura conobbe diverse difficoltà di ordine finanziario: chiuse già nel 1797, per riaprire nel 1799, finché nel 1810 fu ceduto a una società di nobili che negli anni seguenti lo modificarono profondamente. Nel 1856, furono ridipinti gli interni, mentre nel 1861 rifatta la facciata. Fu luogo di numerose azioni irredentiste italiane, tra cui quella per il carnevale del 1867 che costò sei anni di carcere duro a Carlo Favetti. Alla fine dell'Ottocento fu dedicato a Giuseppe Verdi. Dopo recenti restauri, è tornato il principale edificio culturale della città, cui si sono affiancati nel corso del secondo dopoguerra l'Auditorium della Cultura Friulana e i due centri cultuali della comunità slovena, il Kulturni Dom (casa della cultura) e il Kulturni Center Lojze Bratuž (Centro culturale Lojze Bratuž).

### Architetture militari
Castello di GoriziaForse il più noto monumento della città, sorge sul punto più alto di un ripido colle. Il maniero accoglie i visitatori con un leone veneziano, che però non è quello che fu apposto dalla Repubblica di Venezia durante la breve occupazione della città (1508-1509) bensì dal governo fascista, al termine di un radicale restauro, conclusosi nel 1937. Con tale restauro, resosi necessario a seguito dei gravi danni subiti dall'edificio durante la Grande Guerra, non venne però ripristinato il palazzo rinascimentale precedente, intonacato di bianco, bensì le sembianze che aveva probabilmente il castello di Gorizia nel Trecento, al tempo del massimo splendore dei conti di Gorizia, con la pietra a vista, prestando particolarmente attenzione però a ricostruirlo con una merlatura guelfa, per simboleggiarne la pretesa italianità, al posto di quella originale ghibellina, simbolo di fedeltà al Sacro Romano Impero. A occidente del castello sorge il centro storico della città con la Cappella del Santo Spirito e il borgo medievale.

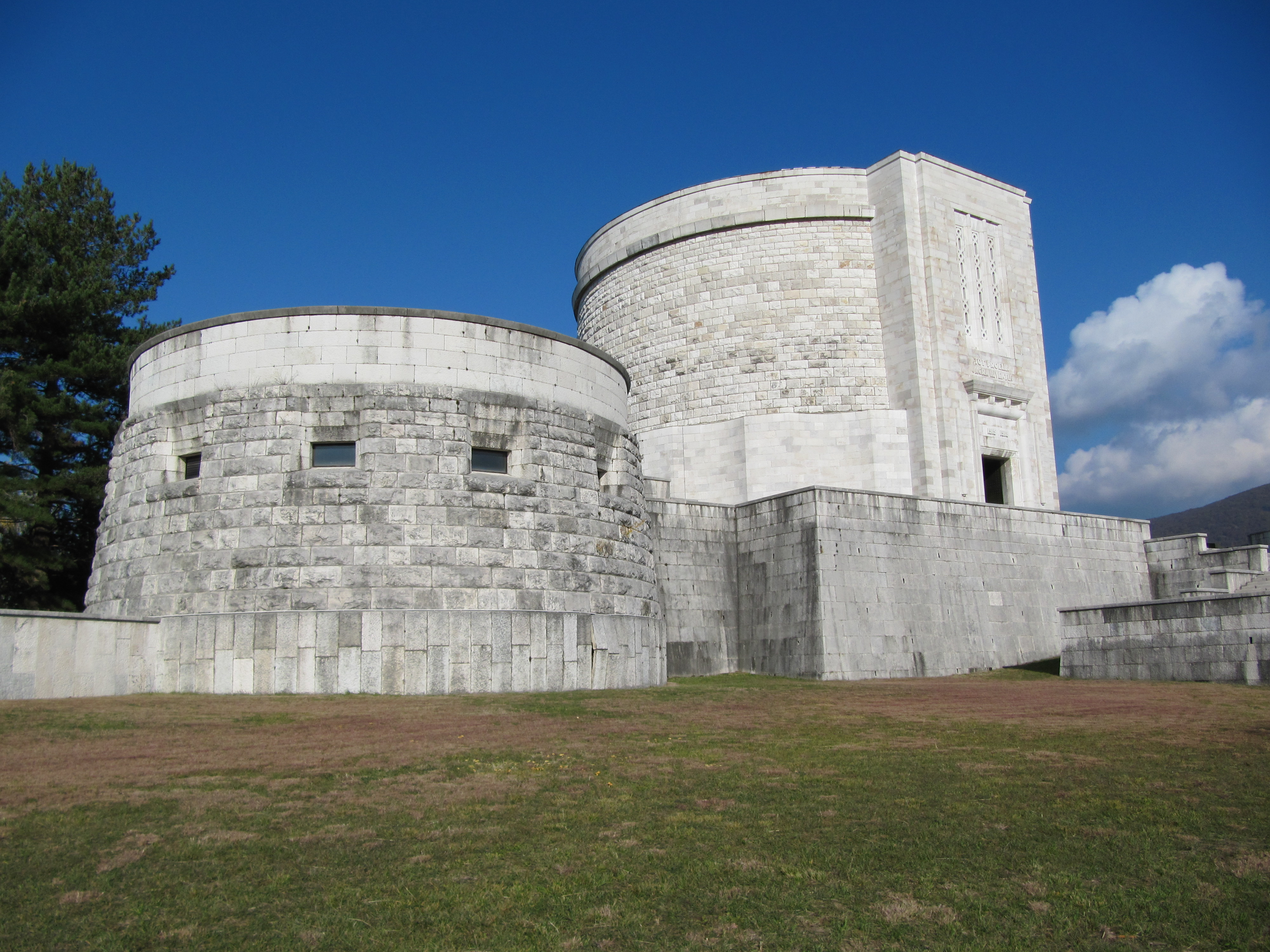
Costruito nel 1938 il Sacrario militare di Oslavia custodisce le spoglie di 57.740 soldati, morti nelle battaglie di Gorizia.

### Archeologia industriale
A partire dal Settecento, su impulso di Maria Teresa d'Austria, nel Goriziano iniziò l'industrializzazione. Ciò si deve soprattutto allo spirito imprenditoriale della famiglia Ritter de Zahony, che in seguito a fortunate speculazioni si arricchì e poté investire, aprendo a Gorizia nel 1819 uno stabilimento per la raffinazione dello zucchero di canna, nel 1839 un mulino moderno, nel 1854 uno stabilimento per la lavorazione della seta, nel 1861 una cartiera, nel 1868 una tintoria e nel 1880 una fabbrica di cellulosa. Non molto è visibile ormai, a eccezione del villaggio operaio del 1871, conservatosi pressoché intatto, benché si tratti di case private. In tale villaggio ancora si riconoscono due tipi di abitazione, quelle per 1-2 famiglie, e quelle per così dire con scopi sociali, ospitanti lavanderie comuni, una scuola, sale riunioni. Un altro edificio degno di nota è villa Ritter, appartenuta alla stessa famiglia.

### Altri edifici e luoghi di interesse
- Museo di storia e arte
- Museo della Grande Guerra
- Museo del Medioevo Goriziano[46]

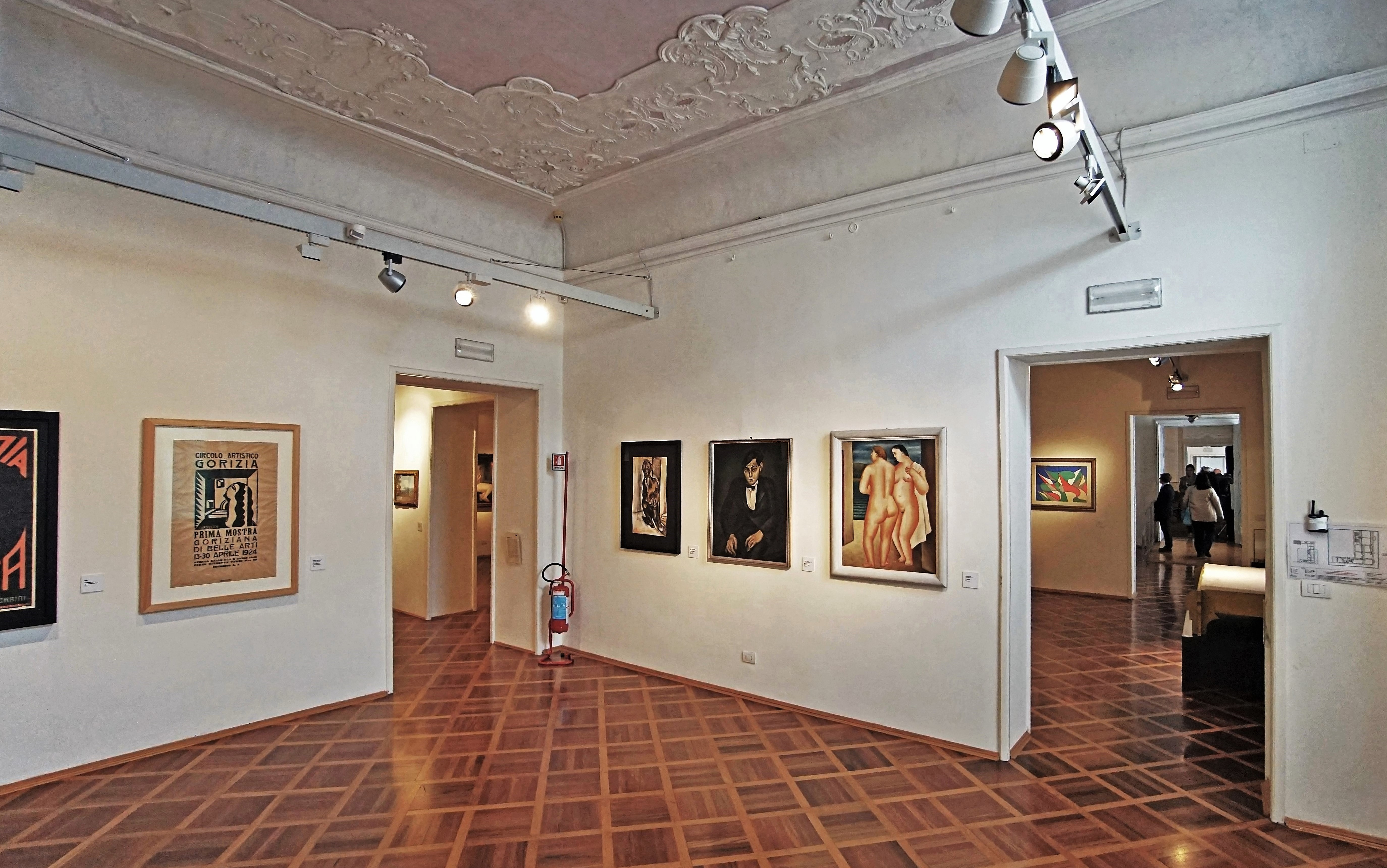
La Pinacoteca di palazzo Attems Petzenstein.

- Museo del Lasciapassare/Prepustnica[47]
- Museo della Moda e delle Arti Applicate[48]
- Museo Santa Chiara[49]
- Museo della Sinagoga
- Museo sul Confine di Stato nel Goriziano
- Pinacoteca della Cassa di Risparmio di Gorizia

- Collezione archeologica Goriziana[50]
- VirtualGmuseum
- Palazzo Attems Santa Croce
- Palazzo Attems Petzenstein con la Pinacoteca
- Palazzo Coronini Cronberg
- Palazzo Lantieri
- Sacrario Militare di Oslavia
- Palazzo ex GIL
- Palazzo Alvarez, sede distaccata dell'Università di Udine a Gorizia e dell'Università di Nova Gorica a Gorizia
- Seminario Minore, sede distaccata dell'Università di Trieste a Gorizia
- Villa Ritter
- Casa Dornberg-Tasso[51]
- Orto Botanico[52]

### Piazze
Piazza della VittoriaLa più ampia della città, su cui si affaccia la chiesa di Sant'Ignazio. Qui troviamo anche la Casa Torriana, di origine cinquecentesca, oggi sede della Prefettura. Fra i molti ospiti illustri che vi abitarono, ci fu anche Giacomo Casanova, che vi soggiornò nel 1773. Al centro della Piazza si trova la Fontana del Nettuno, eseguita verso la metà del Settecento dal padovano Marco Chiereghin su progetto di Nicolò Pacassi, mentre davanti alla chiesa di Sant'Ignazio si trova la Colonna di Sant'Ignazio, donata dal Conte Andrea di Porcia e qui collocata nel 1687.

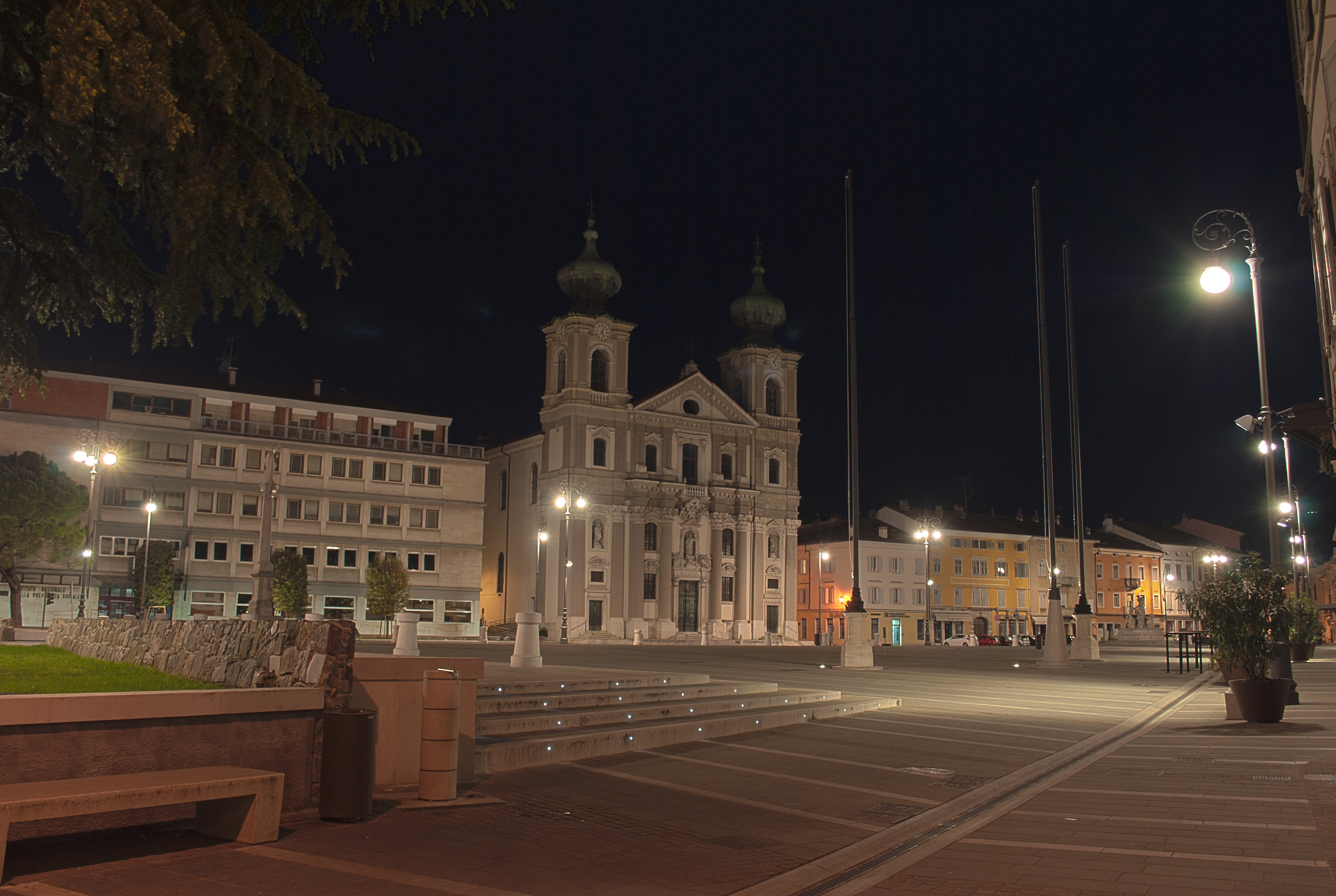
Vista notturna di piazza della Vittoria da via Rastello.

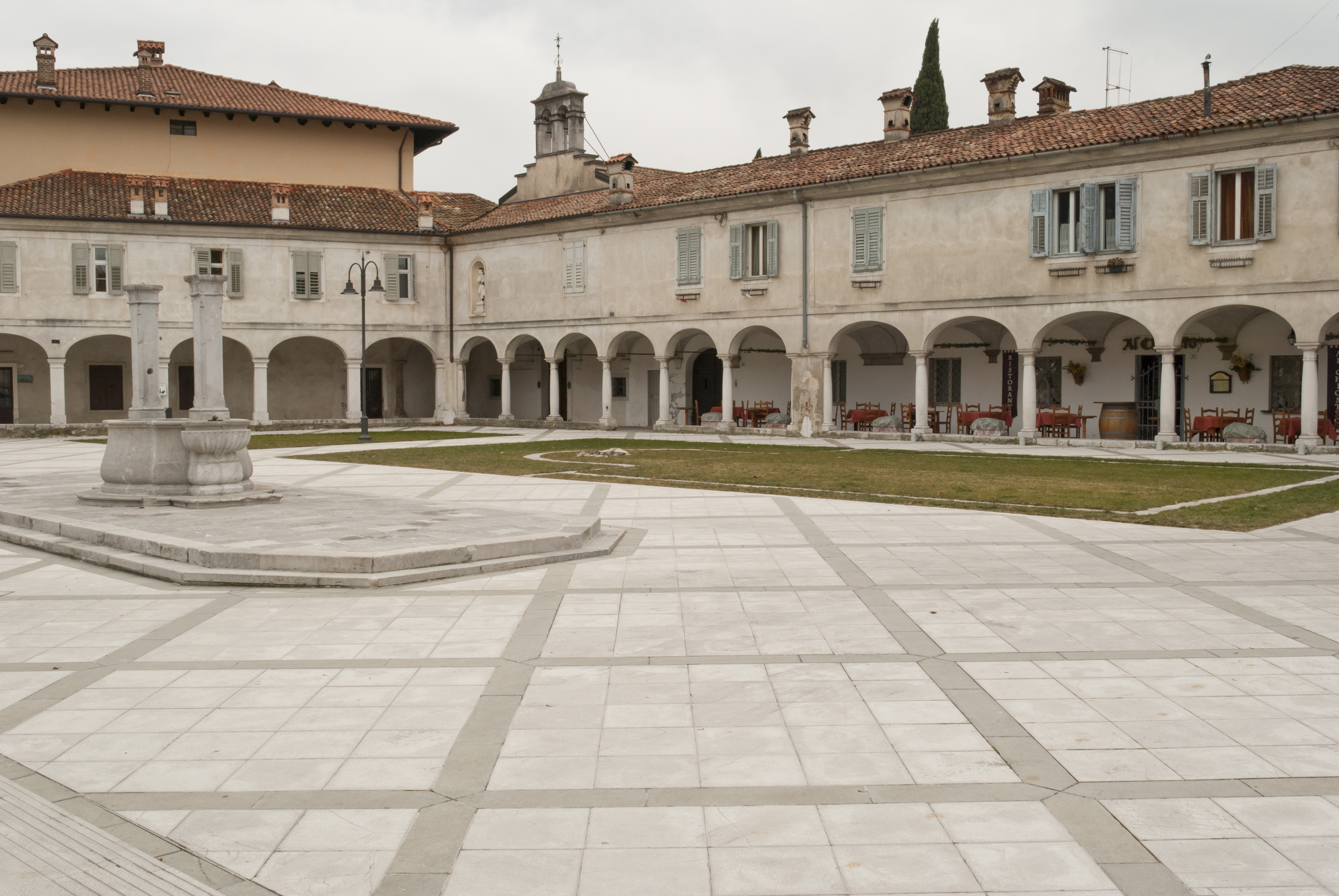
Scorcio di piazza Sant'Antonio

Piazza Sant'Antonio Delimitata da un arioso colonnato, che un tempo apparteneva al chiostro di un convento fondato nel XIII secolo – come vuole la leggenda – da sant'Antonio da Padova. Sulla piazza si affacciano due fra i più interessanti palazzi della città, il Palazzo dei Baroni Lantieri e il Palazzo dei Conti di Strassoldo.

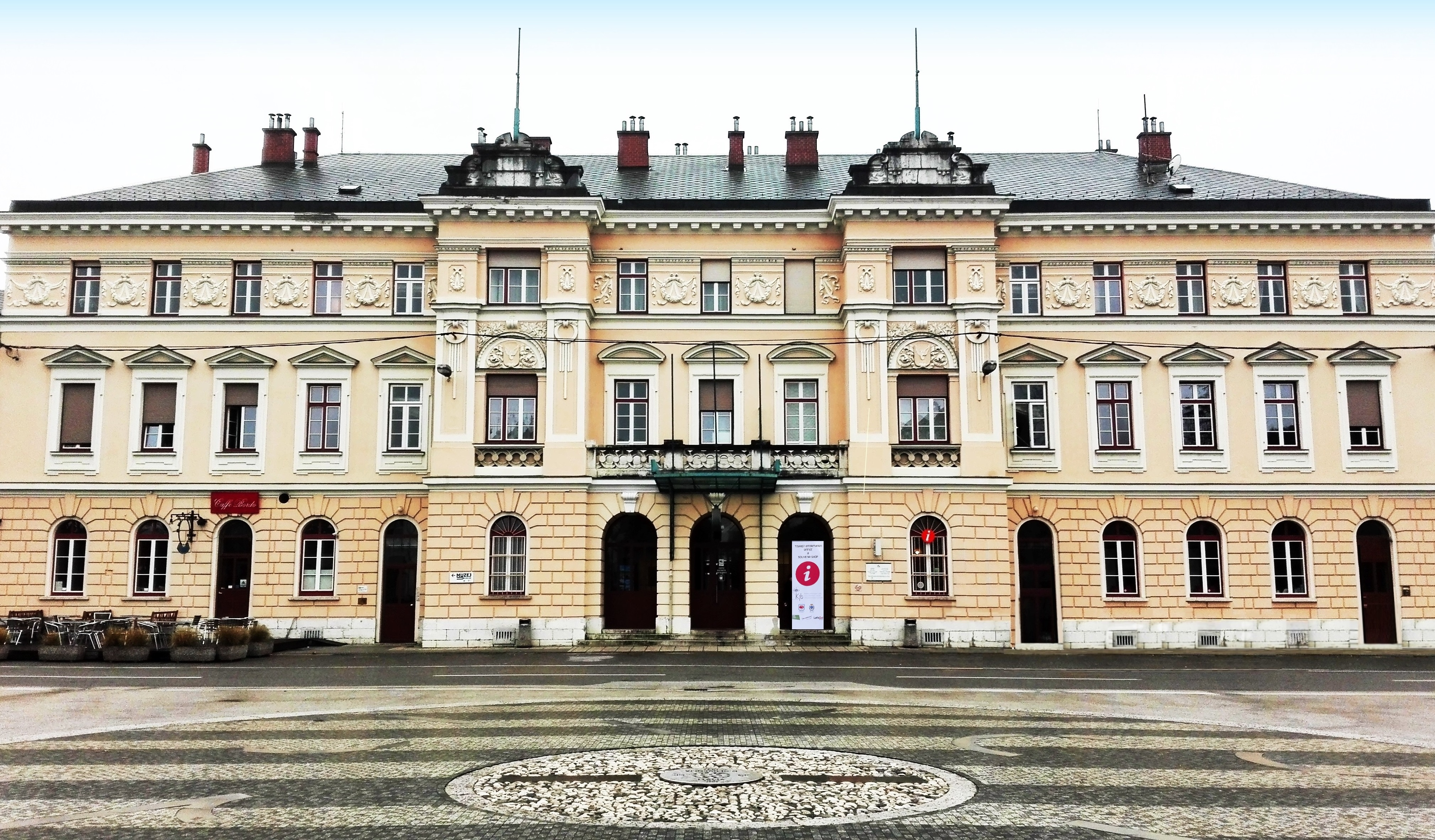
Piazza della Transalpina

Piazza della TransalpinaLa piazza della Transalpina prende il suo nome dalla linea ferroviaria Jesenice-Trieste (impropriamente chiamata in italiano ferrovia Transalpina) di cui fa parte la stazione situata in territorio sloveno. Questo tratto, che venne inaugurato dall'arciduca Francesco Ferdinando nel 1906, collega Trieste con Jesenice per poi addentrarsi nell'Europa Centrale. In tempi moderni l'intera piazza appare ristrutturata in modo da formare un unico spazio pubblico dove è permessa la libera circolazione dei pedoni. In luogo della parte centrale del Muro di Gorizia che divideva la piazza c'è un mosaico circolare e il confine di stato – rimossa la barriera fisica – è ora indicato da una linea di mattonelle di pietra. In seguito al ridisegno della piazza è stato proposto dalla Slovenia di rinominare l'area in piazza dell'Europa Unita, ma tale proposta non ha avuto seguito. Per la sua simbolicità l'area viene sovente utilizzata per l'organizzazione di manifestazioni ed eventi di respiro internazionale.
Piazza Camillo Benso conte di CavourDelimitata dalla lineare facciata del Palazzo degli Stati Provinciali, che ora ospita la Questura. Edificato nel 1200 e ampliato nel Cinquecento, il palazzo fu la sede dei "padri della patria goriziana", l'assemblea, di cui facevano parte rappresentanti della nobiltà, del clero e della contea, che amministrò per sei secoli la città e il suo territorio. Sulla piazza si affacciano altri antichi palazzi: la cinquecentesca Casa del Comune, con il caratteristico sporto ai piani superiori, dimora del Gastaldo; la Casa degli Ungrispach, una delle più antiche della città, in stile tardo gotico, sulla cui facciata spicca una targa con la data Mccccxli. Da segnalare la presenza di antiche case all'imbocco di via Rastello.
Piazza Edmondo De AmicisLa piazza è dominata dalla facciata di palazzo Attems Petzenstein, che è stato realizzato su progetto di Nicolò Pacassi e che è stato terminato intorno al 1754 in stile rococò. La facciata del palazzo – con un corpo centrale aggettante e due ali laterali – culmina con un'elegante balaustra decorata con statue. Imponente anche l'interno, sede dei Musei Provinciali. Antistante al palazzo una volta c'era la fontana dell'Ercole, tolta in seguito per motivi di viabilità.
Piazza del MunicipioNel pieno centro cittadino, la piazza ospita il palazzo Attems-Santa Croce, oggi sede del municipio del comune di Gorizia.
Piazza San RoccoPoco distante dal centro storico, la piazza ospita la chiesa di San Rocco, consacrata nel 1637 dal goriziano Pompeo Coronini. Antistante alla chiesa si trova la fontana-obelisco inaugurata il 25 aprile 1909 progettata dall'architetto Antonio Lasciac, alta 8 metri e 10 centimetri, che è composta da tre parti principali: il basamento, le vasche e l'obelisco.
Piazza Cesare BattistiLa piazza si affaccia sui giardini pubblici dove è stata collocata la statua dedicata al bersagliere Enrico Toti, morto il 6 agosto 1916 durante la sesta battaglia dell'Isonzo. Il monumento risale al 1958 ed è opera dello scultore bersagliere Mario Montemurro. Enrico Toti è raffigurato privo della gamba sinistra, con il classico cappello piumato dei bersaglieri in testa e la leggendaria stampella, lanciata poco prima di morire verso le trincee nemiche. Il basamento posto sotto la statua riporta un'unica frase, Al Bersagliere Enrico Toti eroe nazionale caduto il 6 agosto 1916.::Piazza delle erbe :Antica piazza della città, dove un tempo, come suggerisce il nome, vi era il mercato delle erbe. La piazza si trova nell’ultimo tratto del corso Giuseppe Verdi, lo spazio ha perso il suo uso divenendo negli ultimi tempi spazio per il capolinea dei bus urbani.
Piazza Nicolò Tommaseo
Lasciando il complesso di Palazzo Coronini attraverso l’antica via dei Coronini si giunge in piazza Tommaseo, dove sorge la chiesa originariamente dedicata a San Giovanni, costruita nel 1656 a fianco dell'Ospedale dell’ordine dei Misericorditi o Fatebenefratelli per volontà del barone Giovanni Vito del Mestri. La maggior parte dei goriziani continua a chiamare questa piazza con l’antico nome di “Piazzutta”, dal friulano Plazuta, piccola piazza, con cui veniva indicata in passato per distinguerla dalla vicina Piazza Grande, oggi piazza Vittoria.
Piazza San Francesco D'Assisi
La piazza si trova tra il centro cittadino e il quartiere San Rocco, dimora la Chiesa dei Frati Cappuccini fondata dalla Provincia Veneta nel 1591.Durante la prima guerra mondiale il convento fu quasi totalmente distrutto. La chiesa primitiva, dedicata all’Assunta e a S. Francesco d’Assisi, venne ampliata negli anni 1909-10 e riconsacrata il 18 giugno 1911. A fianco la chiesa c'è la statua dedicata al santo che chiude la piazza.
Piazza Divisione Julia
Inizialmente chiamata piazza Nuova, dal 1851 al centro vi sorgeva una fontana circolare con basamento in granito e una spina in metallo, cui attingevano l’acqua gli abitanti della zona. Inoltre, a partire dal 1887, nella piazza si teneva il mercato del fieno, spostato da piazza Battisti; in virtù di ciò, la piazza assunse la denominazione volgare di piazza del fieno. Ai primi del Novecento divenne piazza Carlo Bertolini (1827-1899) in onore dell’avvocato e patriota trentino. L’11 maggio 1941 si passò all’intitolazione al nome glorioso della Divisione Julia. Oggi la fontana non c’è più e ovviamente non c’è nemmeno il mercato del fieno, e la piazza, sfruttata in ogni suo spazio, è ridotta a un parcheggio su cui si affaccia il liceo scientifico “Duca degli Abruzzi”.

### Aree naturali
(Carl von Czoernig-Czernhausen)

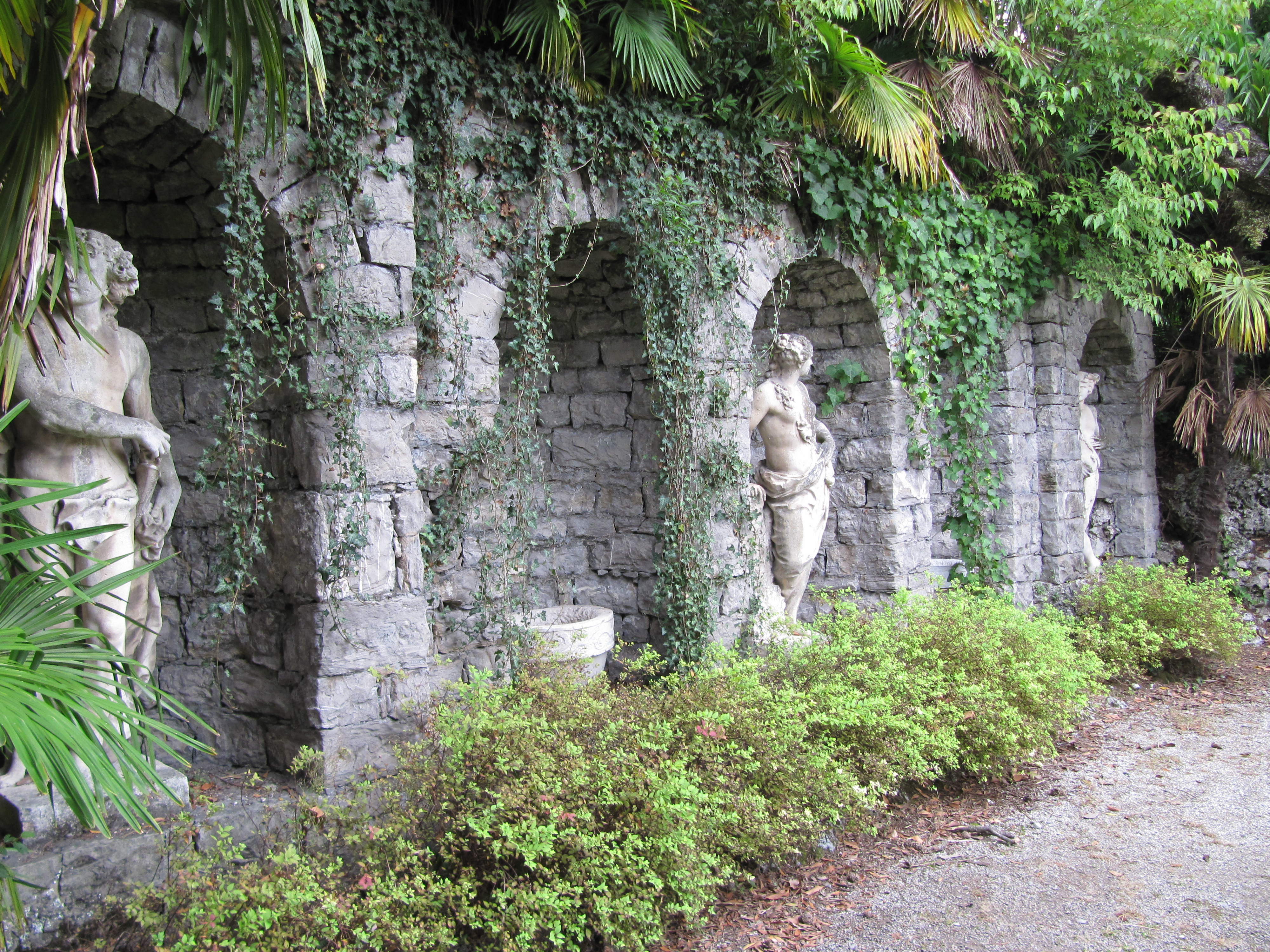
Statue al parco di villa Coronini-Cronberg

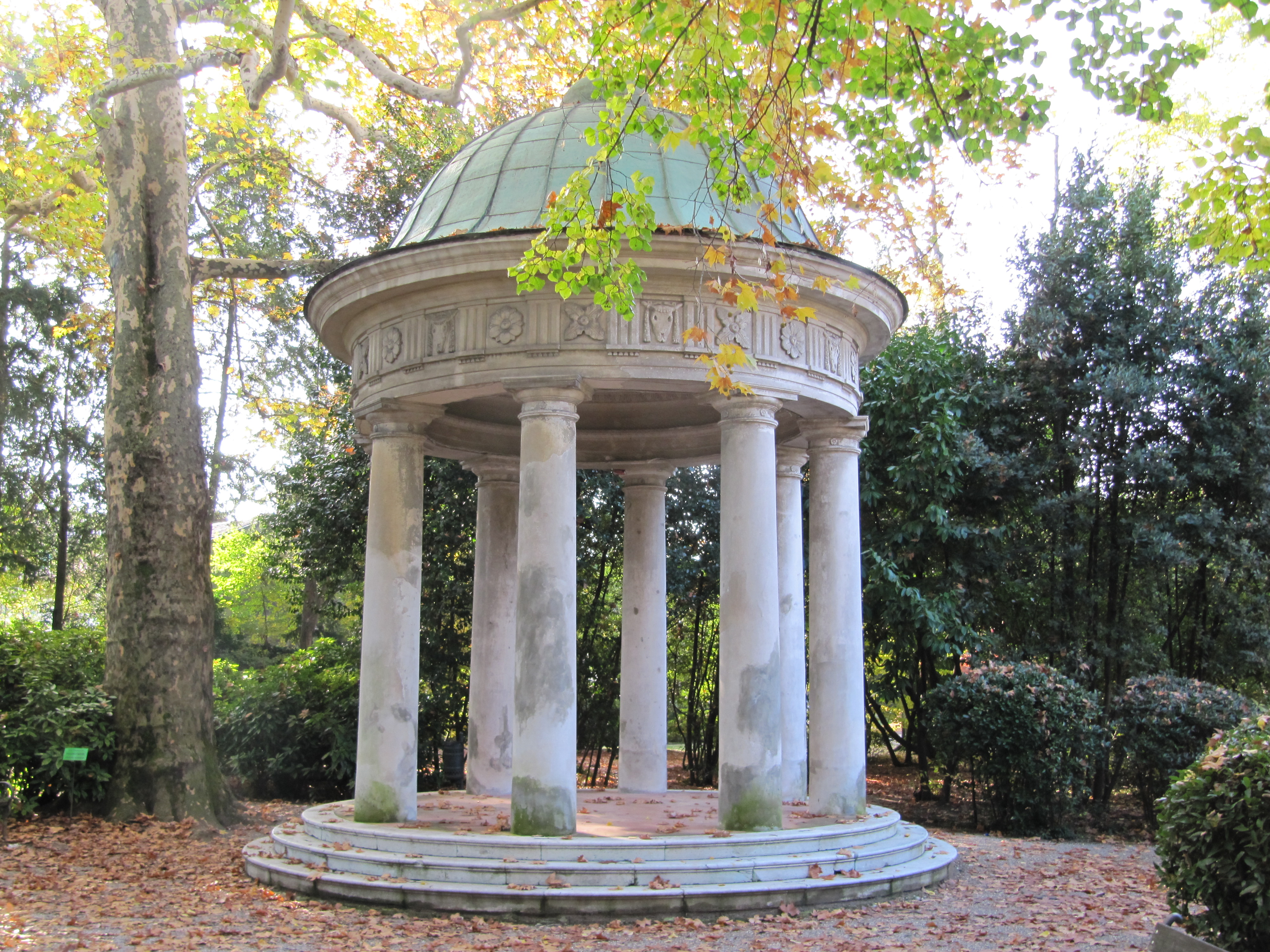
Edicola nel parco del municipio

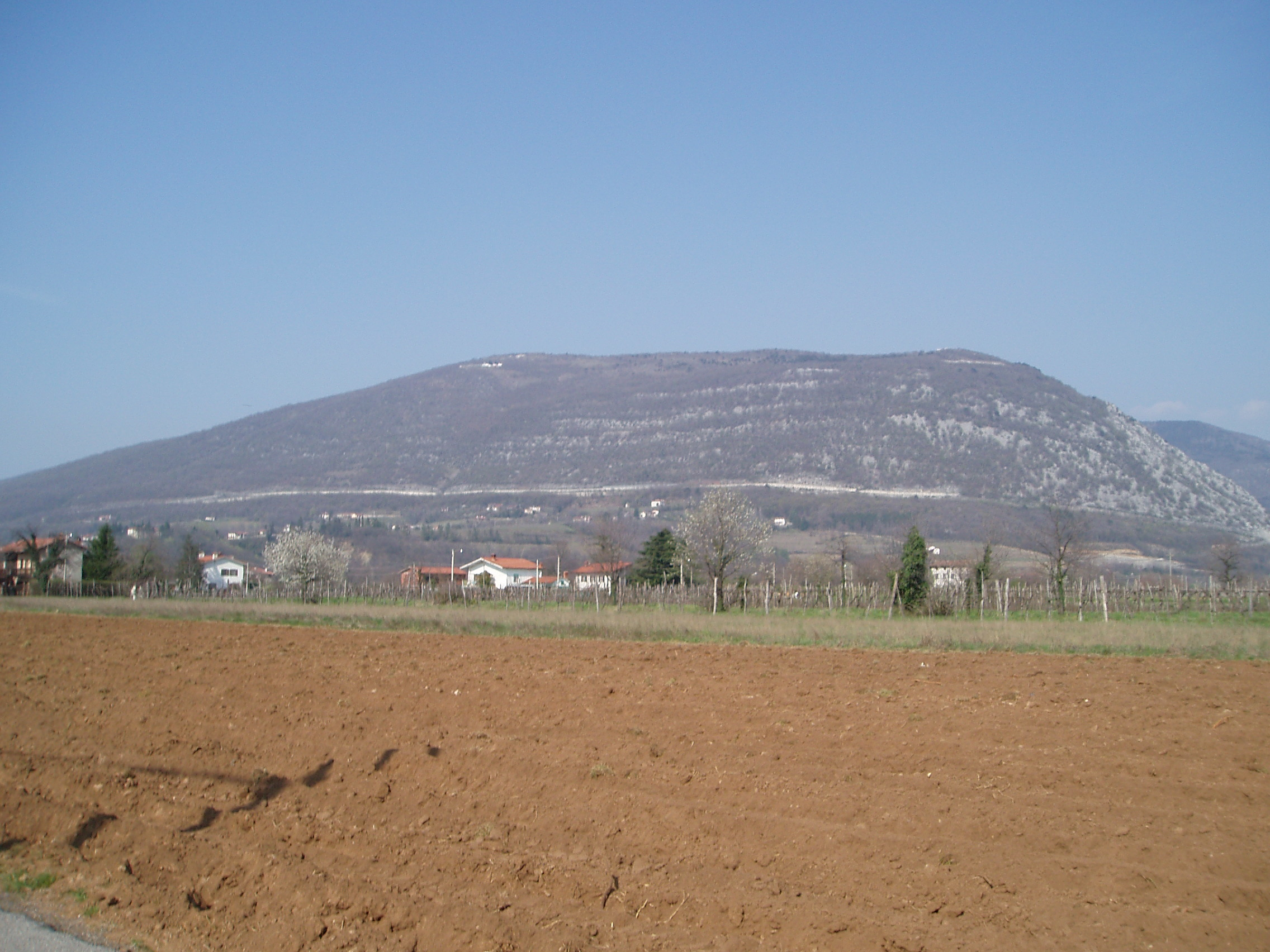
Il monte Sabotino visto da Gorizia

Gorizia, già definita la Nizza austriaca, colpisce per le estese aree verdi che la circondano e che punteggiano il centro abitato. Vi sono numerosi parchi e giardini pubblici all'interno della città, oltre quelli che circondano le molte ville ottocentesche. Vi sono poi spazi verdi restati allo stato naturale, quali il Parco del Castello e la Valletta del Corno, che si estende tra il rione di Straccis e il centro cittadino, lungo il corso del torrente Corno, dove sono presenti anche appezzamenti di terreno a destinazione agricola.
Lungo il corso del fiume Isonzo si snodano alcuni parchi di notevole valore paesaggistico, fra cui quello di Piuma-Isonzo, costituito da una parte fluviale e una collinare boscosa, e quello della Campagnuzza, che presenta un ambiente di bosco golenale. Tra le superfici non protette, è particolarmente suggestivo il primo tratto del fiume Isonzo in territorio comunale, incassato in una gola dalle cui pareti sgorgano acque sorgive, con copertura vegetale estremamente varia, e l'ultimo tratto tra le frazioni di Sant'Andrea e Lucinico, contraddistinto da una vasta distesa di pioppi e salici.
Altro complesso boschivo è quello del monte Calvario, che saldandosi a quello del monte di Piuma del già citato Parco Piuma-Isonzo forma un corpo unico di svariate centinaia di ettari e, infine, la zona del monte Sabotino, rilievo prealpino di natura carsica.
La presenza di vaste aree boschive continua. Degne di nota sono la vegetazione del monte San Marco (Mark) e quella della Castagnevizza-Panovizza (Kostanjevica-Panovec). Inoltre, la grande Selva di Tarnova (Trnovski gozd, con una superficie di diverse migliaia di ettari) dista da Gorizia meno di quindici chilometri. Da citare inoltre il Parco dell'Isonzo, detta Campagnuzza, i giardini pubblici di Gorizia e le Rovine di Villa Frommer con l'annesso parco.

## Società

### Evoluzione demografica
Abitanti censiti

### Etnie e minoranze straniere

#### Storia
La città, che si trova, fin da epoca medievale, al crocevia tra il mondo latino e quello slavo, è attualmente punto d'incontro e di confronto tra due grandi realtà nazionali che condividono lo stesso destino europeo: quella slovena e quella italiana. Fino alla Grande guerra erano anche presenti in città due componenti minoritarie, ma socialmente e politicamente influenti: quella ebrea e quella austro-tedesca (i germanofoni costituivano l'11% circa della popolazione urbana totale secondo i dati del censimento del 1910).
La complessità etnica della città e della sua zona di influenza ha provocato, negli ultimi due secoli, una serie di attriti, frizioni e talvolta anche di scontri interetnici. Nella seconda metà del XIX secolo, e nei primi decenni del secolo successivo, si erano andate sviluppando tensioni politiche e sociali tra la componente romanza (friulana, veneta e regnicola) e quella slovena, della città, a causa del diffondersi dei rispettivi nazionalismi. Fu all'epoca che nacque il Partito Cattolico Popolare Friulano, guidato da Luigi Faidutti e Giuseppe Bugatto, che aveva però il suo punto di forza non a Gorizia, ma nelle campagne del goriziano e nei piccoli centri del Friuli orientale.
Le tensioni fra la componente slava e quella romanza transitarono irrisolte negli ultimi anni di governo asburgico e nel primo dopoguerra, dopo l'annessione della città all'Italia. L'avvento del fascismo e la politica di italianizzazione messa in atto dal regime fascista determinarono, dopo il 1922, un ulteriore inasprimento dei rapporti interetnici, costellati da violenze e soprusi di ogni tipo nei confronti della minoranza slovena presente in città.
Con lo scoppio della seconda guerra mondiale e l'invasione della Jugoslavia, Gorizia si trovò coinvolta in una guerra che contrappose le varie etnie, talvolta combattuta all'interno delle stesse mura cittadine, che raggiunse il suo culmine negli ultimi anni del conflitto e subito dopo la fine della guerra, prima durante l'amministrazione militare della Germania nazista (1943-1945) e successivamente durante l'occupazione jugoslava dell'Istria e della Venezia Giulia (1945), durante i quali la popolazione goriziana subì eccidi, sopraffazioni e deportazioni che colpirono alternativamente i diversi gruppi etnici.

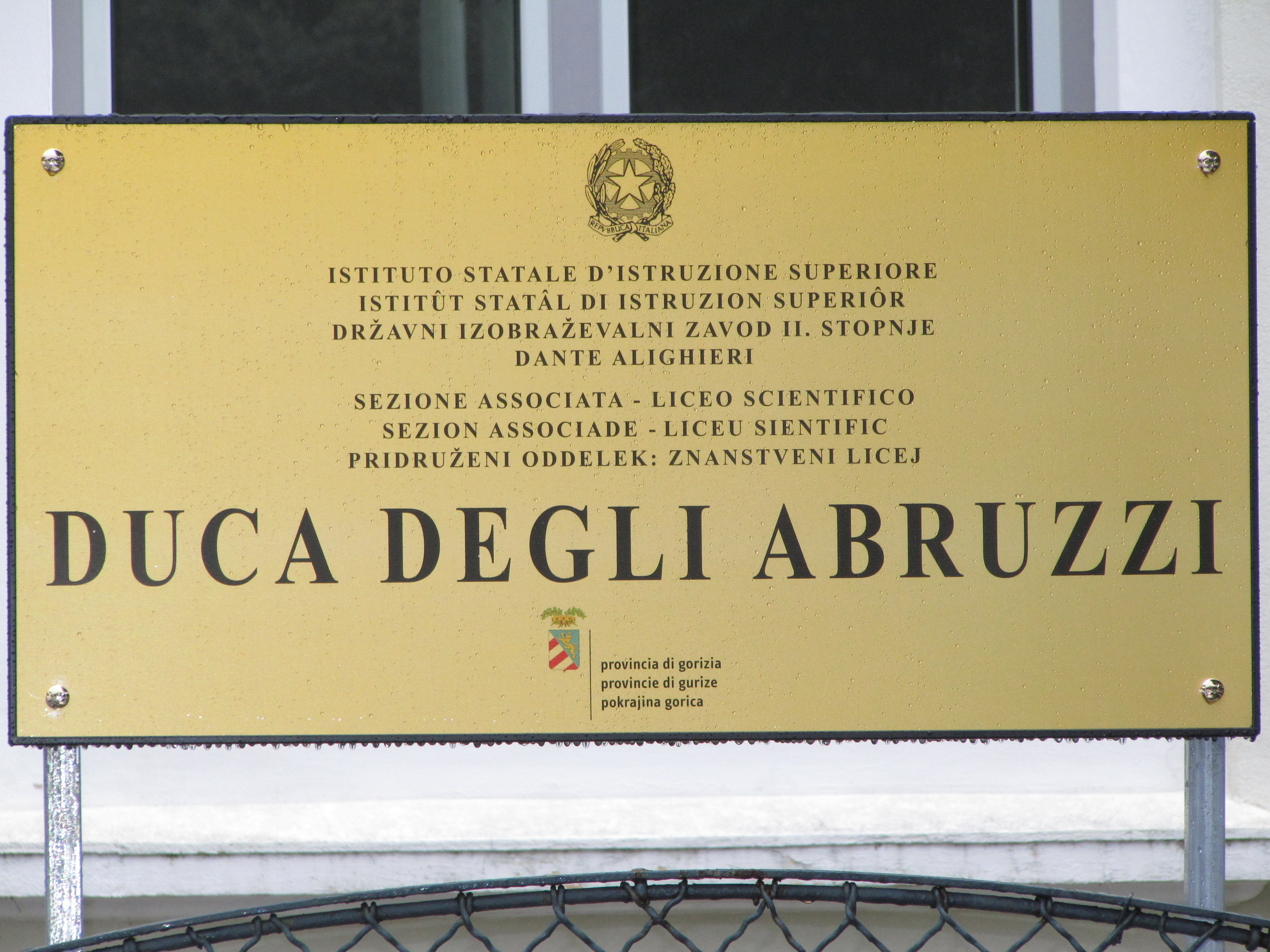
Un cartello trilingue posto a indicare una scuola della città in italiano, friulano e sloveno.

Da ricordare la componente ebraica della città, in prevalenza aschenazita, proveniente cioè dall'Europa centrale germanofona e da quella orientale, che ha lasciato numerosi segni e donato a Gorizia personaggi illustri: Carlo Michelstaedter, e altri ancora. Essa era pienamente integrata nella città e alcuni ebrei furono ferventi patrioti italiani (per esempio Carolina Luzzatto e Graziadio Isaia Ascoli, il quale era però di origine livornese).
La vitale comunità ebraica di Gorizia fu praticamente cancellata con la deportazione e lo sterminio nei lager tra il 1943 e il 1944. Al deportato più giovane, Bruno Farber, è stato dedicato il giardino adiacente alla sinagoga: aveva tre mesi. Il 23 aprile 2009 si è svolto, dopo oltre sessant'anni, il primo matrimonio con rito ebraico nella locale sinagoga, tra due cittadini israeliani di cui uno originario di Gorizia.

#### La situazione etnica moderna
Al 31 dicembre 2023 gli stranieri residenti nel comune erano 3 962, ovvero l'11,79% della popolazione. Di seguito sono riportati i gruppi più consistenti:
- Slovenia 717
- Kosovo 417
- Bosnia-Erzegovina 298
- Romania 285
- Marocco 200

- Ucraina 198
- Cina 183
- Macedonia del Nord 167
- Pakistan 167
- Croazia 129

### Lingue e dialetti

#### Storia
(Hugo Blotius, resoconto di un suo viaggio del 1571)
Gorizia è una città tradizionalmente multilingue. Originariamente le lingue parlate erano tre: il friulano (maggioritario), il tedesco e lo sloveno (minoritaria in città, ma molto diffusa nelle campagne e nei villaggi limitrofi). Alle soglie dell'era moderna iniziò a propagarsi a Gorizia anche il veneto, portato prima dalle truppe di occupazione della Repubblica di Venezia (1508-1509), poi dagli immigrati.
Principali lingue amministrative, in età bassomedievale, furono invece il tedesco e il latino (in tale idioma venivano redatti tutti gli atti giudiziari). Il latino fu anche la più importante lingua scritta e di cultura nell'Europa medievale, cui si affiancarono successivamente (dal XVI secolo), sia il tedesco che l'italiano, quest'ultimo con una chiara influenza veneta, diventata marcata durante il regno di Maria Teresa d'Austria.
L'italiano sembrò prevalere sul tedesco nel Seicento perché utilizzato come lingua d'insegnamento, insieme al latino, in alcune prestigiose scuole appartenenti all'ordine dei gesuiti. Nel secolo successivo si assistette invece a una ripresa del tedesco, determinata non solo dalla chiusura delle scuole gesuite (1773), ma anche dallo sviluppo della burocrazia statale centralizzata dell'Impero austriaco, in massima parte germanofona.
In età napoleonica (che a Gorizia durerà meno di un quinquennio, dal 1809 al 1813) l'italiano farà la sua ricomparsa nelle scuole e nei pubblici uffici, per essere nuovamente sostituito dal tedesco durante la Restaurazione dell'Impero austriaco. Negli anni sessanta dell'Ottocento si ebbe un processo di ampliamento e consolidamento del plurilinguismo, che sembrò divenire inarrestabile nei tre decenni successivi e che coinvolse anche il gruppo etnico sloveno e quello tedesco:
(Liliana Ferrari)
Una frangia della borghesia goriziana, che aveva l'italiano come lingua di cultura e d'uso (insieme al veneto e/o al friulano), fece in parte sue le dottrine nazionaliste che in quegli anni si stavano diffondendo nel vicino Regno d'Italia, che fu proclamato nel 1861, rivendicando l'impiego ufficiale di tale idioma. Tuttavia nel 1869 un censimento austriaco della città di Gorizia conteggiava i friulanofoni in circa 10 000 unità, gli slovenofoni in 3 500, i tedescofoni in 1 800 e gli italofoni in sole 1 000 unità (da notare il fatto che in detto censimento la componente friulana viene distinta da quella italiana).
A partire dagli ultimi anni dell'Ottocento, anche il gruppo sloveno (e alcune frange minoritarie di quello friulanofono), che fino ad allora era stato propenso a integrarsi nelle altre due componenti etniche della popolazione cittadina, iniziò a prendere sempre più coscienza delle proprie specificità etniche e linguistiche.
Se nel censimento del 1900 furono conteggiati solo 4 754 goriziani di lingua slovena, nel censimento successivo (1910) se ne contarono 10 790, pari a circa un terzo della popolazione urbana totale (compresi quindi i regnicoli e gli altri stranieri residenti).
L'aumento dell'etnia slovena viene così spiegato da Liliana Ferrari nel suo testo Gorizia ottocentesca, fallimento del progetto della Nizza austriaca:
(Liliana Ferrari nel suo testo Gorizia ottocentesca, fallimento del progetto della Nizza austriaca)
A questi vanno aggiunti altri 5 679 locutori sloveni dei tre comuni limitrofi (Sant'Andrea, Piedimonte del Calvario e Lucinico) che fanno oggi parte del comune di Gorizia. I parlanti sloveni del territorio attualmente compreso nel comune di Gorizia, arrivavano, secondo il censimento del 1910, al 40% della popolazione totale, contro un 45% di italofoni (comprendente i parlanti friulano) e un 9% di germanofoni. Nell'intero territorio urbano e semi-urbano di Gorizia (comprendente, quindi anche i comuni di San Pietro di Gorizia, Vertoiba, e Salcano, che verranno annessi alla città negli anni venti), nel 1910 i parlanti sloveni erano il 51% contro un 39% di parlanti italiano (esclusi i cittadini del Regno d'Italia).
Il 23 novembre 1919 si svolse l'Assemblea Costitutiva della Società Filologica Friulana presso la sede municipale di Gorizia; In questo modo si poté prendere maggiormente in considerazione la lingua friulana a Gorizia e nel resto del Friuli.
Con la guerra e la successiva annessione al Regno d'Italia, il gruppo slovenofono iniziò a decrescere mentre la componente italofona tornò a incrementarsi (secondo il censimento del 1921) divenendo, durante il ventennio fascista, l'unica a essere ufficialmente riconosciuta e censita.
La seguente tabella riassume la composizione etnica di Gorizia dal 1869 al 1936.
| Anno | Italiani | Sloveni | Tedeschi | Altri | Totale abitanti |
| 1869 | 66,6%    | 21%     | 10,8%    | 2,15% | 16 659          |
| 1880 | 70,7%    | 17,8%   | 11,2%    | 0,3%  | 19 113          |
| 1910 | 50,6%    | 36,8%   | 11,1%    | 1,5%  | 29 291          |
| 1921 | 60,8%    | 37,1%   | -        | 2,1%  | 39 829          |
| 1936 | 69,1%    | 29,0%   | -        | 1,9%  | 52 065          |
| Censimenti Gorizia città. Fonte: Branko Marušič. Pregled politične zgodovine Slovencev na Goriškem (Nova Gorica, 2005) |          |         |          |       |                 |

#### La situazione linguistica attuale

Mappa indicante la diffusione dei dialetti della lingua slovena. In blu è indicata l'area di utilizzo dei dialetti appartenenti al gruppo dialettale litoraneo, che è parlato anche a Gorizia.

Dopo la fine della seconda guerra mondiale la lingua tedesca, già fortemente regredita fin dagli anni dell'immediato primo dopoguerra (1918-1920), è scomparsa quasi completamente dalla città e attualmente il numero di germanofoni autoctoni è minimo.
Sopravvivono e sono vitali, oltre all'italiano, parlato dalla quasi totalità della popolazione, spesso insieme ad altri idiomi, la lingua friulana (ai sensi della deliberazione n. 2680 del 3 agosto 2001 della Giunta della Regione autonoma Friuli-Venezia Giulia, il Comune è inserito nell'ambito territoriale di tutela della lingua friulana ai fini della applicazione della legge 482/99, della legge regionale 15/96 e della legge regionale 29/2007) nella varietà goriziana (particolarmente a Lucinico), il dialetto goriziano, il dialetto bisiacco, lo sloveno (parlato quasi esclusivamente dalla comunità slovena presente in città e provincia).

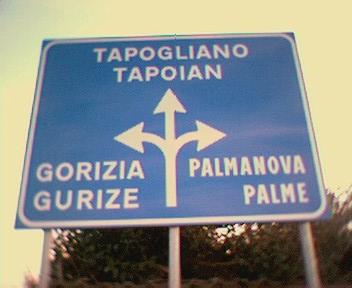
Segnaletica stradale bilingue italiano-friulano.

Oltre alla variante standard, sono presenti sul territorio goriziano il dialetto carsolino, tradizionalmente parlato a Sant'Andrea, e il dialetto del Collio, tradizionalmente parlato a Piedimonte del Calvario), e il veneto nelle sue varietà coloniali. Quest'ultimo, la cui presenza è documentata in città fin dal XVI secolo, si andò imponendo sempre più nei secoli successivi (soprattutto nel Novecento) e attualmente è ampiamente diffuso a Gorizia, grazie anche alla notevole immigrazione istriana prodottasi nel secondo dopoguerra. Spesso è utilizzato come lingua franca nei contesti sociali informali.

### Religione

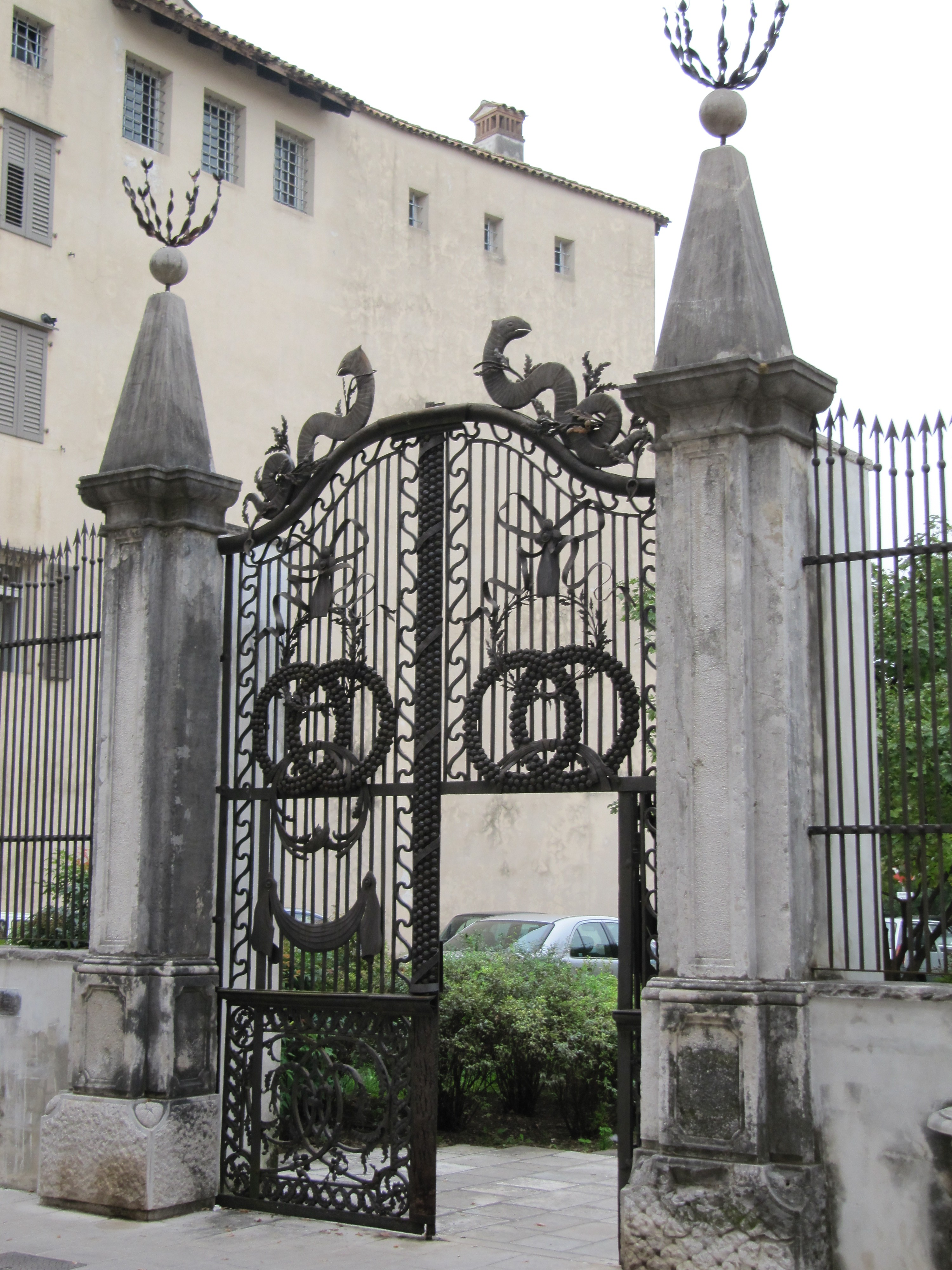
Porta del ghetto ebraico di Gorizia.

I goriziani, siano essi appartenenti al gruppo etnico italiano o sloveno, sono in massima parte di religione cattolica. Va ricordato, a tale proposito, che Gorizia è sede arcivescovile fin dal 1751, anno in cui cessò di esistere il patriarcato di Aquileia e furono create l'arcidiocesi di Gorizia e l'arcidiocesi di Udine. È presente fin dalla prima metà dell'Ottocento una piccola comunità protestante originariamente luterana e divenuta, dopo la prima guerra mondiale, di culto evangelico metodista.
La comunità ebraica, un tempo fiorente, si è invece praticamente estinta, come si è già avuto modo di sottolineare. Nel 1969 è stata definitivamente chiusa la sinagoga di Gorizia per mancanza di fedeli. Fra gli immigrati sono diffuse anche altre confessioni cristiane nonché le religioni musulmana, induista e buddhista, che contano in città un numero limitato di aderenti.

## Cultura
Gorizia, unitamente alla città slovena di Nova Gorica e alla città tedesca di Chemnitz in Sassonia, sarà capitale europea della cultura nel 2025.

### Istruzione

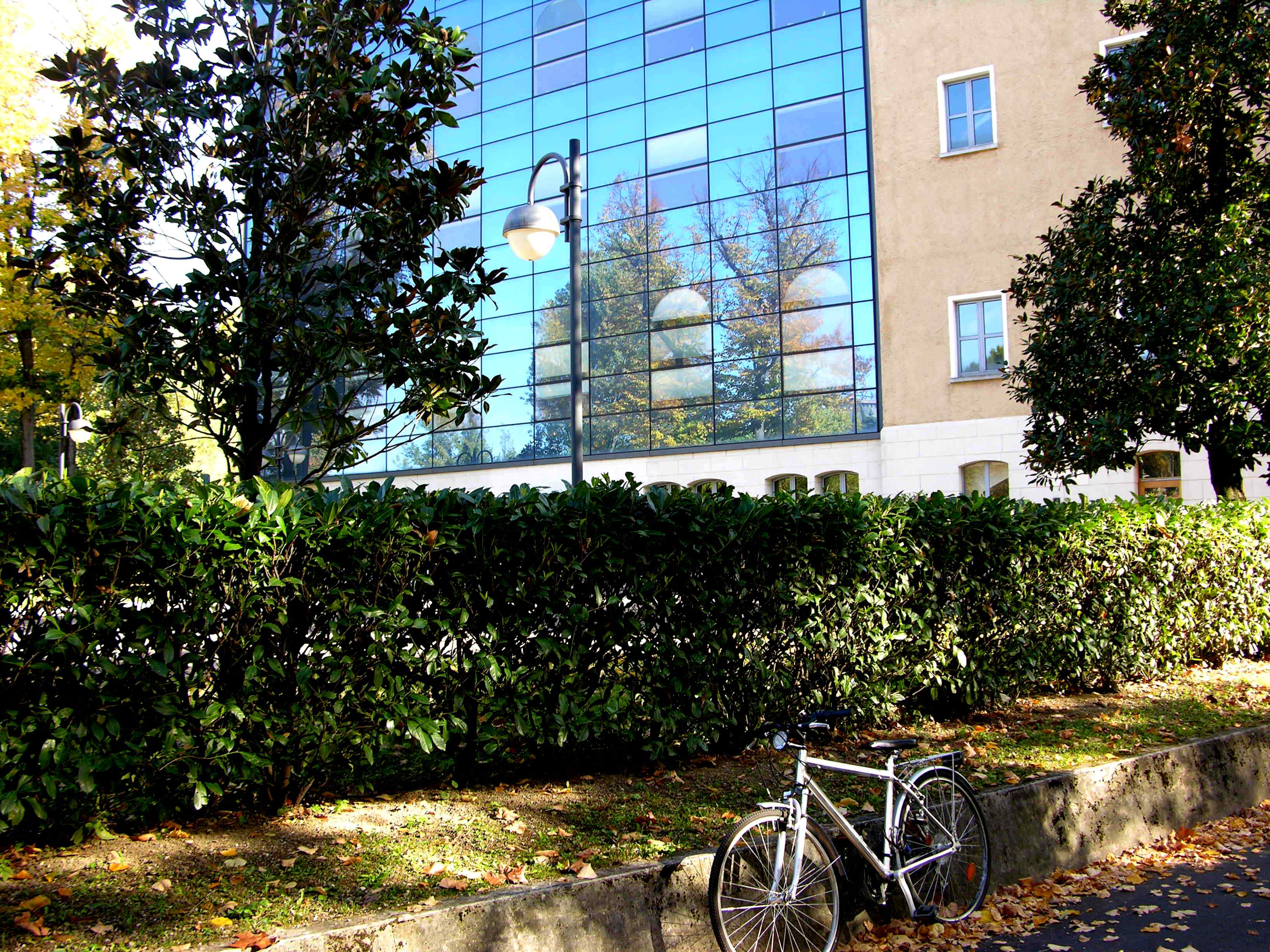
Sede distaccata di Gorizia dell'Università degli Studi di Trieste in via Bartolomeo Alviano.

Gorizia ospita, oltre a scuole primarie, secondarie di primo grado e secondarie di secondo grado, sedi distaccate dell'Università degli Studi di Trieste, dell'Università degli Studi di Udine e dell'Università di Nova Gorica.

### Media

#### Stampa
Edizioni di Gorizia di quotidiani:
- Messaggero Veneto - Giornale del Friuli
- Il Piccolo
- Primorski dnevnik

Periodici e riviste:
- Borc San Roc
- Iniziativa Isontina
- Isonzo Soča
- Novi Glas
- Studi Goriziani
- Voce Isontina
- Il Goriziano

#### Televisione
- Canale 6 - TVM
- Telemare

Redazioni di Gorizia:
- Rai Friuli-Venezia Giulia
- Telefriuli
- Telequattro

### Arte
I musei di Gorizia posseggono un'importante collezione di Antonio Rotta, nato a Gorizia e naturalizzato veneziano, che fu uno dei più importanti rappresentanti al mondo della Pittura di genere. Rotta si specializzò in un primo tempo nella pittura di scenette e figure di Pittura di genere d'ambiente veneziano, alcune volte venate d'umorismo, che risultano le più pregiate, per poi cimentarsi in alcuni quadri di tema storico (Tiziano istruisce Irene di Spilimbergo) e sacro.
Non soddisfatto dei risultati ottenuti si volse nuovamente al realismo dei suoi soggetti preferiti, come gli umili o l'infanzia.

### Musica
Ogni anno si svolgono in questa città numerosi concorsi musicali internazionali. Tra questi, degno di nota, è quello riguardante il canto corale "Cesare Augusto Seghizzi", in cui decine di cori di altissimo livello e provenienti da ogni parte del mondo si confrontano suddivisi in varie categorie. Il concorso Seghizzi rientra nel circuito del Gran Premio Europeo di Canto Corale. L'ultimo Gran Premio è stato ospitato a Gorizia nel 2004. L'Ensemble Dramsam è un ensemble musicale vocale e strumentale, specializzato nell'esecuzione di musica antica, attivo nella città di Gorizia dal 1985.

### Cucina
Nella cucina goriziana c'è una fusione della cucina tipica mitteleuropea, friulana e anche triestina, che influenzano la cucina goriziana rendendola ricca e varia. I piatti tipici della cucina goriziana sono il cotechino con i crauti, il gulasch e le frittate alle erbe. Contorni tipici sono le patate in tecia o il fresco abbinato a radicchio e fagioli.
Il dolce più caratteristico è la gubana. I vini sono prodotti soprattutto nella zona di Oslavia e nel Collio, dove spicca il "Collio Goriziano", vino a Denominazione di Origine Controllata. La gubana goriziana, il miele e i vini d'Oslavia sono oggi riuniti sotto il marchio prodotti tipici goriziani.
Degna di nota è anche la coltivazione della rosa di Gorizia, varietà locale di radicchio (Cichorium intybus della sottospecie sativum) dalla caratteristica forma a rosa, tipico della zona e coltivato principalmente nel comune di Gorizia. La Rosa di Gorizia è riconosciuta come prodotto agroalimentare tradizionale friulano e giuliano e come presidio Slow Food.

### Eventi
- Premio Sergio Amidei (luglio), manifestazione per la miglior sceneggiatura cinematografica
- Concorso Internazionale di Canto Corale Seghizzi (luglio)
- Concorso Internazionale di Canto Cameristico e pianoforte Seghizzi (luglio)
- Concorso Internazionale di Composizione Corale e solistica Seghizzi (settembre)
- filmforum / Convegno Internazionale di Studi sul Cinema e MAGIS Gorizia International Film Studies Spring School
- Concorso Europeo di Chitarra Classica "Enrico Mercatali" (maggio), festival e concorso internazionale di chitarra classica
- èStoria (maggio), festival internazionale della storia
- Musica Cortese, festival internazionale di Musica Antica
- Festival mondiale del Folklore e parata (agosto), festival che richiama e raggruppa molti dei migliori gruppi folkloristici del mondo

- Mittelmoda - The fashion award (settembre), concorso internazionale per giovani stilisti, si svolge dal 1993
- Concorso Internazionale di Violino "Premio Rodolfo Lipizer" (settembre)
- Gusti di frontiera (fine settembre), festival della cucina internazionale
- Festival Vegetariano (luglio) festival nazionale del vegetarismo
- Vinum Loci (ottobre), rassegna nazionale dei vini antichi e autoctoni

## Geografia antropica

### Circoscrizioni e quartieri

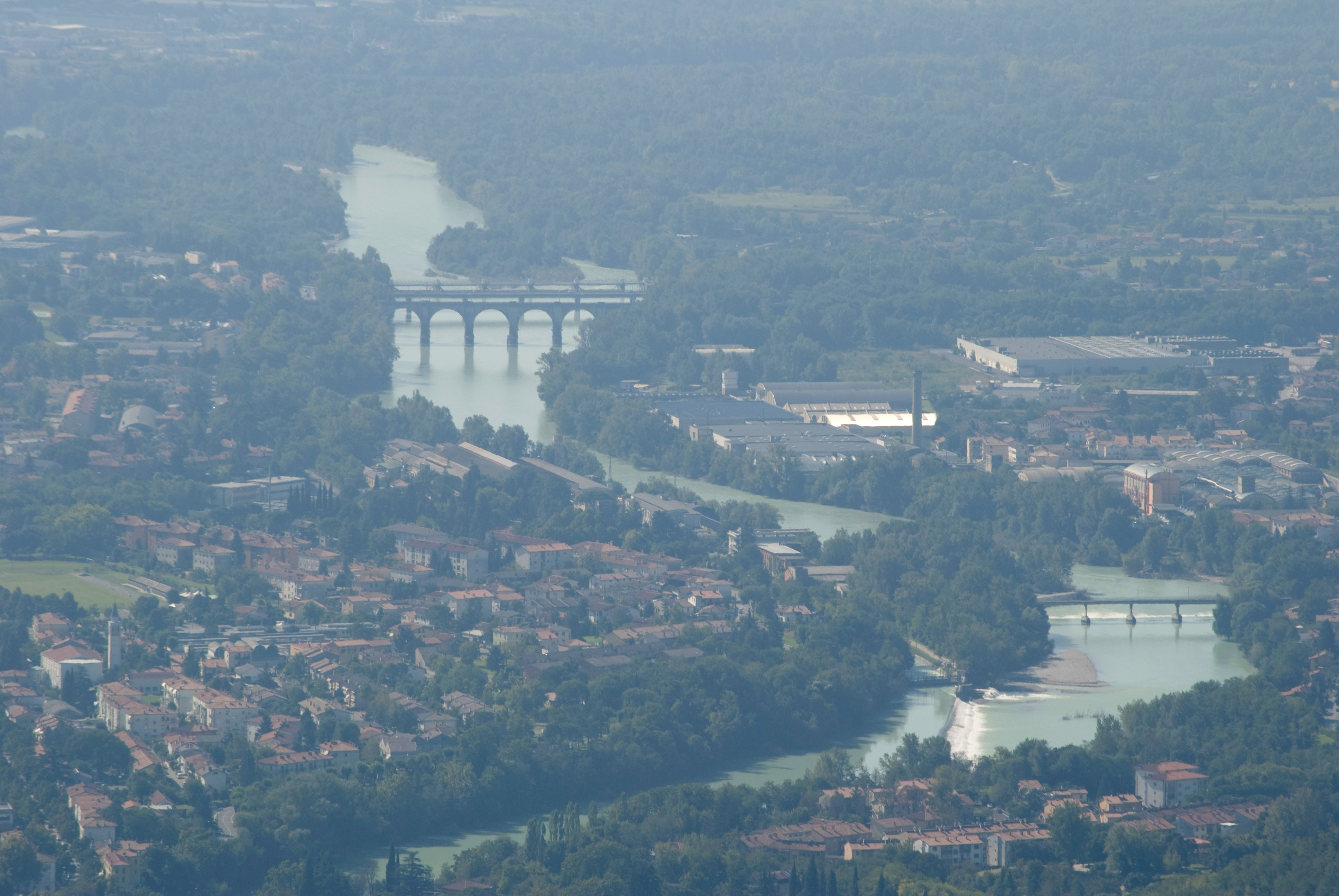
Il fiume Isonzo che attraversa Gorizia.

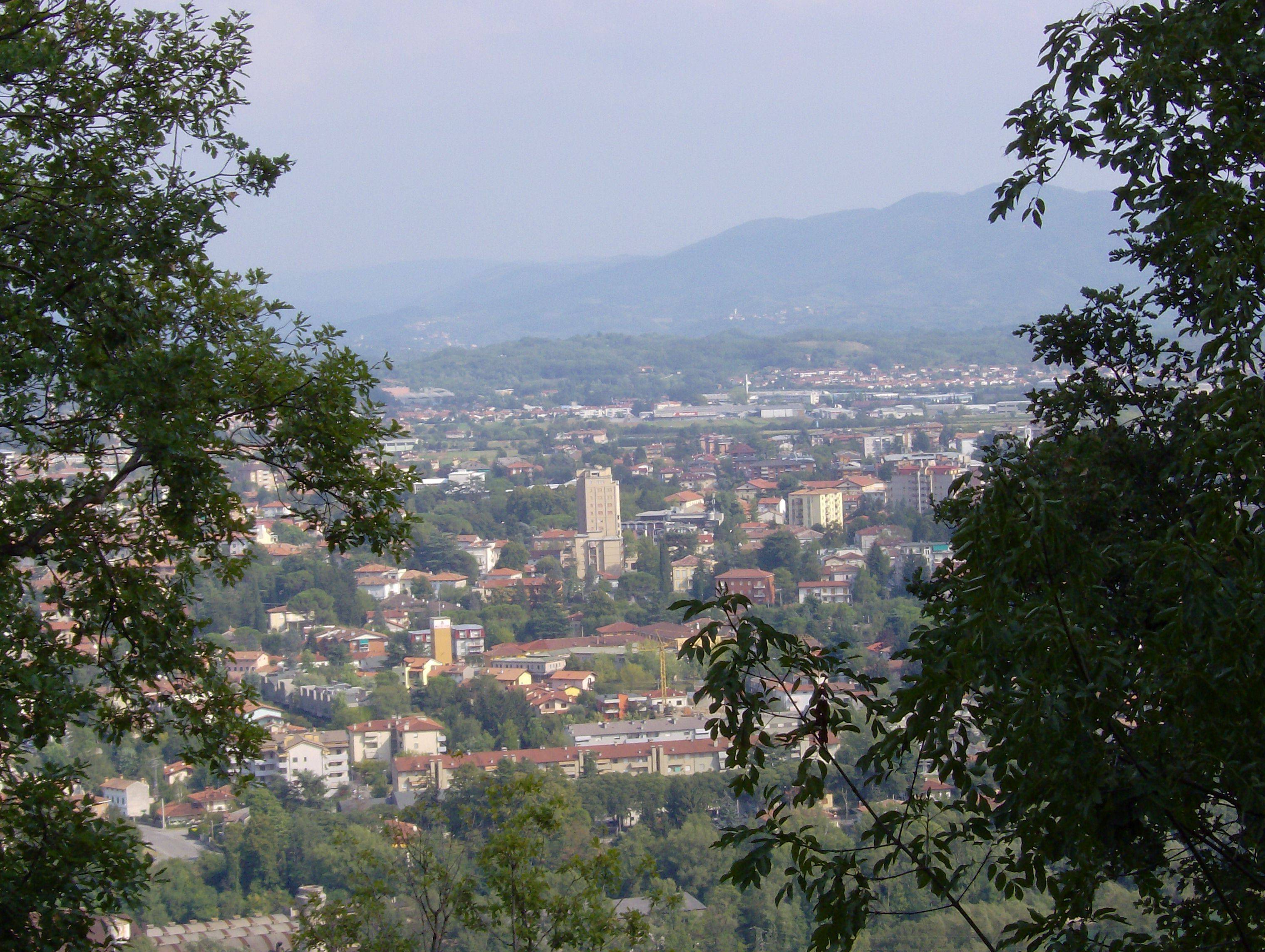
Gorizia vista dal monte Calvario (Podgora in sloveno) che fu uno dei monti delle battaglie dell'Isonzo durante la prima guerra mondiale.

Quartieri di Gorizia::
- Borgo Castello
- Campagnuzza
- Centro
- Lucinico
- Madonnina del Fante
- Montesanto-Piazzutta
- Piedimonte del Calvario (Podgora)
- Piuma (Pevma)
- Oslavia (Oslavje)
- Piazzutta
- San Mauro (Štmaver)
- Sant'Andrea (Štandrež)
- San Rocco-Sant'Anna
- Straccis

### Valichi di frontiera

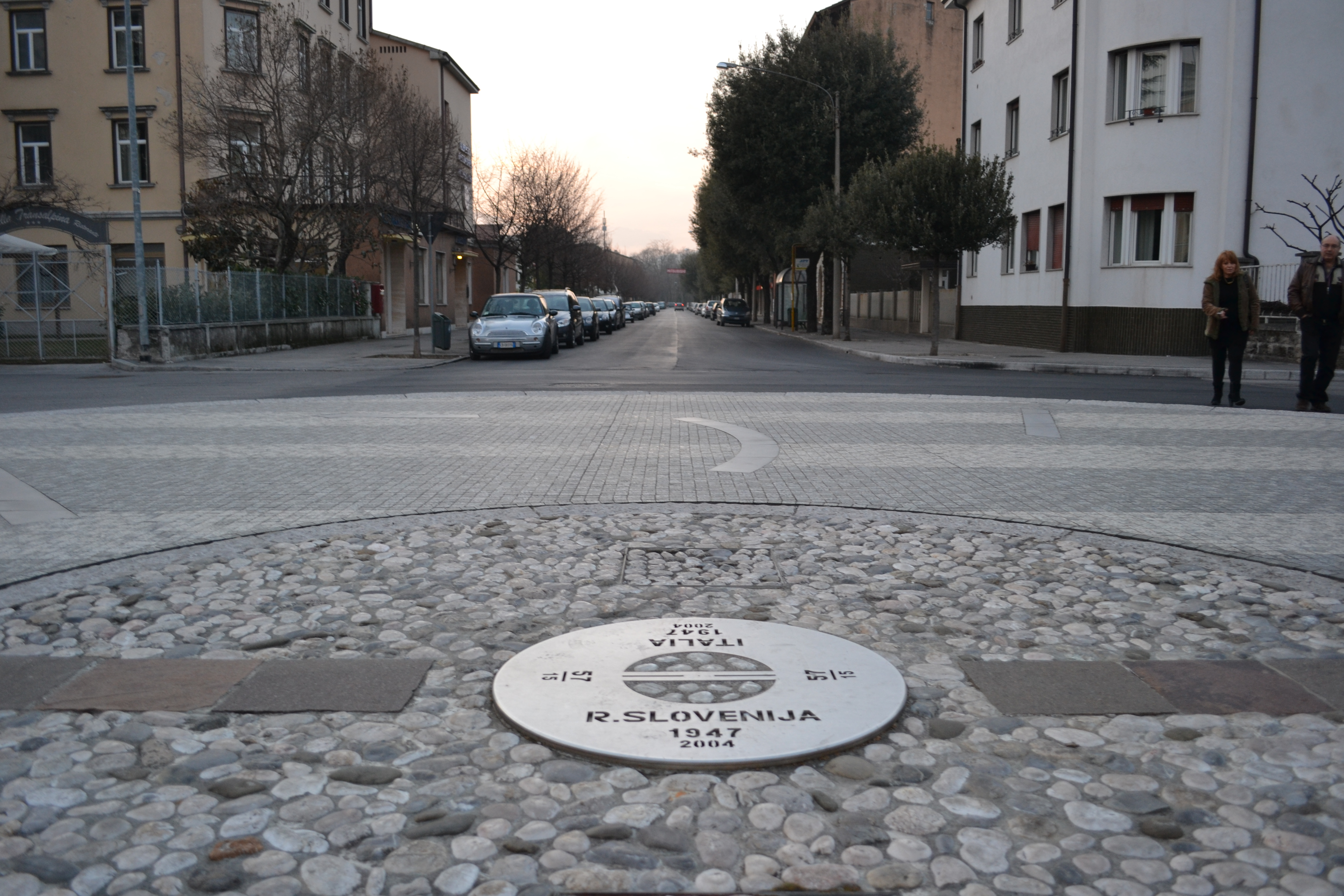
Piazza della Transalpina, con segnato il confine tra Italia e Slovenia, che divide Gorizia da Nova Gorica. I caseggiati che si vedono nell'immagine appartengono a Gorizia, mentre la foto è stata scattata a Nova Gorica.

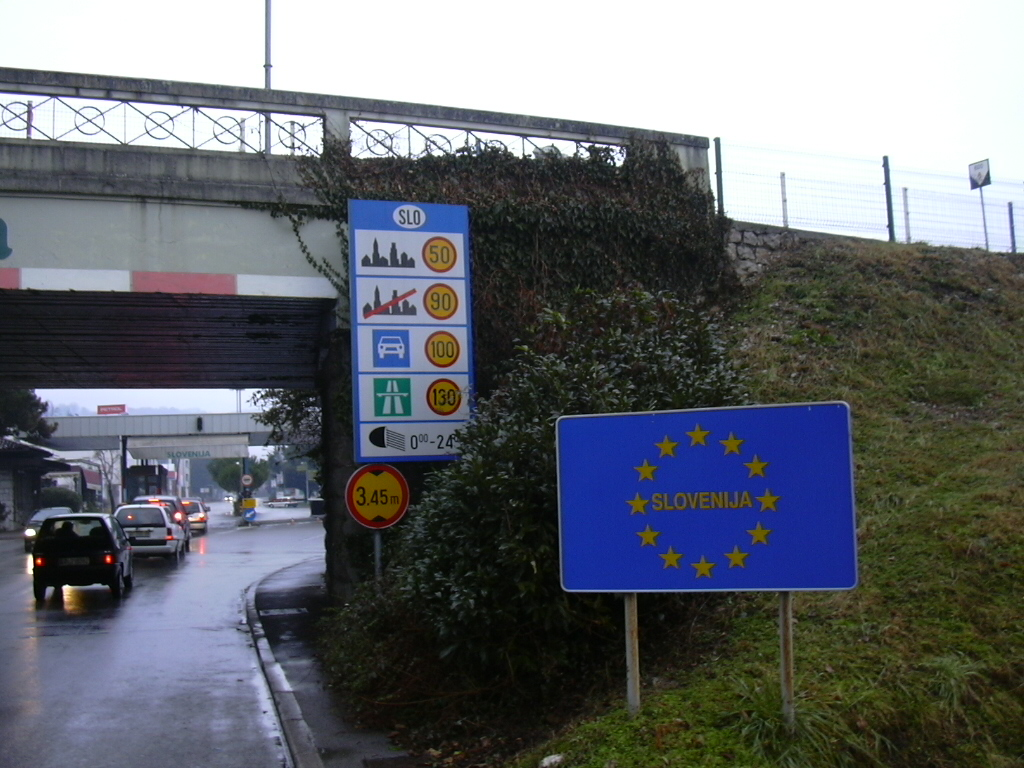
Ingresso a Nova Gorica dal valico di Casa Rossa provenendo da Gorizia prima della fine dei controlli confinari tra la Slovenia e l'Italia.

Lungo i confini comunali tra Gorizia e Nova Gorica corre il confine tra l'Italia e la Slovenia. Sono presenti diversi valichi di frontiera tra le due città, il cui attraversamento è diventato sempre più agevole grazie al cambiamento della politica estera tra i due Stati, fino a giungere al 21 dicembre 2007, quando la Slovenia ha fatto il suo ingresso nell'Unione europea. Da tale data la Slovenia è entrata nell'area Schengen, che ha permesso il libero movimento di persone e merci.
I valichi di frontiera presenti lungo il confine comunale delle due città sono:
- Casa Rossa-Valdirose: il più importante valico di frontiera, che ha rilievo internazionale.
- Piazza della Transalpina: è la piazza dove un tempo passava il Muro di Gorizia, che divideva Gorizia da Nova Gorica. Dopo la sua rimozione, è diventata consentita la libera circolazione dei pedoni. In luogo della parte centrale del Muro di Gorizia, che divideva la piazza, c'è un mosaico circolare, e il confine di stato – rimossa la barriera fisica – è ora indicato da una linea di mattonelle di pietra.[53]. In seguito al trattato di Parigi la piazza venne divisa tra Italia e Repubblica Socialista Federale di Jugoslavia, mentre dal 1991 è divisa tra Italia e Slovenia[53]. Fino al 22 dicembre 2007, data d'ingresso della Slovenia nell'area degli accordi di Schengen, la libera circolazione era possibile solo all'interno della piazza, anche se il Muro di Gorizia in quel tratto venne eliminato già nel 2004[53].
- Via San Gabriele-Erjavčeva ulica: precedentemente destinato al traffico locale, è stato potenziato, anche con il ripensamento urbanistico della zona, per potere permettere un maggiore afflusso di persone e merci[68]. È il più vicino al centro storico di Nova Gorica.
- Via del Rafut-Prestava: precedentemente destinato al traffico locale, è stato potenziato, anche con l'aggiunta di strutture tipo la sede di un'agenzia di promozione sociale di livello internazionale, per potere permettere un maggiore afflusso di persone e merci[69].
- Sant'Andrea-Vertoiba: è localizzato nelle periferie delle due città, a sud del confine comunale che le divide.
- Via Vittorio Veneto/San Pietro: è localizzato nelle periferie delle due città, a sud del confine comunale che le divide.

## Infrastrutture e trasporti

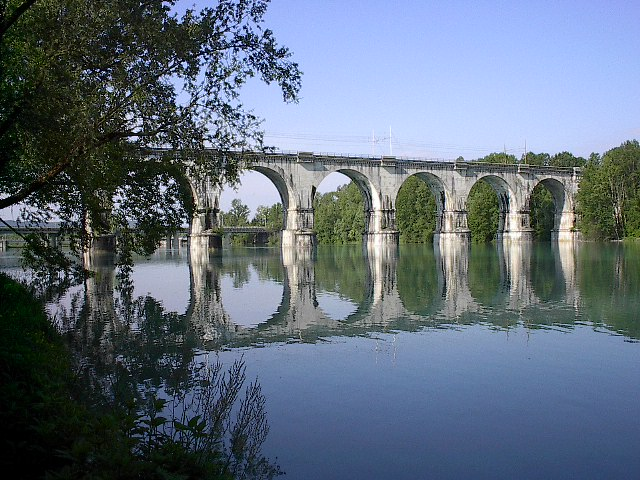
Il fiume Isonzo e sullo sfondo il ponte ferroviario dei primi del Novecento.

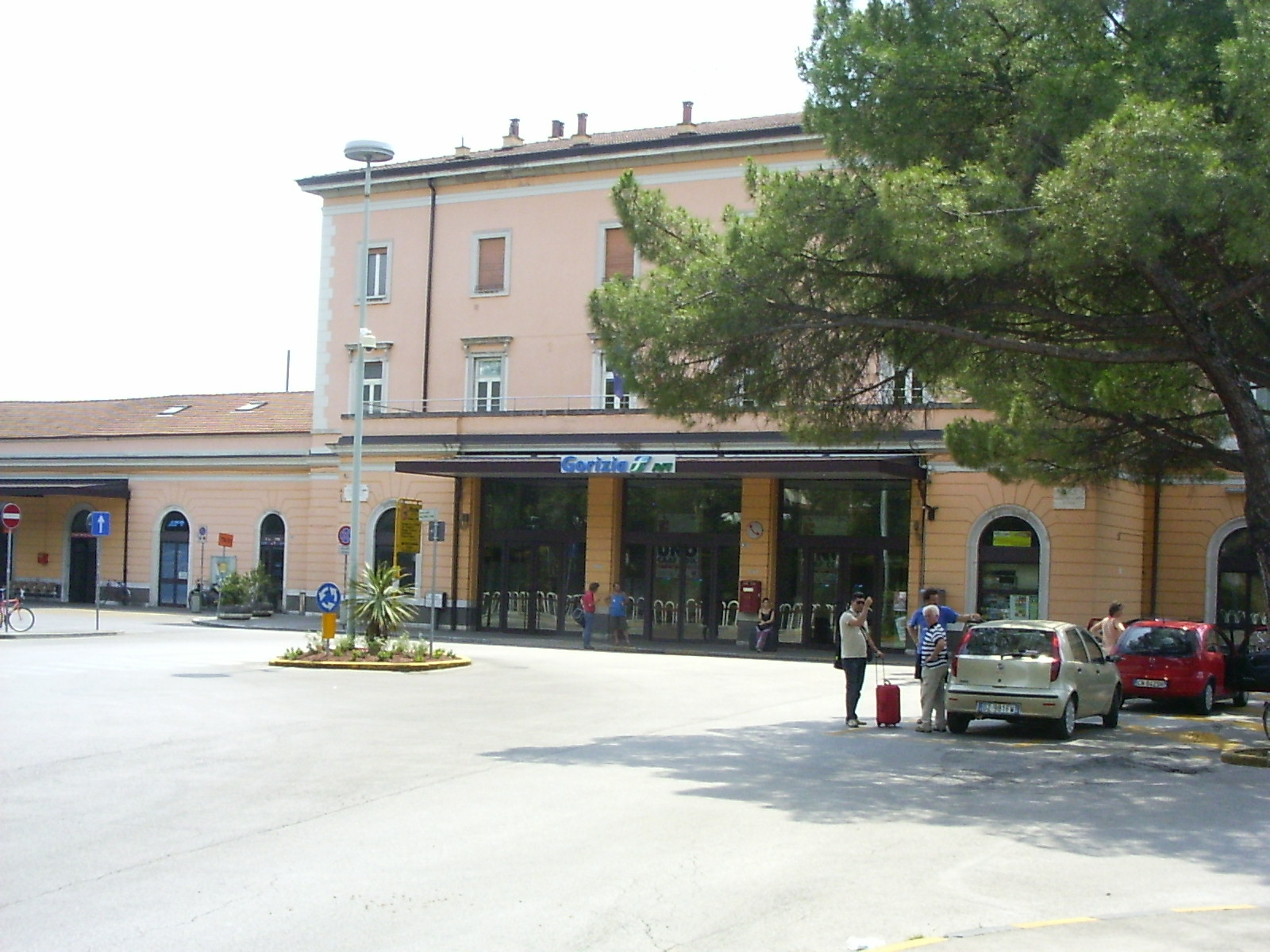
La stazione ferroviaria "Gorizia Centrale".

### Strade
Le principali infrastrutture stradali interessanti Gorizia sono l'autostrada A34 Villesse - Gorizia, che origina dal casello autostradale di Villesse-Gorizia sull'autostrada A4, la strada statale 55 dell'Isonzo che la collega a Duino, la strada regionale 351 di Cervignano che la collega alla Bassa Friulana e la strada regionale 56 di Gorizia che la collega a Udine.

### Ferrovie
La stazione di Gorizia Centrale, posta lungo la ferrovia Udine-Trieste, è servita da treni regionali svolti da Trenitalia nell'ambito del contratto di servizio con la Regione Friuli-Venezia Giulia e da collegamenti nazionali. Da tale impianto si diparte la Gorizia-Aidussina, mediante la quale è possibile raggiungere le altre stazioni urbane, quelle di Vertoiba (già "Gorizia San Marco") e di Nova Gorica, quest'ultima posta in territorio sloveno lungo la ferrovia Transalpina e servita da corse effettuate dalla Slovenske železnice.

### Mobilità urbana
Il sistema dei trasporti di Gorizia è gestito dalla APT Gorizia, la quale gestisce nove linee urbane e diverse linee suburbane compresi i collegamenti da e per l'aeroporto regionale Pietro Savorgnan di Brazzà di Ronchi dei Legionari.
La città di Gorizia è collegata anche con Nova Gorica per mezzo di un servizio di linea giornaliero di autobus, gestito congiuntamente da APT Gorizia e dalla omologa Avrigo di Nova Gorica.
Fra il 1909 e il 1935 la città fu servita da una rete tranviaria urbana realizzata dalla Società Goriziana Trenovie e in seguito gestita direttamente dal comune. Tale rete si componeva fondamentalmente di due linee per il collegamento del centro con le due stazioni cittadine e con il sobborgo di San Pietro di Gorizia.

### Aeroporti
L'aeroporto di Gorizia, che fu costruito negli anni 1910 dagli austriaci, venne dopo poco tempo messo in disarmo. Recuperato negli anni 1920, e inizialmente intitolato a Egidio Grego, negli anni a seguire ebbe un ruolo operativo nella prima e nella seconda guerra mondiale. Questo lo fece obbiettivo di un pesante bombardamento da parte degli alleati della seconda guerra mondiale, che distrusse quasi tutti gli hangar.
Dopo la seconda guerra mondiale fu convertito in aeroporto civile voli di linea. Questi ultimi durarono fino al 1961 quando furono trasferiti all'aeroporto di Trieste-Ronchi dei Legionari. Tuttavia l'Aeronautica Militare Italiana continuò a usare l'aeroporto fino al 1983, anno in cui il tutto passò al Ministero dei trasporti.

## Amministrazione

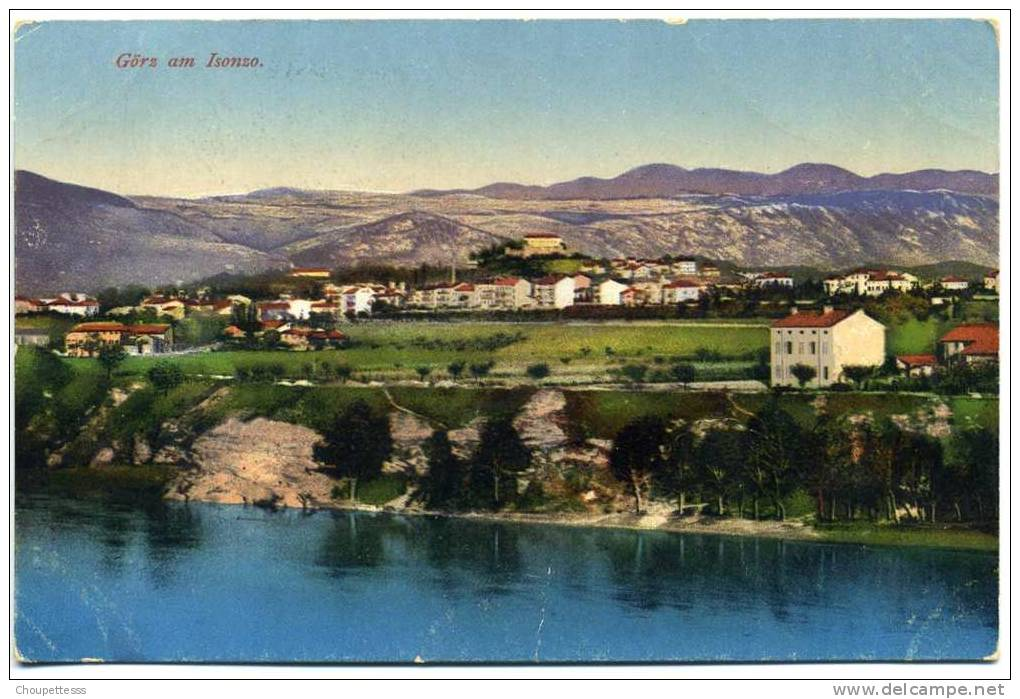
Panorama di Gorizia in una foto precedente al 1905. Fino al 1915 a capo dell'amministrazione cittadina di Gorizia ci fu il Podestà (nell'accezione medievale del termine), dal 1918 al 1926 il Sindaco, dal 1926 al 1945 il Podestà (nell'accezione fascista del termine) e dal 1945 nuovamente il Sindaco

### Gemellaggi
Gorizia è gemellata con:
- Klagenfurt[71]
- Lienz
- Sassari, dal 1983
- Venlo
- Kielce
- Zalaegerszeg
- Banja Luka, dal 01/07/2025

## Sport

Formazione dell'Unione Ginnastica Goriziana nella stagione 1961-1962

Gorizia è stata una delle città, insieme a Mestre, Siena e Torino, a ospitare il Campionato europeo maschile di pallacanestro 1979, che si è svolto in Italia. Gli incontri si sono disputati all'interno del PalaGrappate, che all'epoca era in grado di ospitare fino a 6 000 spettatori.
La squadra di pallacanestro maschile della Unione Ginnastica Goriziana è stata per anni protagonista nella massima serie del campionato italiano arrivando nella stagione 1982-1983 ai quarti di finale dei play off. Il 21 marzo 1999 con una vittoria 65-63 sulla Pallacanestro Treviso ha disputato l'ultima partita cessando poi l'attività nei campionati maggiori per motivi economici.
Nel calcio è attiva la società Associazione Sportiva Pro Gorizia, che partecipò al campionato di Serie B negli anni quaranta. Il 30 maggio 2001 l'11ª tappa del Giro d'Italia 2001 si è conclusa a Gorizia. Il 26 giugno 2006 Paolo Bettini ha vinto i campionati italiani di ciclismo su strada 2006 di ciclismo su un percorso di 233,4 km in 5 ore, 59 minuti e 40 secondi alla media di 38,936 km/h tagliando il traguardo finale a Gorizia.
Il 26 ottobre 2009 il goriziano Giorgio Petrosyan ha vinto il prestigioso torneo K-1 MAX nel 2009 e nel 2010, al tempo la massima espressione della kickboxing sotto i 70 kg di peso. Il goriziano Paolo Vidoz ha vinto nel 2005 il titolo di campione europeo dei pesi massimi, mentre nel 2000 la medaglia di bronzo ai Giochi della XXVII Olimpiade che si sono svolti Sydney nella categoria pesi supermassimi.